# Hohenzollern

Der Schild des Stammwappens mit der Zollernvierung

Das Haus Hohenzollern war eine der bedeutendsten Dynastien der deutschen Geschichte. Das nach seinem Stammsitz, Burg Hohenzollern in Schwaben, benannte Adelsgeschlecht stellte mit seinem fränkischen Zweig seit 1192 die Burggrafen von Nürnberg, seit 1415 die Markgrafen und Kurfürsten von Brandenburg, seit 1525 die Herzöge in Preußen und seit 1701 die preußischen Könige sowie von 1871 bis zum Ende des Deutschen Kaiserreichs im Jahr 1918 die Deutschen Kaiser.
Das Geschlecht wurde erstmals 1061 mit „Burchardus“ und „Wezil“ in der Chronik des Berthold von Reichenau erwähnt und besteht gegenwärtig aus der älteren Linie der schwäbischen Hohenzollern und dem jüngeren brandenburg-preußischen Zweig. Letzterer, der im Laufe der Zeit die größere Bedeutung erlangte, spaltete sich Anfang des 13. Jahrhunderts, nach der Übernahme der Burggrafschaft Nürnberg als zunächst fränkische Linie ab. Chef dieses Hauses ist derzeit Georg Friedrich Prinz von Preußen. Das Familienoberhaupt der schwäbischen Hohenzollern ist Karl Friedrich Prinz von Hohenzollern. Dieser im 17. Jahrhundert gefürstete Familienzweig entfernte sich, mit der Ausnahme von Rumänien, kaum vom schwäbischen Ursprungsgebiet. Burg Hohenzollern, auf dem gleichnamigen Berg in Bisingen im Zollernalbkreis gelegen, befindet sich im Eigentum beider Familien.
Die schwäbischen Hohenzollern wurden unter ihrem Stammvater Friedrich von Zollern († 1125) 1111 zu Grafen mit Besitzungen unter anderem in der Umgebung von Hechingen. Mit der Erbteilung von 1576 bildeten sich die Familienzweige Hohenzollern-Hechingen, Hohenzollern-Sigmaringen und Hohenzollern-Haigerloch, von denen nur noch die sigmaringische Linie existiert. Die Grafen von Hohenzollern-Hechingen und Hohenzollern-Sigmaringen wurden 1623 in den Reichsfürstenstand erhoben. Infolge der Revolution von 1848 verzichteten sie auf ihre jeweilige Landesherrschaft. Beide Fürstentümer fielen 1850 an Preußen und wurden als Hohenzollernsche Lande zum preußischen Regierungsbezirk Sigmaringen. Angehörige des Hauses Hohenzollern-Sigmaringen erlangten von 1866 bis 1947 zuerst als Fürst und später als Könige von Rumänien erneut politische Bedeutung.
Die fränkischen Hohenzollern hatten von 1192 bis 1427 die Burggrafschaft Nürnberg inne. Das Burggrafenamt war ein Reichsamt, ermöglichte allerdings eine erfolgreiche Territorialpolitik. Auf dem Gebiet der Burggrafschaft hatten sich bereits 1398 die Markgraftümer Ansbach und Kulmbach entwickelt, die bis zum Anfang des 19. Jahrhunderts unter der Herrschaft der Hohenzollern blieben. Nach der Belehnung des Burggrafen Friedrich VI. 1397 mit der Mark Brandenburg durch König Sigismund 1415/17 (als Kurfürst: Friedrich I. [bis 1440]) begann der eigentliche Aufstieg der Familie. Mit der Herrschaft über Brandenburg war die Kurfürstenwürde des Reiches verbunden und damit das Recht, den römisch-deutschen König zu wählen. Neben der brandenburgischen bestand eine Ansbacher sowie eine Kulmbacher bzw. Bayreuther Linie der fränkischen Hohenzollern. Der letzte Hochmeister des Deutschen Ordens in Preußen entstammte dem Ansbacher Zweig. Er säkularisierte 1525 den Deutschordensstaat und wandelte ihn in das Herzogtum Preußen um. Dieses fiel 1618 an den brandenburgischen Zweig, der es fortan in Personalunion mit der Mark Brandenburg regierte. Daher rührt die Bezeichnung Brandenburg-Preußen für den heute noch bestehenden Familienzweig.
Mit der Königskrönung Friedrichs III. von Brandenburg im Jahr 1701 wurde das Herzogtum Preußen zum Königreich Preußen. In Anerkennung der Rangerhöhung des Herrschers ging der Name Preußen auf alle Besitzungen der brandenburgischen Hohenzollern über, aus denen sich der Staat Preußen entwickelte. Unter seinem Enkel Friedrich II. erkämpfte sich Preußen in den Schlesischen Kriegen, insbesondere im Siebenjährigen Krieg von 1756 bis 1763, einen Platz in der europäischen Pentarchie. Infolge des Deutschen Krieges von 1866 löste Preußen Österreich als Vormacht in Deutschland ab, und nach dem Deutsch-Französischen Krieg von 1870/71 wurde der preußische König Wilhelm I. zum Kaiser des neu gegründeten Deutschen Reichs erhoben. Die Herrschaft der brandenburg-preußischen Hohenzollern endete am 9. November 1918 in der Novemberrevolution durch Ausrufung der Republik in Berlin und dem Entstehen der Weimarer Republik. Der letzte Kaiser Wilhelm II. lebte nach seiner Flucht und Abdankung im Exil in den Niederlanden.

## Die Herren und Grafen (ab 1111) von Zollern

### Ursprünge und Familiengeschichte bis um 1200

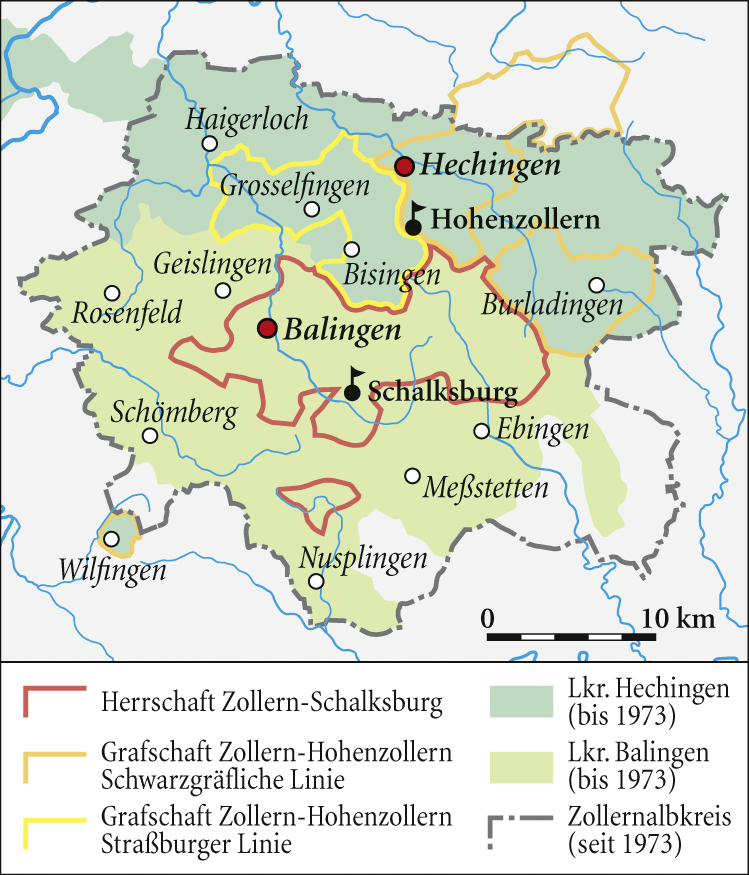
Stammlande der Hohenzollern und der heutige Zollernalbkreis. Abtrennung der Herrschaft Schalksburg vom Kernbesitz 1288. Entstehen der Schwarzgräflichen und Straßburger Linien 1344.

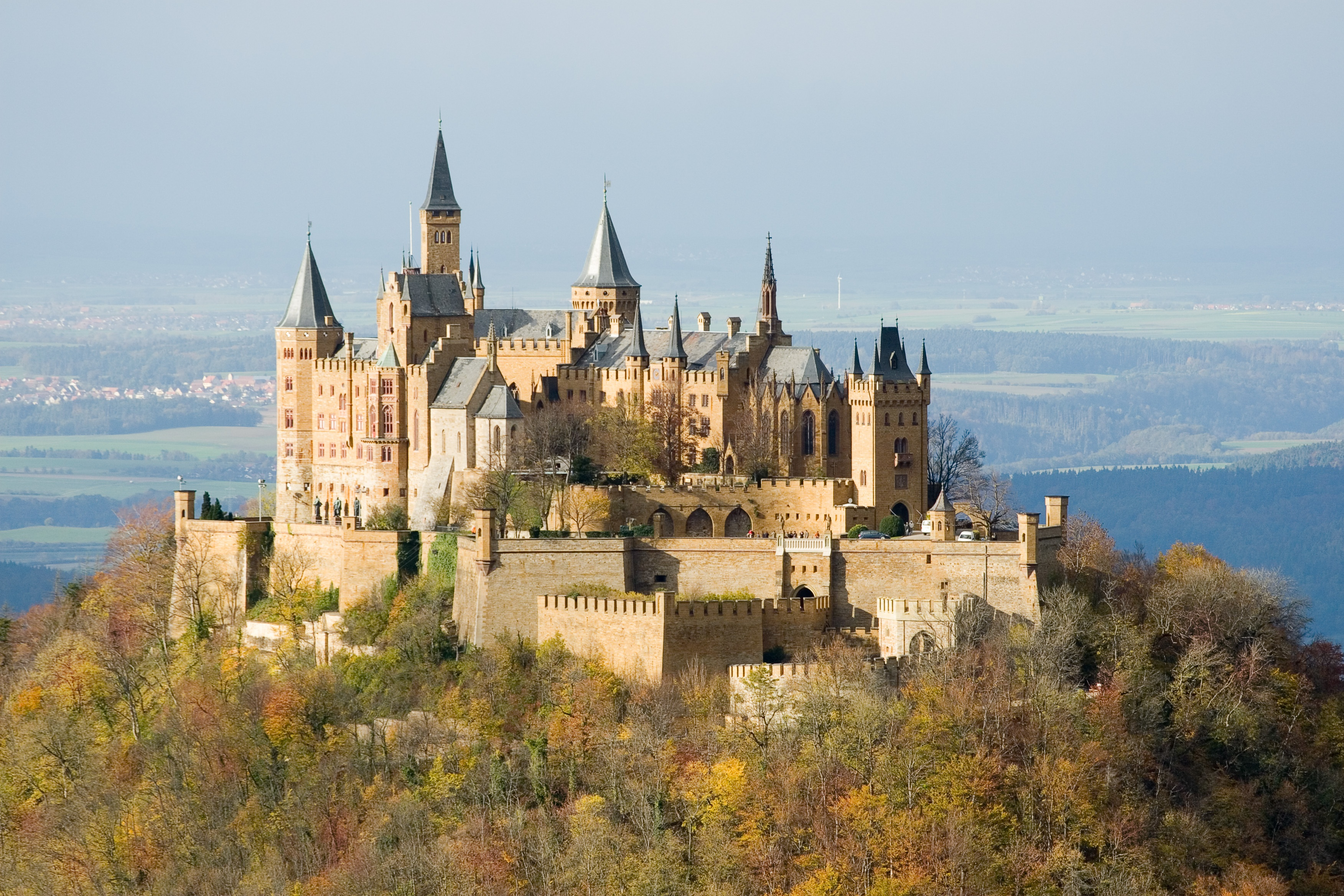
Burg Hohenzollern bei Hechingen

Die Stammlande des Geschlechts liegen hauptsächlich im nördlichen Teil des heutigen Zollernalbkreises, wo sich unweit von Hechingen die Burg Hohenzollern beim Ortsteil Zimmern der Gemeinde Bisingen befindet. Das ursprüngliche Bauwerk stammt möglicherweise aus dem 11. Jahrhundert, wurde 1267 zum ersten Mal genannt und 1423 durch den Bund der schwäbischen Reichsstädte erobert und weitgehend zerstört. Die heutige Burg ließ Friedrich Wilhelm IV. zwischen 1850 und 1867 im Architekturstil der Neugotik erbauen. Sie wird als dritte Burg bezeichnet und gehört bis heute gemeinschaftlich der brandenburg-preußischen und der schwäbischen Linie.
Die früheste Nennung der Familie befindet sich mit „Burchardus et Wezil de Zolorin occiduntur“ in der lateinischen Chronik von Berthold von Reichenau, in der die zwei im Jahr 1061 ums Leben gekommenen Hohenzollern erwähnt werden. Burchardus und Wezil (Werner) waren Zeitgenossen des römisch-deutschen Königs Heinrich IV. aus dem Geschlecht der Salier. Das Werk des Mönchs schließt chronologisch an die Weltchronik Hermanns von Reichenau an. Nennungen im Umfeld mit dem Kloster Reichenau lassen vermuten, dass die Hohenzollern als Vögte des Reichenauer Kirchengutes in eine lokale Machtposition kamen. Gesichert ist, dass in der frühen Zeit eine enge Verbindung mit dem Bodenseekloster bestand. Ulrich von Zollern starb als Abt der Reichenau 1136 und später traten zahlreiche Hohenzollern dort als Mönche ein.
Die überlieferte Textstelle Bertholds von Reichenau ist für Historiker nicht unproblematisch, da in der Quelle genaue Umstände des Geschehnisses nicht dargelegt werden und die Genannten zudem nicht als Grafen bezeichnet werden. Der Tübinger Professor Martin Crusius bemerkte bereits am Ende des 16. Jahrhunderts: „Burckhard und Wezil von Zolorin kommen um. So ist dieses in Hermann des Contract Chronik beygefügt. Es steht unten nichts darbey, weder die Ursach, noch sonst etwas, daraus man erkennen könnte, dass es Grafen von Zollern gewesen wären“ (Übersetzung). Seit der Mitte des 19. Jahrhunderts stehen die beiden Hohenzollern als die ersten sicher bezeugten Vorfahren am Anfang der Familiengeschichte, da die Nichtexistenz weiter zurückliegender Personen wissenschaftlich bewiesen wurde.
- Burkhard I. von Zollern († 1061)
- Friedrich I. von Zollern († vor 1125), genannt „Maute“, verwandt mit dem Schwabenherzog Friedrich I. aus dem Geschlecht der Staufer
- Friedrich II. von Zollern († um 1142), Sohn von Friedrich I., um 1170 Abspaltung der Hohenberger[10]
- Friedrich III. von Zollern (* vor 1171; † um 1200), ab 1192 durch kaiserliche Belehnung Burggraf Friedrich I. von Nürnberg[11][12], Vertrauter der Stauferkaiser Friedrich I. Barbarossa und Heinrich VI.

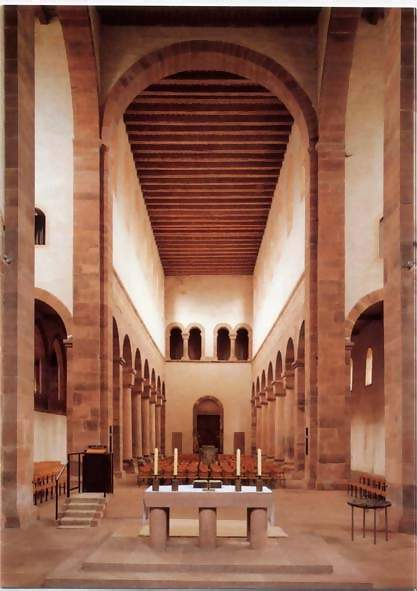
Innenansicht von Kloster Alpirsbach, gestiftet 1095

Urkunden mit Nennung von Familienangehörigen gibt es erst seit Ende des 11. Jahrhunderts. Adalbert von Zollern aus der Nebenlinie Haigerloch, in der Originalquelle „Adelbertus de Zolro“ genannt, besaß mit anderen Adeligen ein Gut im Schwarzwald und stiftete 1095 dort das Kloster Alpirsbach. Über diese Zeit im Zusammenhang mit der Herrschaft Haigerloch ist wenig bekannt.
Friedrich I. von Zollern († vor 1125), genannt „Maute“, war ein Nachfahre des 1061 verstorbenen Burkhard I. und wirkte als erster Vogt des Klosters Alpirsbach. Durch seinen Einsatz für den salischen Kaiser Heinrich V. wurden die Hohenzollern auf der Reichsebene wahrgenommen. Der Graf hielt sich am Hofe des Herrschers auf und war bei Regierungsgeschäften des Reiches und im Investiturstreit aktiv. Der Hohenzoller befand sich 1111 im Gefolge Heinrichs V. bei der Kaiserkrönung durch Papst Paschalis II. In diesem Jahr wurde Friedrich I. nachweisbar als Graf bezeichnet. Auch wurde Friedrich allmählich zum Leitnamen der Hohenzollern.
Nach dem Tode Mautes um 1125 erhielt sein Sohn Friedrich II. den Kernbesitz. Die Grafen von Zollern hatten um 1125 eine Herrschaft mit Ministerialen. Über die Lage der Besitzungen ist allerdings wenig bekannt. Im Zusammenhang mit Besitz bei Schenkungen konnten die Orte Höfendorf bei Haigerloch (1095), Beuren (1134), Stetten, Engstlatt, Hart, Streichen und Thanheim bestimmt werden.
Burkhard, der andere Sohn Mautes und fortan Graf von Hohenberg-Zollern, begründete den Familienzweig der Hohenberger, der 1486 erlosch. Nach anderer Auffassung kam es nicht nach Mautes Tod, sondern erst um 1170 zur Teilung des Besitzes. Die Hohenberger bauten die Burg Hohenberg, eine Höhenburg bei Schörzingen, und hatten zu den Hohenzollern oftmals kein gutes Verhältnis, bis hin zu Auseinandersetzungen. Ein bekannter Hohenberger war Albrecht II. von Hohenberg-Rotenburg, der Minnesänger († 1298). Die Abspaltung der Hohenberger hatte den Verlust des westlichen Gebietes für die Hohenzollern als Konsequenz. Die Hohenberger regierten vom 12. bis zum 14. Jahrhundert Haigerloch. Im Jahr 1497 erhielten die Grafen von Zollern Haigerloch im Tausch gegen Besitz in Graubünden, nachdem die Herrschaft bereits 1488 an die Familie verpfändet worden war.
Die Hohenzollern waren im 12. Jahrhundert auf den Landtagen der Herzöge von Schwaben aktiv und ebenfalls auf den Hoftagen der Staufer im Zusammenhang mit schwäbischen Angelegenheiten. Die Familie war darüber hinaus auf Landtagen der Zähringer sowie auf Landtagen Heinrichs des Löwen für Lehen in der Nähe von Ravensburg präsent. Durch die Ämter für das Reich und die Kirche und durch das von ihnen verwaltete Kirchengut bauten die Hohenzollern ihre Macht auf.
Der Aufstieg der Hohenzollern im Spätmittelalter war nicht zuletzt ihrer Königstreue zunächst gegenüber den Staufern und später den Luxemburgern zu verdanken. Friedrich III. von Zollern († um 1200) war ein treuer Gefolgsmann der Stauferkaiser Friedrich I. und Heinrich VI. Sein Vater oder Großvater Friedrich II. distanzierte sich zunächst aufgrund eines Bündnisses mit Kaiser Lothar von Süpplingenburg noch von den Staufern, kämpfte aber nach 1138 mit diesen gegen die Welfen. In der Tübinger Fehde von 1164 bis 1166 standen die Hohenzollern in ihrer Heimat auf der Seite der Pfalzgrafen von Tübingen und der Staufer gegen die Welfen. Friedrich III. heiratete um 1185 Sophia von Raabs, die Tochter des Nürnberger Burggrafen Konrad II. von Raabs. Die niederösterreichischen Grafen von Raabs hatten umfangreiche Güter in Österreich, wo sich auch die Burg Raabs befindet. Nach dem Tod seines Schwiegervaters, der keine männlichen Nachkommen hinterließ, wurde Friedrich III. von Kaiser Heinrich VI. mit der Burggrafschaft Nürnberg belehnt. Er wurde am 8. Juli 1192 in einer kaiserlichen Urkunde in der Funktion als Zeuge erstmals Burggraf von Nürnberg genannt und wird als Stammvater des Zollerisch-Nürnbergischen Hauses als Friedrich I. bezeichnet. Auch erhielt er Eigengüter der Raabser unweit von Nürnberg. Das Burggrafenamt war ein Mannlehen des Reiches und bedeutete einen Dienst für den Kaiser. Die erste Erwähnung Nürnberg als Ort erfolgte bereits 1050 in einer von Kaiser Heinrich III. ausgestellten Urkunde.
Die Söhne des Burggrafen teilten nach zuerst gemeinsamer Führung die Besitzungen untereinander auf. Der ältere Konrad I. erhielt um 1218 die Burggrafschaft Nürnberg. Er begründete die fränkische Linie der Hohenzollern, aus der später die brandenburg-preußische Linie hervorging. Der jüngere Bruder Friedrich IV. (II.) führte die schwäbische Linie fort und erbte die bei Hechingen gelegene Stammburg und die dortigen schwäbischen Stammgüter. Er wurde zum Stammvater des heutigen Hauses Hohenzollern-Sigmaringen. So entstanden die fränkische (seit der Reformation evangelische) und die schwäbische (katholische) Linie der Hohenzollern.

### Namen und Titel der entstandenen Linien
Die Bezeichnung des Stammsitzes bei Hechingen war ursprünglich nicht Hohenzollern, sondern nur Zollern. Hohenzollern nennt man ebenfalls den 855 Meter hohen kegelförmigen Berg, auf dem die Burg Hohenzollern steht. In mittelalterlichen Schriften finden sich für den Namen des Geschlechts unter anderem die Schreibweisen „Zoler“, „Zolr“, „Zolrin“, „Zolre“ und „Zolra“. Ab der Mitte des 14. Jahrhunderts kam bei der schwäbischen Linie allmählich Hohenzollern in Gebrauch und wurde ab dem 16. Jahrhundert konsequent verwendet. Der Name Zollern könnte sich von Söller ableiten, was so viel wie Höhe bedeuten soll und auf den Burgberg bei Hechingen Bezug nimmt. In älteren Fachbüchern wird in diesem Zusammenhang gelegentlich auf eine von den Römern als „mons solarius“ bezeichnete altgermanische Sonnenkultstätte hingewiesen, nur in willkürlich konstruierten Sagen mit dem altrömischen Patriziergeschlecht der Colonna oder dem gotisch-lombardischen der Colalto in Verbindung gebracht.
Die am Ende des 12. Jahrhunderts in den schwäbischen Stammlanden verbliebene Linie führte den Titel Graf von Zollern und später Hohenzollern, bis die Zweige Hohenzollern-Hechingen und Hohenzollern-Sigmaringen 1623 in den Reichsfürstenstand erhoben wurden, während der Zweig Hohenzollern-Haigerloch bis zu seinem Aussterben 1634 gräflich blieb. Der 1192 mit der Burggrafschaft Nürnberg belehnte Zweig führte zunächst den Titel Burggraf von Nürnberg, wobei der Familienname Zollern bei der fränkischen Linie außer Gebrauch kam. Seit der Belehnung mit der Mark Brandenburg 1415 führten alle Angehörigen der fränkischen Linie fortan den Titel Markgraf bzw. Markgräfin von Brandenburg, inoffiziell bei den in Franken verbliebenen Zweigen ergänzt um die Herkunftsbezeichnung -Kulmbach, -Ansbach oder -Bayreuth, während der in Brandenburg regierende Markgraf zugleich die Rangbezeichnung eines Kurfürsten führte. Erst der „Große Kurfürst“ Friedrich Wilhelm von Brandenburg nahm im 17. Jahrhundert als einen von vielen Nebentiteln wieder den Titel Graf von Hohenzollern an.
Der Titel Herzog von Preußen wurde ab 1525 nur von den dort regierenden Herzögen geführt, die ab 1618 mit den Kurfürsten identisch waren. Seit der Erhebung des Herzogtums zum Königreich 1701 führten die Nachkommen des ersten Königs Friedrich I. dann die Titel Prinz und Prinzessin von Preußen (während etwa seine Geschwister und deren Nachfahren Markgrafen blieben). Im Deutschen Kaiserreich (1871–1918) beschränkte sich der Amtstitel Deutscher Kaiser auf das jeweilige Staatsoberhaupt, seine Familienangehörigen hingegen führten bis auf den Kronprinzen nur die preußischen Titel.
Durch einen Erbvertrag wurde 1695 der spätere König Friedrich I. als Oberhaupt der beiden Hauptlinien, der fränkisch-brandenburgischen und der schwäbischen, bestimmt. Diese Regelung hat heute keine Bedeutung mehr; die beiden einzigen heute noch existierenden Zweige, das (evangelische) vormalige preußische Königshaus und das (katholische) vormals regierende Fürstenhaus Hohenzollern-Sigmaringen betrachten sich als zwei Familien eines Adelsgeschlechts mit jeweils eigenem Oberhaupt, wobei Ersteres den Familiennamen Prinz und Prinzessin von Preußen und Letzteres den Namen Prinz und Prinzessin von Hohenzollern führt.

### Nichtzutreffende Herkunftstheorien
Über die Herkunft und verwandtschaftlichen Beziehungen der Hohenzollern vor dem 11. Jahrhundert gibt es keine gesicherten Erkenntnisse. Eine Abstammung von den rätischen Burchardingern, die Ludwig Schmid im 19. Jahrhundert nachzuweisen versuchte, ist nicht belegbar. Die Burchardinger besaßen niemals die Zollernburg und sind schon im 10. Jahrhundert ausgestorben. Die Hohenzollern stammen auch nicht vom fiktiven, angeblich um 800 lebenden, Grafen Tassilo von Zollern ab. Der Historiker Johann Basilius Herold nannte diese Herkunft, nachdem er 1560 von Karl I. von Hohenzollern mit Geschichtsforschungen betraut worden war. Graf Tassilo sollte mit den Welfen verwandt sein und sei am Hofe Karls des Großen gewesen. Der fiktive Vorfahre findet sich unter anderem auch in den Werken von Friedrich dem Großen. Auch die Meinung, die Hohenzollern würden von dem römischen Geschlecht der Colonna abstammen, ist nicht korrekt. Der selbst aus dem Hause Colonna stammende Papst Martin V. äußerte 1424 in einem Brief diese Anschauung. Wie bei vielen regierenden Dynastien wurde in der Renaissancezeit auch eine legendäre Abstammung konstruiert, welche die Anfänge der Familie nicht nur ins Römische Reich, sondern bis zurück nach Troja verlegte.
In der zweiten Hälfte des 19. Jahrhunderts äußerte eine kleine Minderheit fränkischer Forscher die Anschauung, dass der Ursprung des Hauses Preußen sich nicht bei den schwäbischen Hohenzollern, sondern bei den um 1200 erloschenen fränkischen Abenbergern befinden soll. Die Burggrafen von Nürnberg des 13. Jahrhunderts wären somit keine Hohenzollern. Die Auseinandersetzung unter Genealogen dauerte in dieser Frage bis zum Anfang des 20. Jahrhunderts an. Die historische Verbundenheit der schwäbischen, fränkischen und brandenburgischen Hohenzollern wird aber unter anderem an der Benutzung des Wappens mit der Vierung in Schwarz und Weiß (Silber) ersichtlich. Das Wappen wurde in der Mitte des 13. Jahrhunderts von den schwäbischen Zollerngrafen benutzt. Auch verwendeten die Burggrafen von Nürnberg und die brandenburgischen Hohenzollern das Wappen, die es ab dem 15. Jahrhundert bei fürstlichen Begräbnissen in der Kurmark einsetzten. Das neue Siegel des Kurfürsten von Brandenburg von 1415 zeigt ebenfalls das Zollern’sche Wappen.

## Die fränkischen Hohenzollern

### Die Burggrafen von Nürnberg

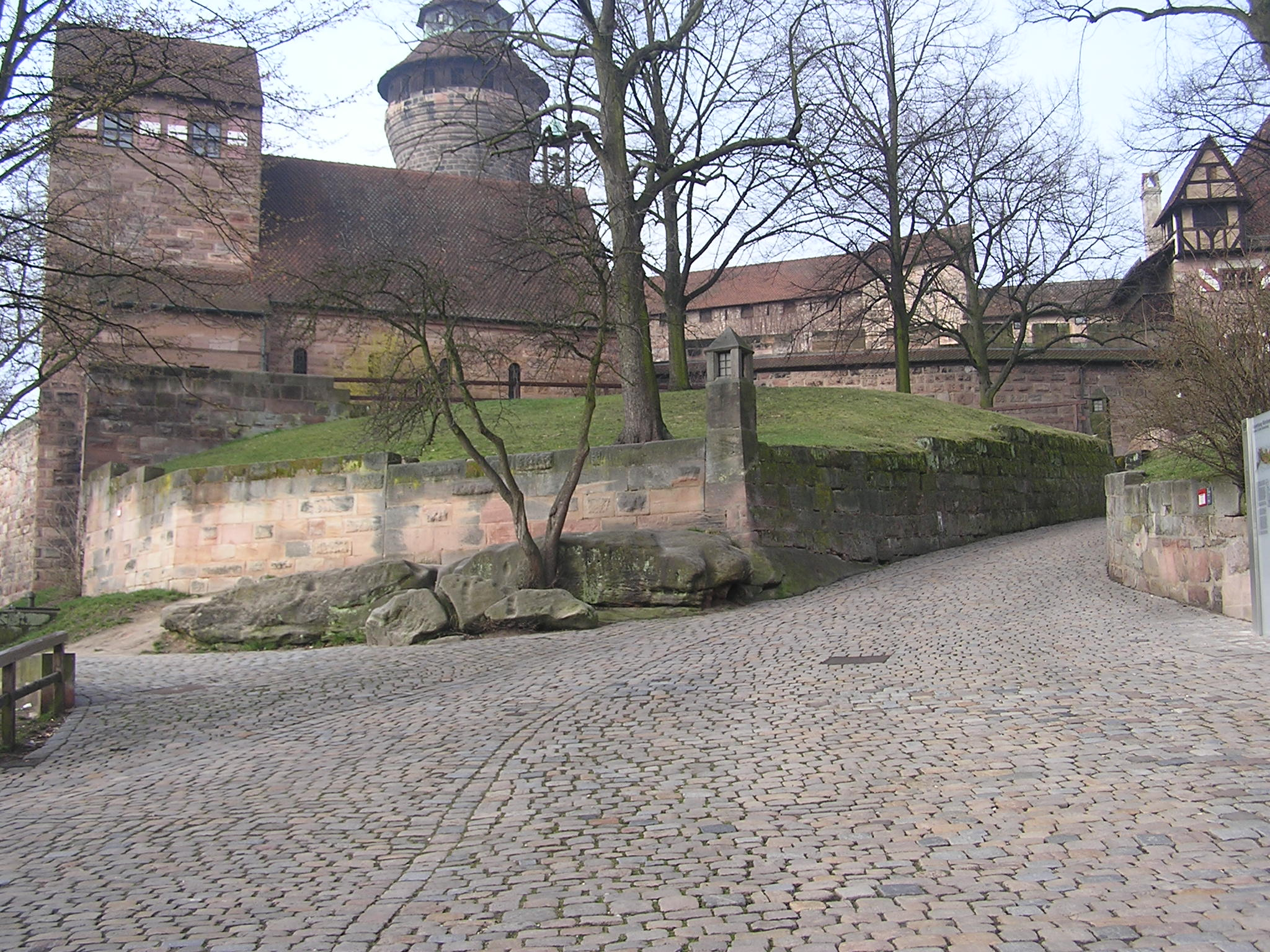
Areal der 1420 weitgehend zerstörten Burggrafenburg Nürnberg

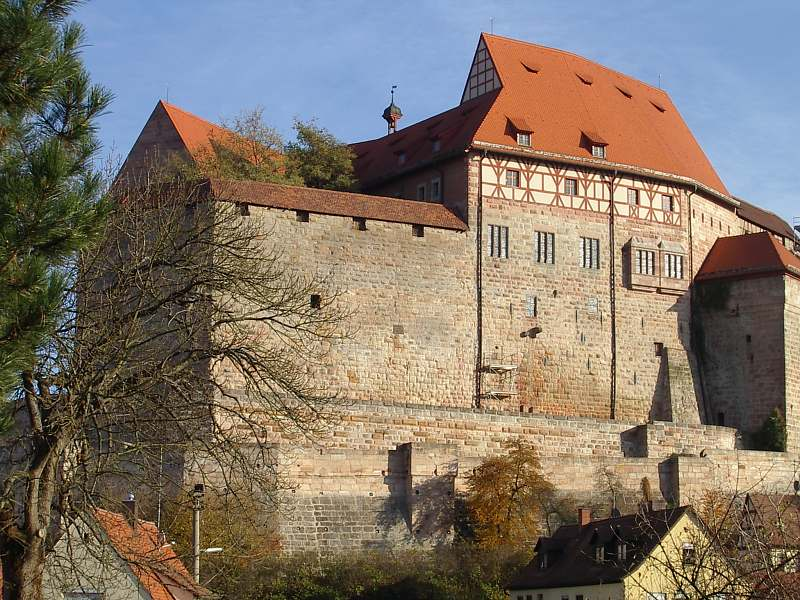
Burg Cadolzburg, ab 1260 der Sitz der Burggrafen von Nürnberg

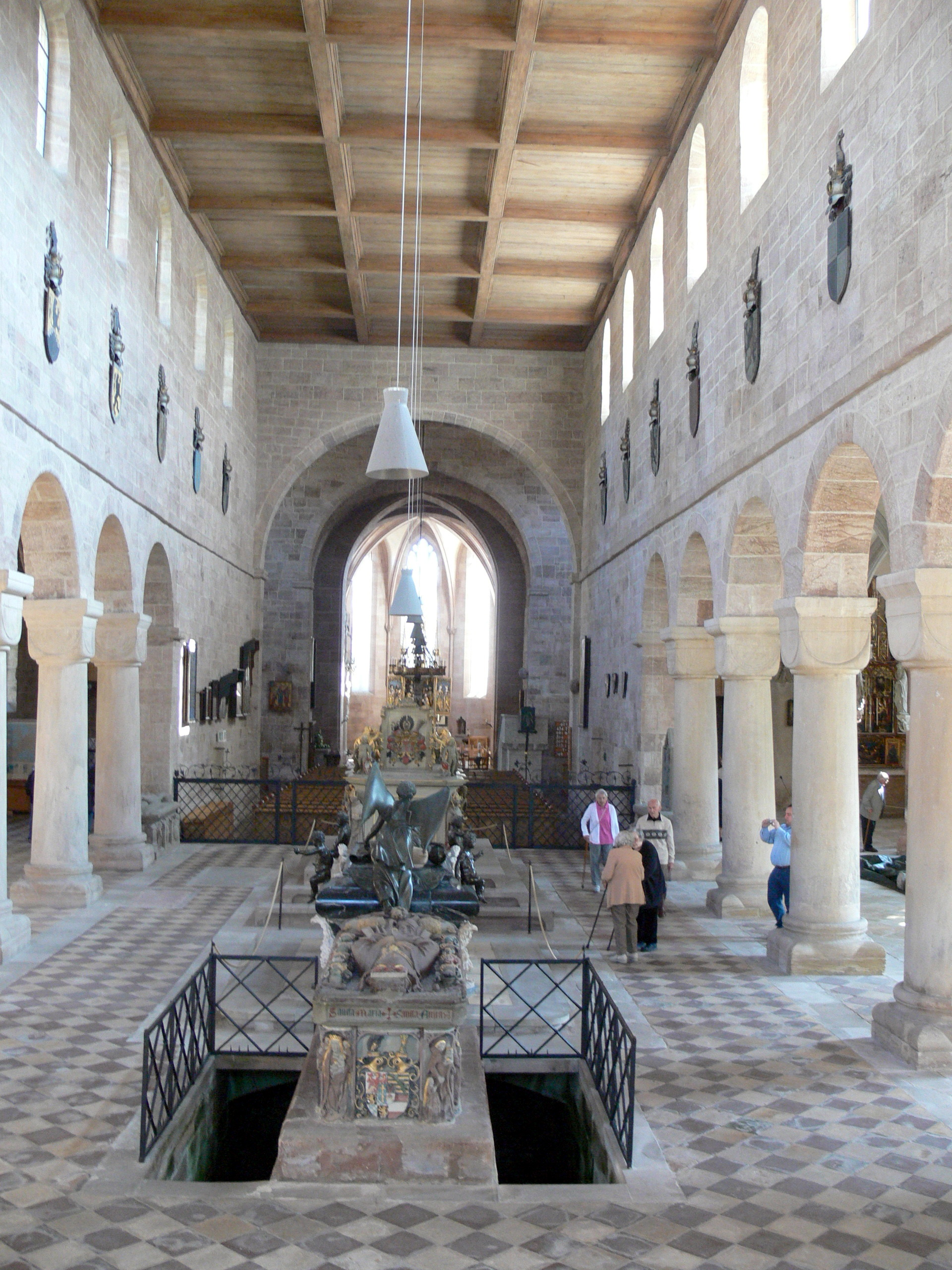
Das Münster des Klosters Heilsbronn, die Grablege der fränkischen Hohenzollern

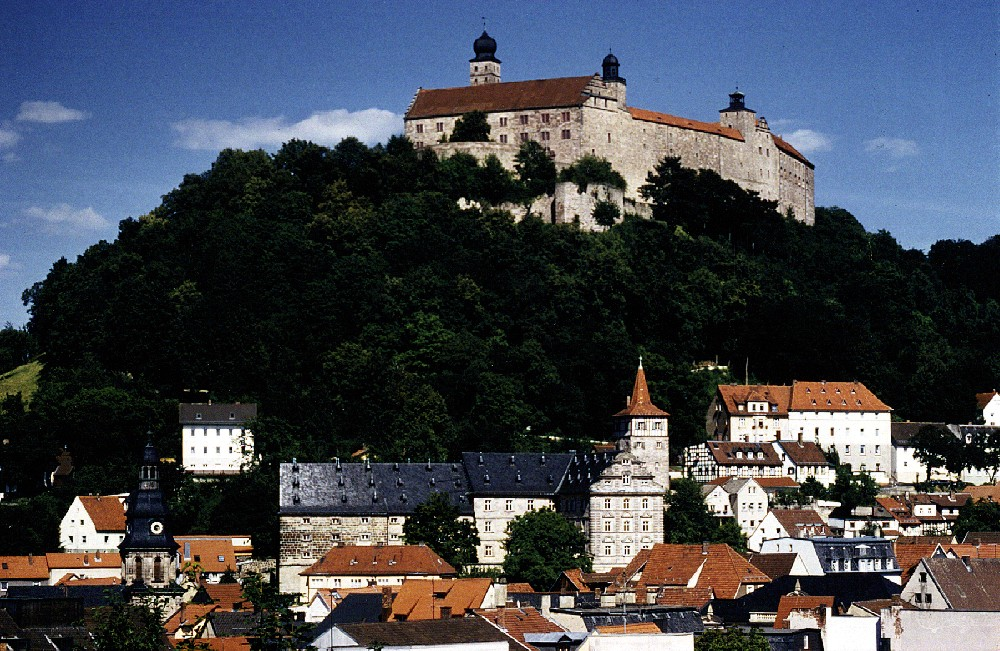
Die Plassenburg bei Kulmbach

Die Nachkommen Konrads I. von Nürnberg (* um 1186; † um 1260/1261), genannt „der Fromme“, Sohn Friedrichs III. von Zollern und Stammvater des preußischen Königshauses, waren bis 1427 Burggrafen von Nürnberg mit anfänglich Sitz auf der Burggrafenburg, einem Nebenbau der Kaiserburg Nürnberg. Als Burggrafen waren sie zuerst für die kaiserliche Burg zuständig sowie Vertreter des Kaisers in der Stadt Nürnberg und das sie umgebende Landgebiet. Allerdings war der Einfluss eingeschränkt, da die Reichsstadt Nürnberg selbst nach Macht strebte. 
Zuerst gehörten zur Burggrafschaft Nürnberg nur wenige Besitzungen. Die Familie verfügte vielmehr über nutzbare Rechte durch das Reichsamt. Die Schwägerschaft mit den Abenbergern brachte 1236 die Burg Abenberg (1296 verkauft) und die 15 Kilometer westlich von Nürnberg gelegene Cadolzburg ein, die ab 1260 zum Hauptsitz wurde. Weiterhin übernahmen die Hohenzollern die Schirmherrschaft über das von den Abenbergern gestiftete Kloster Heilsbronn, das zwischen 1297 und 1625 die Familiengrablege war.
Das Territorium konnte ab dem 13. Jahrhundert durch Erwerbungen ausgebaut werden und war am Ende des 14. Jahrhunderts die größte Territorialherrschaft in Franken. Nachdem die Staufer ihre Macht eingebüßt hatten, näherte man sich den Habsburgern an. Burggraf Friedrich III. (1260/1261 bis 1297), genannt „der Erber“, kämpfte 1242 mit Rudolf von Habsburg in Italien und setzte sich 1273 für ihn bei dessen Königswahl ein. Durch die Heirat mit Elisabeth von Andechs-Meranien kam er 1260 endgültig in den Besitz von Bayreuth und Kulmbach, das aus dem Erbe des Herzogs Otto II. von Andechs-Meranien stammte.
Im Anschluss wurde erst sein ältester Sohn Johann I. für kurze Zeit (1297 bis 1300) Regent, danach sein jüngerer Sohn Friedrich IV (1300–1332). Bei König Ludwig dem Bayer hatte Friedrich IV. die einflussreiche Stellung eines Geheimen Rates inne. In der Schlacht bei Mühldorf 1322 setzte sich der Burggraf stark für den König ein, wurde von diesem als „Retter des Reiches“ bezeichnet und erhielt 1324 von ihm ökonomisch bedeutende Berg- und Erzwerksrechte. Friedrich IV. wurde im Jahr 1328 als Generalvikar von Tuszien genannt. Im Jahr 1331 bekamen die Hohenzollern Ansbach durch Kauf von den Grafen von Oettingen. Johann II., genannt „der Erwerber“, übernahm zuerst mit seinem Bruder Albrecht und später alleine die Burggrafschaft; der Bruder Konrad war früh verstorben. Johann II. hatte Anspruch auf das Erbe der Grafen von Orlamünde und erhielt 1340 die Herrschaft Plassenburg mit Kulmbach. Die Plassenburg war bereits um 1135 von den Andechsern errichtet worden. In der Regierungszeit Johanns II. kamen die Hohenzollern erstmals mit der Mark Brandenburg in Kontakt. Er verteidigte 1345 für Ludwig den Bayern die Mark und verwaltete diese für kurze Zeit als Statthalter für dessen Sohn Ludwig den Brandenburger.
Burggraf Friedrich V. wurde von Kaiser Karl IV. aus dem Geschlecht der Luxemburger 1363 nebst seinem Haus in den Reichsfürstenstand erhoben und war Inhaber eines Fahnlehens. Im kaiserlichen Dienst übernahm er das Amt eines Reichshauptmanns an der Spitze eines Landfriedenbundes in Franken; nach 1363 war er als Landvogt im Elsass und 1371 in Oberschwaben tätig. Die Burggrafschaft vergrößerte sich 1373 um Hof, das bis dahin den Vögten von Weida gehörte. Friedrich V. regelte erstmals 1372 das zukünftige Erbe für seine beiden Söhne Johann III. und Friedrich VI. und legte die Bestimmungen nochmals in der Dispositio Fridericiana von 1385 detaillierter fest. Er empfahl für zehn Jahre eine gemeinsame Regierung, gab aber auch Anweisungen für den Fall der Trennung des Besitzes; bestimmte Schlösser und Regalien sollten im Gemeinschaftseigentum verbleiben. Die Söhne folgten erst dem Wunsch des Vaters, nahmen aber 1403 eine Aufteilung des Besitzes in zwei Gebiete vor. Burggraf Johann III. erhielt das Oberland (>>ob dem Gebirg<<; Kulmbach, seit 1604/62 Bayreuth, Hof mit dem Vogtland), das 1420 nach seinem Tod an den Bruder fiel, und Burggraf Friedrich VI. erhielt  das Unterland (>>unter dem Gebirg<<; Ansbach).
Johann III. war zuvor bereits 1398 erster Regent des Fürstentums Kulmbach („oberhalb des Gebirges“) geworden. Markgraf Albrecht Alcibiades verlegte 1542 den Regierungssitz von der – ab 1530 zur Festung ausgebauten – Kulmbacher Plassenburg nach Bayreuth. Ab 1604 wurde das Land daher Fürstentum Bayreuth genannt. Johanns Bruder Friedrich VI. war ebenfalls ab 1398 der erste Regent des Fürstentums Ansbach („unterhalb des Gebirges“). Die Markgrafen und Mitglieder der Familienzweige Brandenburg-Kulmbach und Brandenburg-Ansbach führten „Brandenburg“ in ihrem Namen. Erst mit der Dispositio Achillea von 1473 wurde eine Trennung zwischen der Mark Brandenburg und den fränkischen Besitzungen bestimmt. Die beiden Fürstentümer befanden sich auf dem Gebiet der vorherigen Burggrafschaft und blieben der Familie. Die Burggrafenburg wurde 1420 im Bayerischen Krieg von Ludwig VII. von Bayern weitgehend zerstört; ein Wiederaufbau durch die Hohenzollern unterblieb. Im Jahr 1427 wurde die Burggrafenburg an die Reichsstadt Nürnberg veräußert.
Der kinderlose Markgraf Karl Alexander schloss 1791 einen Geheimvertrag mit Preußen (unter König Friedrich Wilhelm II.) zur Übergabe der beiden fränkischen Fürstentümer an Preußen und bekam eine jährliche Geldzahlung garantiert. Damit endete die Ära der fränkischen Hohenzollern; auch die brandenburg-preußische Linie konnte nur noch bis 1805 in Ansbach-Bayreuth ihre Macht erhalten. Das Fürstentum Ansbach wurde 1806 ein Teil des Königreichs Bayern, das Fürstentum Bayreuth 1810.
Als Burggrafen der fränkischen Linie herrschten:
- 1218–1260/61 Konrad I. (* um 1186; † um 1260/1261), genannt „der Fromme“, Sohn von Friedrich III. von Zollern
- 1260/61–1297 Friedrich III. (* um 1220; † 1297), genannt „der Erber“ (Bayreuth und Kulmbach)
- 1297–1300 Johann I. (* um 1279; † 1300)
- 1300–1332 Friedrich IV. (* um 1287; † 1332), Bruder Johanns I.
- 1332–1357 Johann II. (* vor 1320 (1309?); † 1357), genannt „der Erwerber“
- 1357–1397 Friedrich V. (* um 1333; † 1398), gefürsteter Grafenstand 1363, Dispositio Fridericiana 1385
- 1397–1420 Johann III. (* um 1369; † 1420)
- 1397–1427 Friedrich VI., auch Friedrich I. von Brandenburg (* 1371; † 1440), Bruder Johanns III.

### Die Markgrafen von Brandenburg-Ansbach

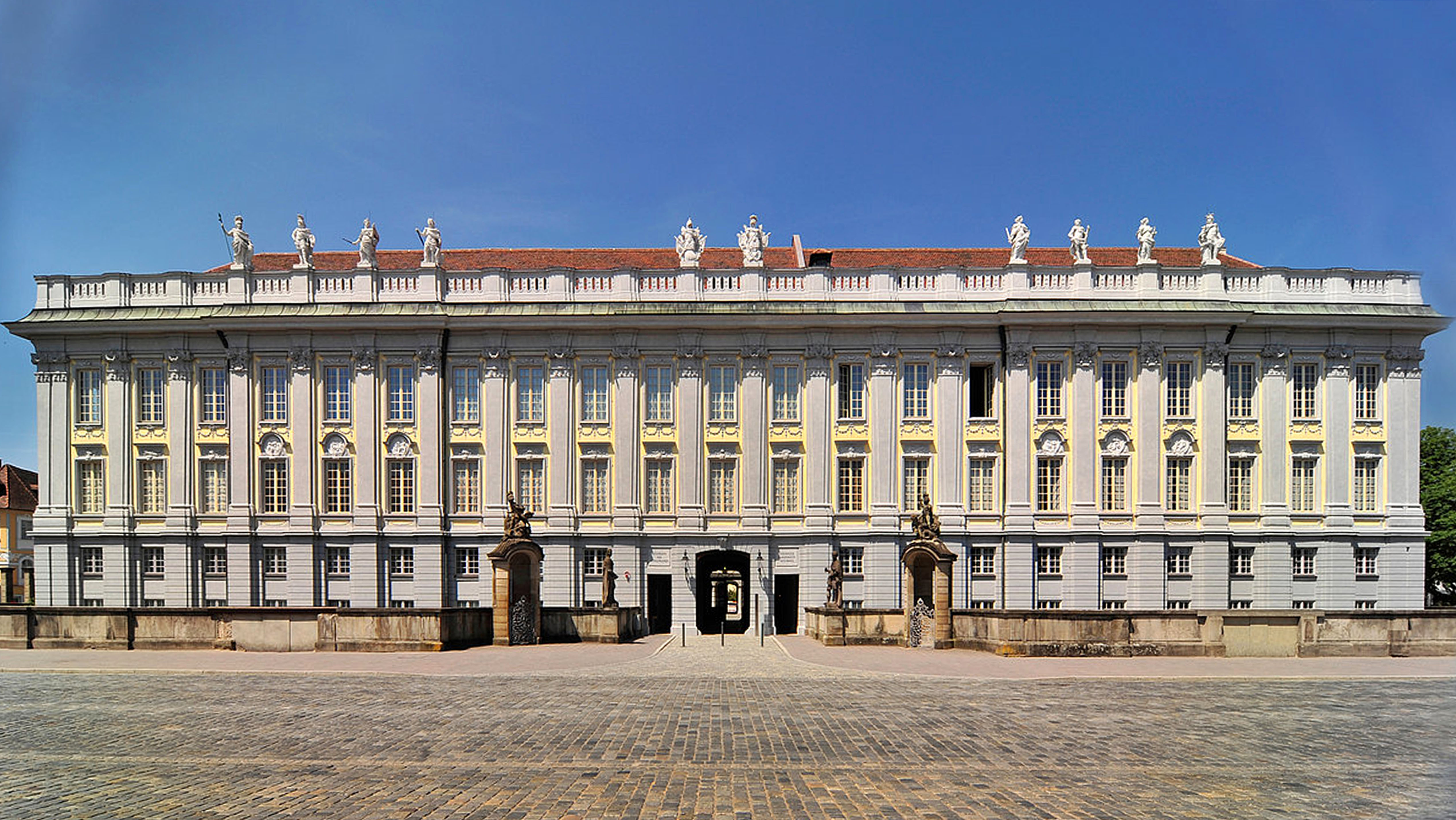
Die Residenz Ansbach

Das Fürstentum Ansbach entstand aus dem untergebirgischen Landesteil der ehemaligen Burggrafschaft Nürnberg, die bis 1427 existierte. Streng genommen müsste die Bezeichnung Markgraftum verwendet werden. Bis 1486 wurde das Fürstentum in Personalunion mit der Mark Brandenburg geführt, dann erfolgte mit Johann Cicero von Brandenburg und Friedrich II. von Brandenburg-Ansbach eine Trennung des Besitzes. Friedrich I. von Brandenburg ließ zwischen 1398 und 1400 einen Stiftshof zu einer Wasserburg ausbauen, deren Reste im heutigen Gebäude der Residenz Ansbach noch erkennbar sind.
Das Fürstentum Ansbach kam 1791/1792 wie das Fürstentum Bayreuth an den preußischen Staat und wurde mit diesem zusammen als Ansbach-Bayreuth von Karl August von Hardenberg verwaltet. Napoleon Bonaparte reorganisierte die von ihm besetzten Gebiete grundlegend. Noch vor der Niederlage Preußens im Vierten Koalitionskrieg fiel das Territorium 1806 durch einen erzwungenen Gebietstausch an das Königreich Bayern.
Die Regenten des Fürstentums Ansbach waren:
- 1398–1440 Friedrich I. von Brandenburg (* um 1371; † 1440), Sohn Friedrichs V. von Nürnberg
- 1440–1486 Albrecht Achilles (* 1414; † 1486), Dispositio Achillea 1473
- 1486–1515 Friedrich II. (* 1460; † 1536)
- 1515–1543 Georg der Fromme (* 1484; † 1543), genannt „der Bekenner“
- 1543–1603 Georg Friedrich I. genannt „der Ältere“ (* 1539; † 1603)
- 1603–1625 Joachim Ernst (* 1583; † 1625), Sohn Johann Georgs von Brandenburg
- 1625–1634 Friedrich III. (* 1616; † 1634)
- 1634–1667 Albrecht II. (* 1620; † 1667), Bruder Friedrichs III.
- 1667–1686 Johann Friedrich (* 1654; † 1686)
- 1686–1692 Christian Albrecht (* 1675; † 1692)
- 1692–1703 Georg Friedrich II. genannt „der Jüngere“ (* 1678; † 1703), Bruder Christian Albrechts
- 1703–1723 Wilhelm Friedrich (* 1686; † 1723), Bruder Georg Friedrichs II.
- 1723–1757 Karl Wilhelm Friedrich (* 1712; † 1757), genannt „der Wilde Markgraf“
- 1757–1791 Karl Alexander (* 1736; † 1806), Übergabe des Fürstentums an Preußen

### Die Markgrafen von Brandenburg-Kulmbach (Bayreuth)

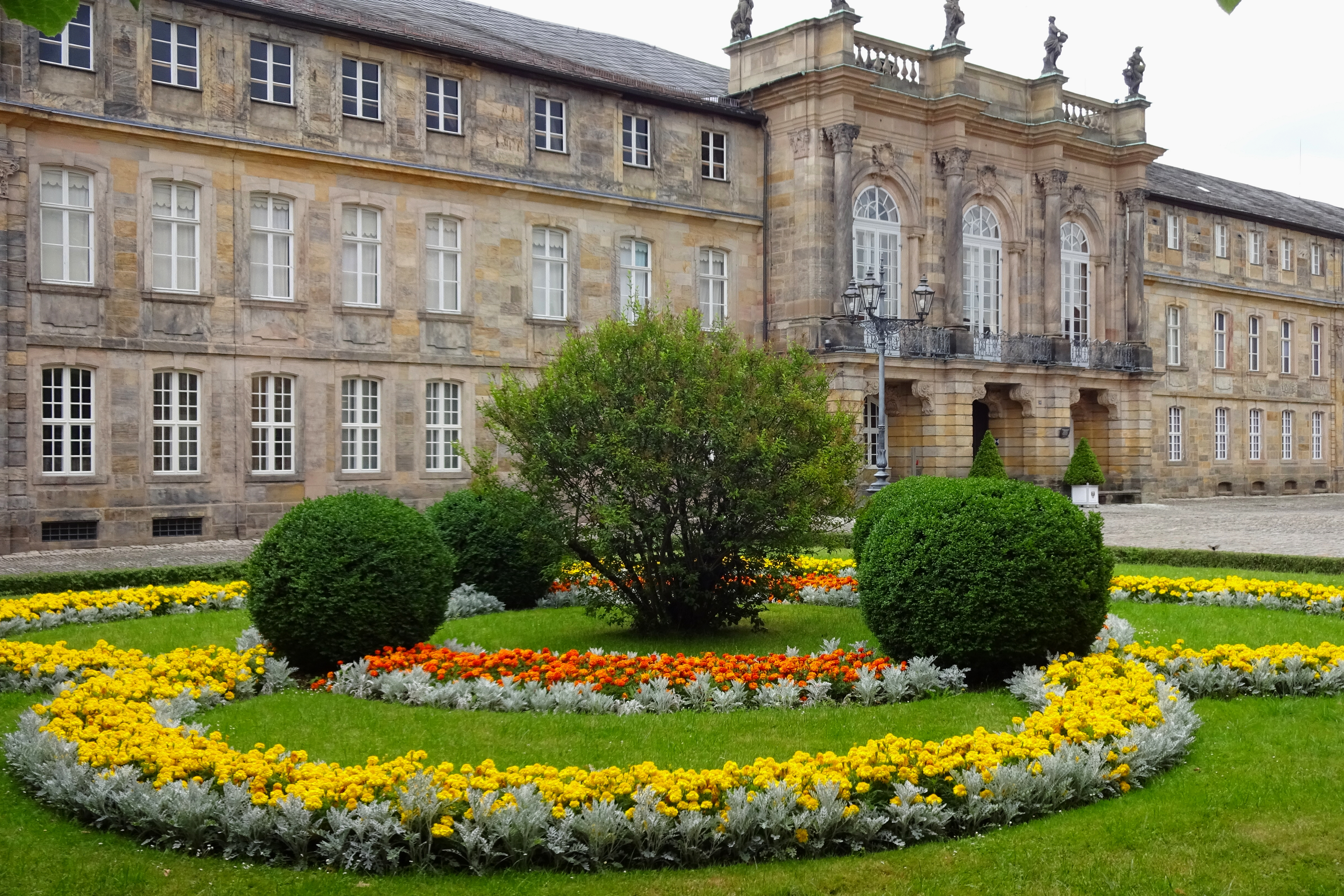
Neues Schloss Bayreuth, erbaut ab 1753

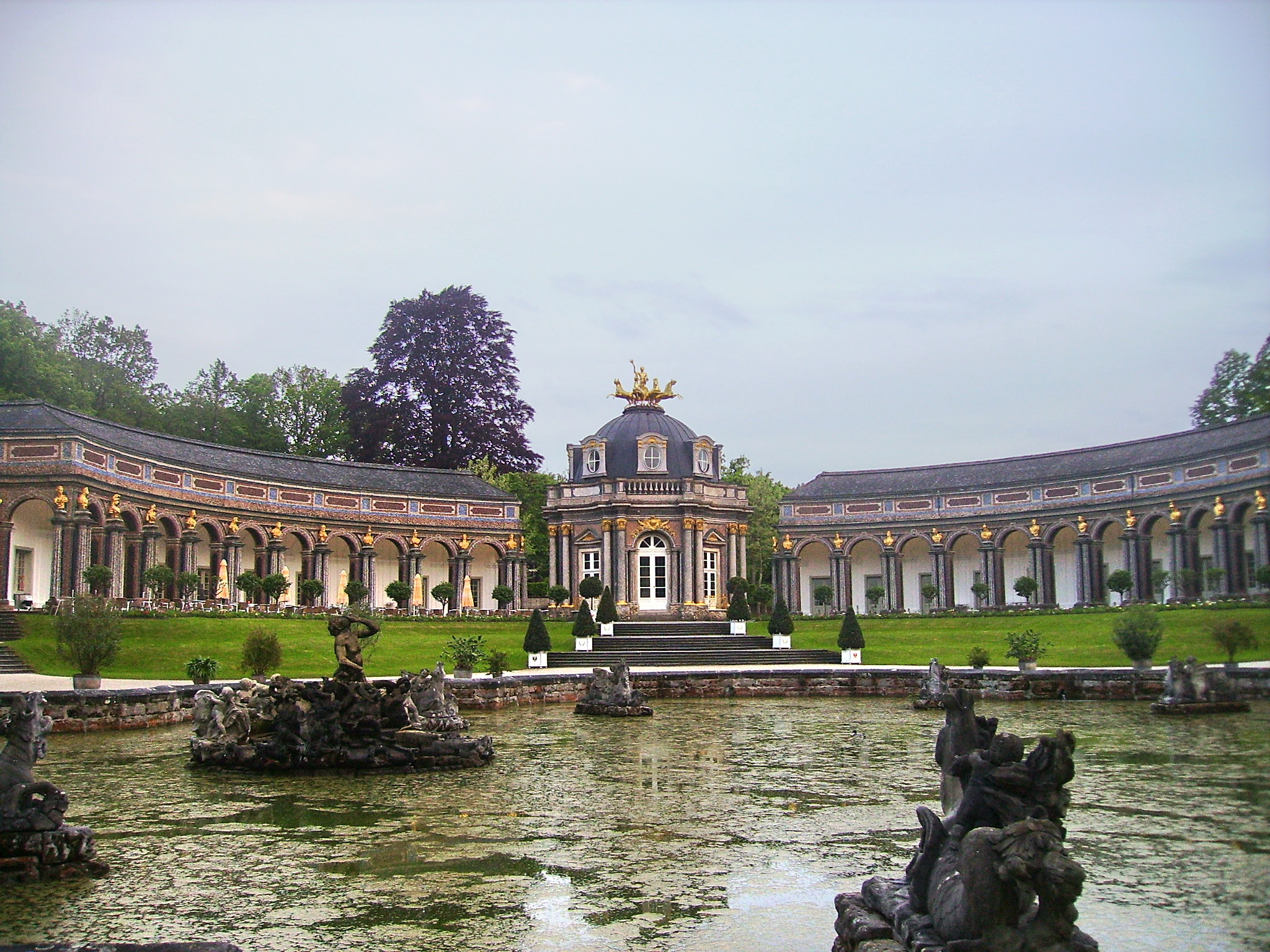
Eremitage (Bayreuth)

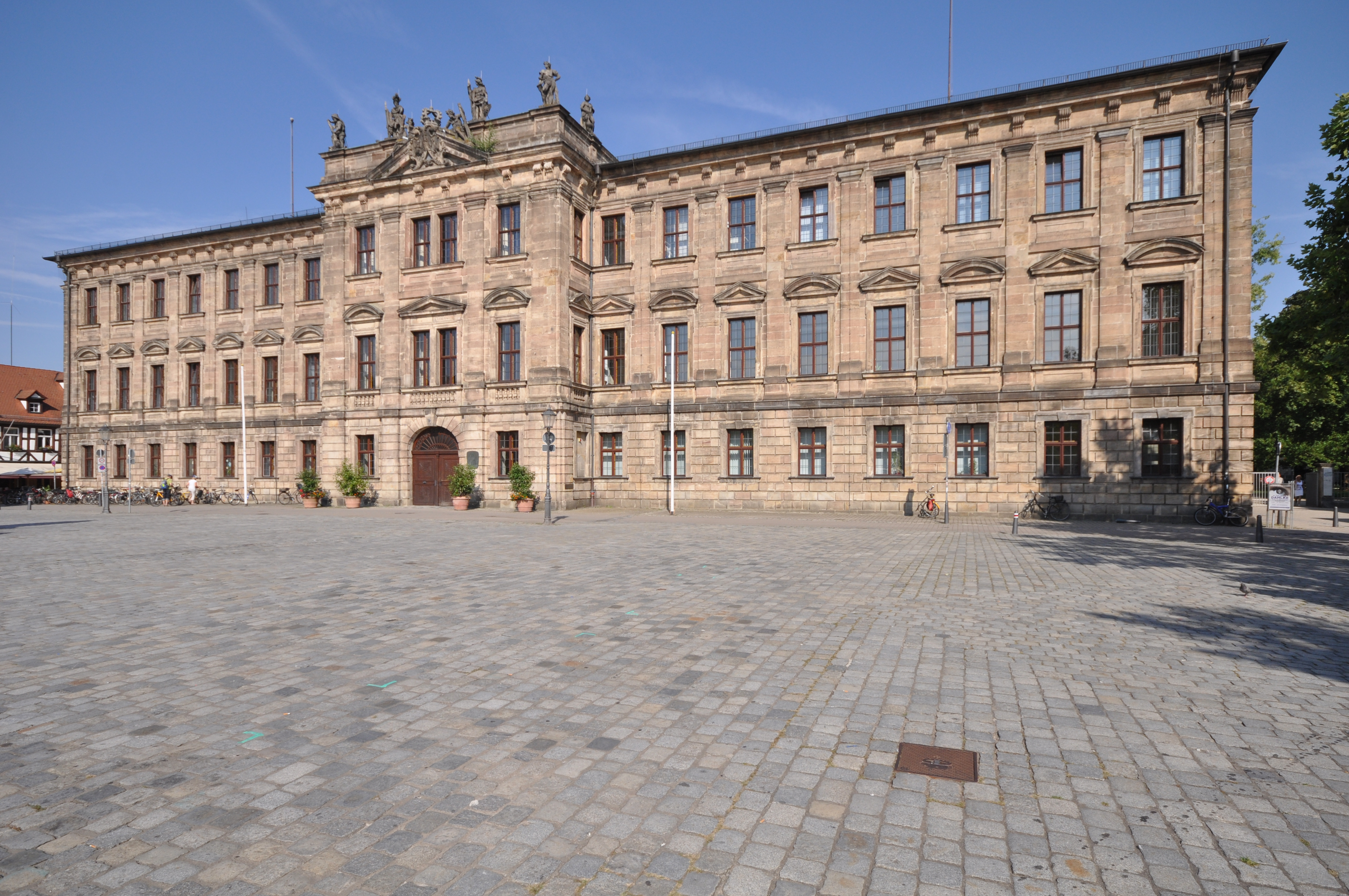
Markgräfliches Schloss Erlangen, erbaut ab 1700

Das Fürstentum Bayreuth setzte sich aus dem „Land oberhalb des Gebirgs“ und dem „Land unterhalb des Gebirgs“ zusammen, getrennt durch die Gebiete der Reichsstadt Nürnberg und des Hochstifts Bamberg. Obwohl das Fürstentum Bayreuth mehrfach in Personalunion mit dem Fürstentum Ansbach regiert wurde, blieben die Fürstentümer eigenständig.
Nach der Übergabe an den preußischen Staat 1791/1792 und der Verwaltung durch Karl August von Hardenberg wurde das Fürstentum Bayreuth im Herbst 1806 von französischen Truppen besetzt und musste 1807 im Frieden von Tilsit an das Französische Kaiserreich abgetreten werden. Unter Beibehaltung der preußischen Verwaltungsorganisation wurde es einer Militärverwaltung unterstellt. Im Jahr 1810 kaufte das Königreich Bayern das Fürstentum; am 30. Juni des gleichen Jahres erfolgte die Inbesitznahme.
Das Fürstentum Kulmbach respektive Bayreuth wurde regiert von:
- 1398–1420 Johann (* 1369; † 1420), auch Johann III. von Nürnberg, Sohn Friedrichs V. von Nürnberg
- 1420–1440 Friedrich I. von Brandenburg (* 1371; † 1440), Bruder Johanns III.
- 1437–1464 Johann der Alchimist (* 1406; † 1464)
- 1457–1486 Albrecht Achilles (* 1414; † 1486), Dispositio Achillea 1473, Bruder Johanns des Alchimisten
- 1486–1495 Siegmund (* 1468; † 1495)
- 1495–1515 Friedrich II. (* 1460; † 1536), Siegmunds Bruder
- 1515–1527 Kasimir (* 1481; † 1527)
- 1515/27–1541 Georg der Fromme (* 1484; † 1543), genannt „der Bekenner“, Bruder Kasimirs
- 1527/41–1554 Albrecht II. Alcibiades (* 1522; † 1557), Sohn Kasimirs
- 1557–1603 Georg Friedrich I. der Ältere (* 1539; † 1603), Sohn Georgs des Frommen
- 1603–1655 Christian (* 1581; † 1655), Sohn Johann Georgs von Brandenburg
- 1655–1712 Christian Ernst (* 1644; † 1712), Sohn Erdmann Augusts von Brandenburg-Bayreuth
- 1712–1726 Georg Wilhelm (* 1678; † 1726)
- 1726–1735 Georg Friedrich Karl (* 1688; † 1735), Sohn Christian Heinrichs von Brandenburg-Kulmbach
- 1735–1763 Friedrich III. (* 1711; † 1763)
- 1763–1769 Friedrich Christian (* 1708; † 1769), Sohn Christian Heinrichs von Brandenburg-Kulmbach
- 1769–1791 Karl Alexander (* 1736; † 1806), Übergabe des Fürstentums an Preußen, Sohn Karl Wilhelm Friedrichs von Brandenburg-Ansbach

### Die Herzöge von Brandenburg-Jägerndorf

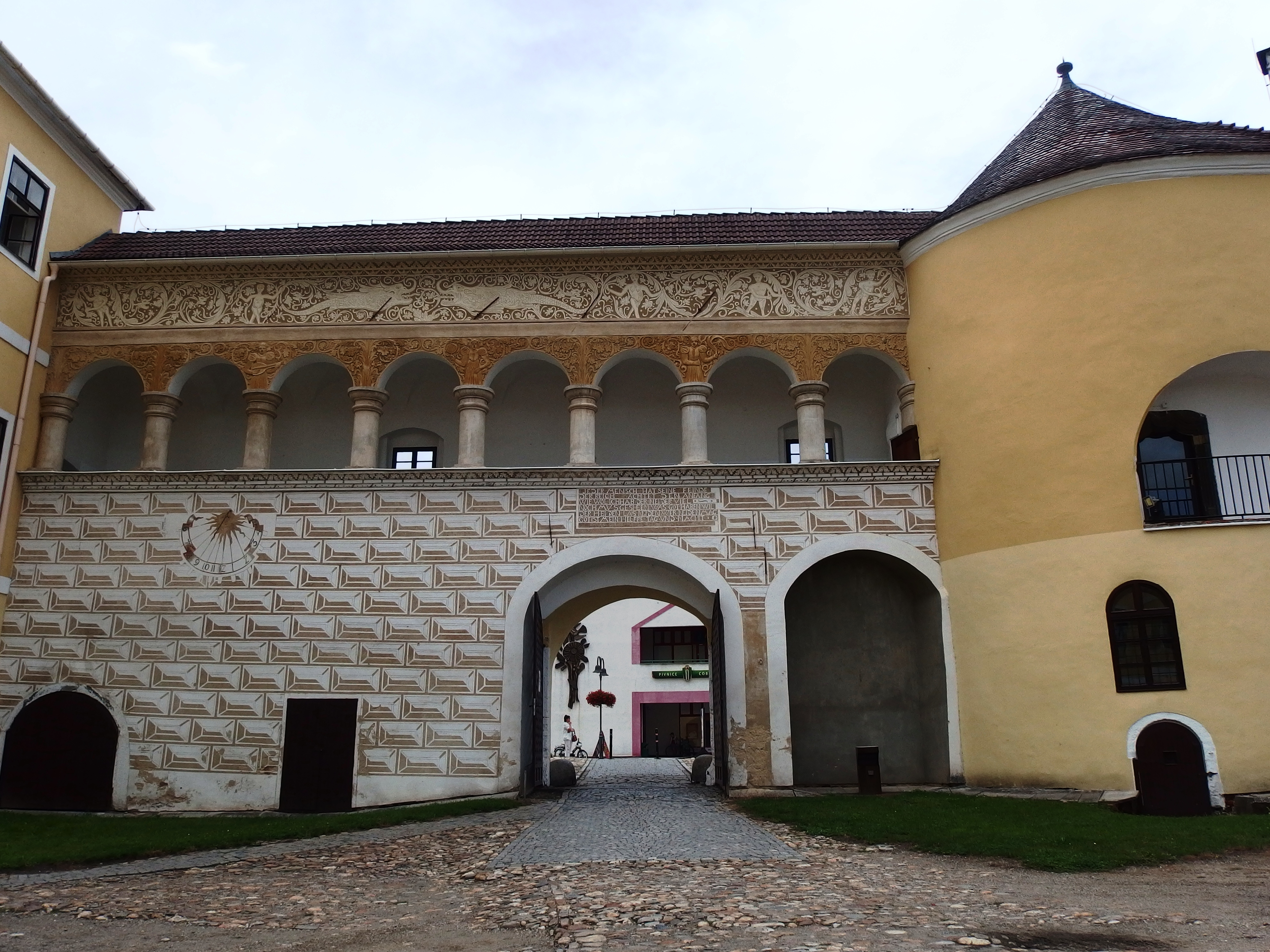
Schloss Jägerndorf

Georg der Fromme, Markgraf von Brandenburg-Ansbach, erwarb 1523 das schlesische Herzogtum Jägerndorf, dessen Residenz sich in Jägerndorf (heute: Krnov in Tschechien) befand. Die Hohenzollern wurden 1623 als Regenten im schlesischen Herzogtum abgelöst.
Folgende Hohenzollern beherrschten das Herzogtum:
- 1523–1543 Georg von Brandenburg-Ansbach genannt „der Fromme“ (* 1484; † 1543), Sohn Friedrichs II.von Brandenburg-Ansbach-Kulmbach
- 1543–1603 Georg Friedrich von Brandenburg-Ansbach (* 1539; † 1603)
- 1603–1606 Joachim Friedrich von Brandenburg (* 1546; † 1608), Sohn Johann Georgs von Brandenburg
- 1606–1623 Johann Georg von Brandenburg-Jägerndorf (* 1577; † 1624)

## Die brandenburgischen Hohenzollern

### Die Kurfürsten und Markgrafen von Brandenburg

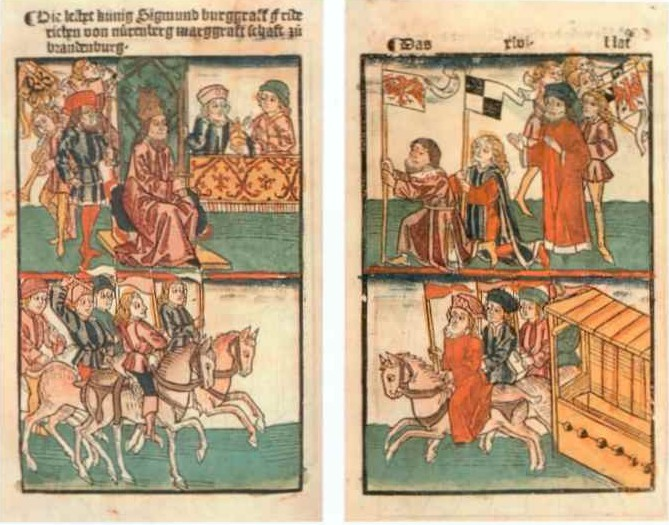
Friedrich VI. von Nürnberg erhält die Mark Brandenburg als Lehen

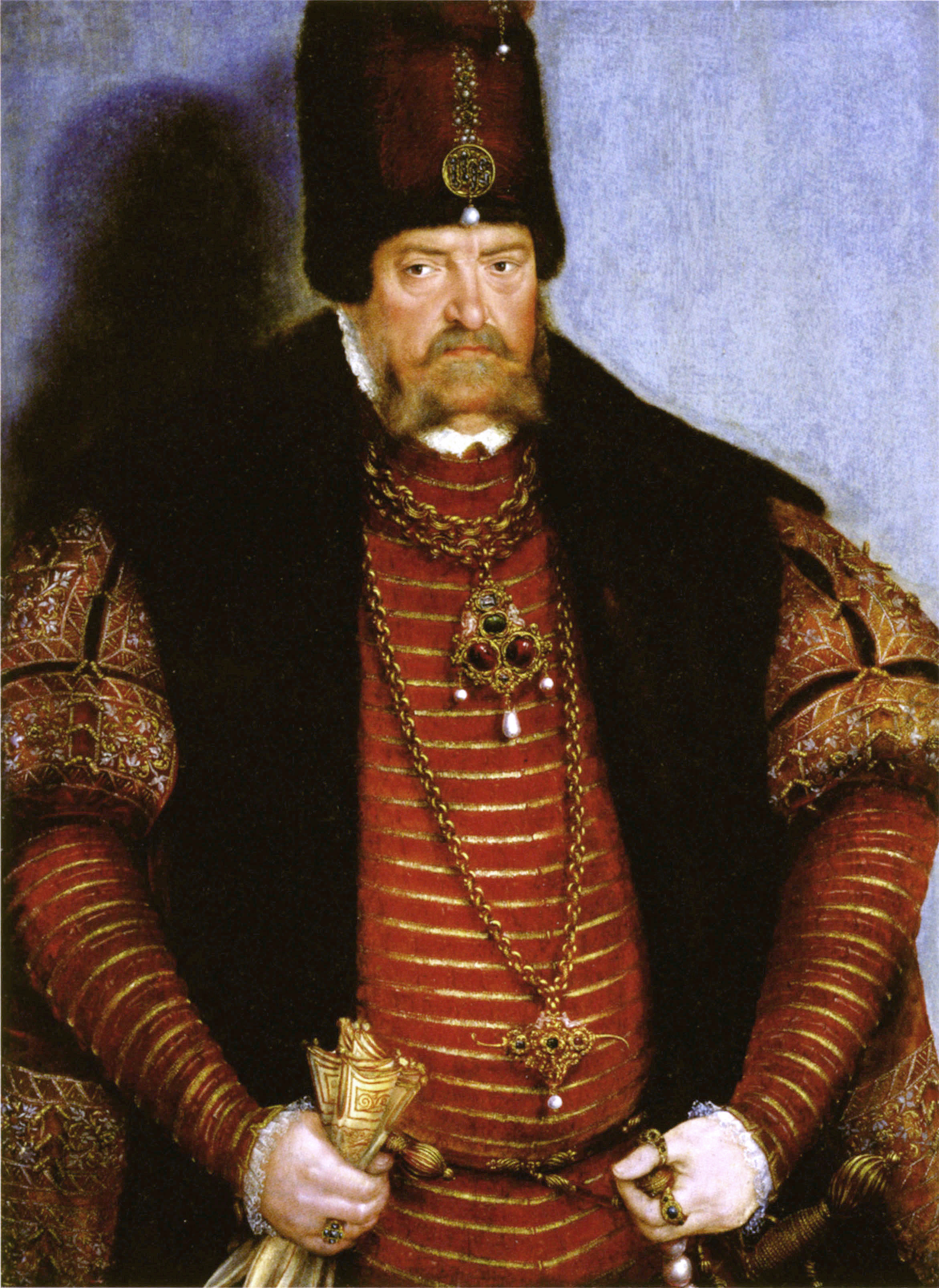
Joachim II. Hector (von Lucas Cranach dem Jüngeren) führte die Reformation in Brandenburg ein

Friedrich VI. von Nürnberg (* 1371; † 1440), der spätere Markgraf Friedrich I. von Brandenburg, erhielt von König Sigismund aus dem Haus Luxemburg bis auf das Königswahlrecht 1411 sämtliche Verfügungsrechte über die Mark Brandenburg, da er unter anderem maßgebliche finanzielle Hilfe bei dessen Wahl zum römisch-deutschen König 1410 geleistet hatte. Der Graf wirkte zunächst als Hauptmann und Verwalter in der Mark Brandenburg; allerdings beanspruchte der König die Kurfürsten- und Erzkämmererwürde vorerst weiter für sich selbst, da er nach der Geburt seiner Tochter 1409 noch auf einen Sohn hoffte, der die Luxemburger Dynastie fortsetzen würde, die mit zwei Kurstimmen (der böhmischen und der brandenburgischen) einen starken Anspruch auf die Kaiserkrone hatte.
Die Mark Brandenburg war bei der Übernahme durch Friedrich VI. äußerst schwierig zu regieren. Eine Vielzahl von Adeligen strebte Macht an und die Zahl der Fehden war groß. Der Nürnberger Burggraf nahm – wie die Luxemburger Kaiser vor ihm – seinen brandenburgischen Sitz an der Westgrenze des Landes auf der Burg Tangermünde an der Elbe, was ihm die Reise nach Nürnberg, über die Saale bis etwa Naumburg, bereits zur Hälfte auf dem Wasserweg ermöglichte. Die führenden Familien Brandenburgs bezeichneten ihn nur abfällig als „Nürnberger Tand“, in Anspielung auf das handeltreibende Nürnberger Patriziat, das die Reichsstadt beherrschte; ihr verkaufte Friedrich 1427 auch tatsächlich sein Burggrafenamt, behielt aber die Ländereien um Kulmbach und Ansbach. Vor allem bei den Ständen der Altmark und Prignitz unter der Führung von Caspar Gans von Putlitz trat dem Hohenzoller heftiger Widerstand entgegen. Es gelang ihm aber, die zentrale Gewalt wieder herzustellen, wofür er auf dem Konzil von Konstanz 1415 Markgraf wurde und die Kurfürstenwürde erhielt. Die Mark Brandenburg wurde ein vererbbares Reichs- und Fahnlehen der Hohenzollern. Die brandenburgischen Stände huldigten dem Burggrafen im Oktober 1415 auf einem Landtag zu Berlin. Weiterhin gab das Kurfürstenkollegium für die Rangerhöhung seine Zustimmung.
Nachdem Friedrich I. 1440 auf der Cadolzburg verstorben war, übernahmen gemäß Testament seine Söhne Friedrich II., genannt „Eisenzahn“, und Friedrich der Jüngere, genannt „der Fette“, gemeinsam die Führung in der Mark, wobei der Jüngere die Altmark und Prignitz regierte, der Ältere die östlichen Gebiete. Der Sohn Johann erhielt Kulmbach-Bayreuth, Albrecht Achilles Ansbach. Friedrich II. ging konsequent gegen den räuberischen Adel vor. Seine Bestimmtheit im Regierungshandeln gegenüber den Landständen und anderen Opponenten brachte ihm den Beinamen „der Eiserne“ ein. Auch duldete er nicht das Autonomiestreben der Städte und gründete das Berliner Stadtschloss als Residenz, gegen den starken Unwillen der Bevölkerung. Besonders bedeutend war während seiner Regentschaft die Rückgewinnung der Neumark und die Wiedererlangung von Teilen der Uckermark. Friedrich II. überließ 1470, kränkelnd und erschöpft, seinem Bruder Albrecht Achilles, der seit 1440 das Fürstentum Ansbach und seit 1464 auch das Fürstentum Bayreuth mit starker Hand regiert hatte, die Regentschaft auch der Mark Brandenburg. Dieser vereinigte damit wieder den fränkischen und brandenburgischen Besitz. Ab 1438 stand er auf der Seite von König Albrecht II. aus dem Haus Habsburg und regelte 1473 mit der Dispositio Achillea die Herrschaftsnachfolge für die gesamte und unteilbare Mark.
Der Sohn von Albrecht Achilles, Johann Cicero, übernahm 1486 die Regierungsverantwortung in Brandenburg. Wie in der Dispositio Achillea festgelegt, wurde die Mark von den fränkischen Ländern getrennt. Die Bestimmungen wurden verfasst, um die unmittelbare Erbregelung zu klären. Die drei Söhne sollten gleiche Titel und Wappen gebrauchen. Spätere Generationen fassten die Niederschrift allgemeiner auf als eine Anordnung, den Besitz in drei Teile zu teilen. Auch vollzog sich eine Abkehr der brandenburgischen Hohenzollern von der Reichspolitik und eine Konzentration der Bemühungen auf die Mark. Die fränkischen Hohenzollern wurden zum Sprecher der Brandenburger auf den Reichstagen. Johann Cicero fand als erster Kurfürst seine Ruhestätte in der Mark.

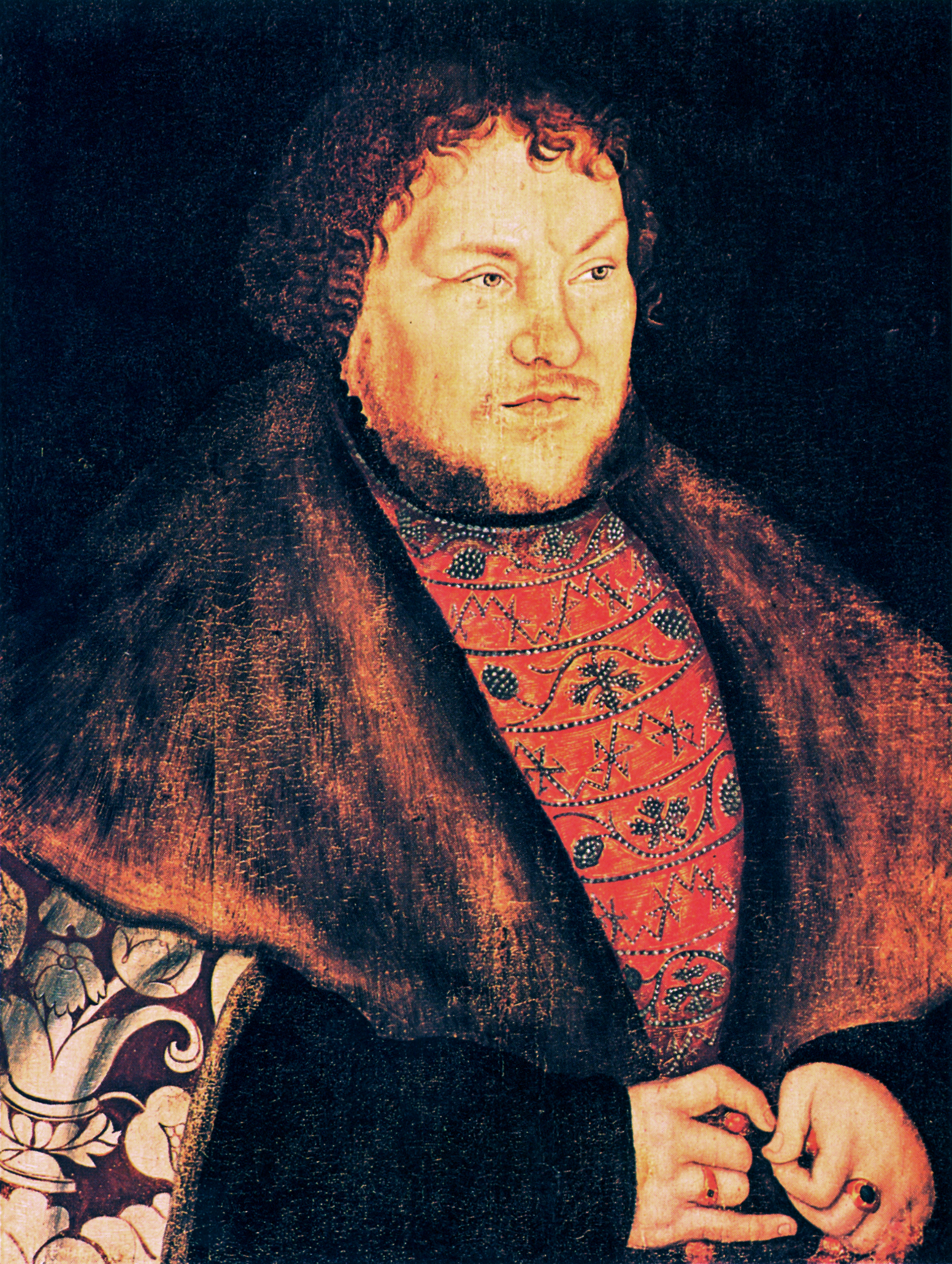
Joachim I. Nestor (von Lucas Cranach d. Ä.) blieb beim Katholizismus

Sein Sohn Joachim I. Nestor und dessen Bruder Albrecht IV. von Brandenburg wurden 1499 Nachfolger. Zunächst brachte sich der fränkische Onkel Friedrich als Vormund ins Gespräch, womit de facto eine erneute Vereinigung der Mark mit den fränkischen Gebieten vollzogen worden wäre. Kaiser Maximilian I. legte aber fest, dass Joachim I. Nestor bereits minderjährig Kurfürst werden sollte. Sein Bruder Albrecht verzichtete auf die Mitregentschaft, wurde 1513 katholischer Erzbischof von Magdeburg, 1514 auch Kurfürst-Erzbischof von Mainz sowie 1518 Kardinal. Um den Erwerb seiner geistlichen Pfründe zu finanzieren, sandte er den Ablassprediger Tetzel aus, der Martin Luther den Anlass zum Anschlag der 95 Thesen gab, die am 31. Oktober 1517 die Reformation auslösten. Joachim I. Nestor blieb beim Katholizismus und äußerte seine Ablehnung von Luther 1521 auf dem Reichstag zu Worms und noch engagierter 1529 auf dem Reichstag zu Speyer. Er gründete die Brandenburgische Universität Frankfurt/Oder, welche die katholische Position in der Lehre vertrat. Problematisch wurde, dass Joachim Nestors Gemahlin Elisabeth von Dänemark das neue Bekenntnis annahm, ihren Ehemann verließ und sich 1528 nach Sachsen begab, wo sie sogar bei Luther lebte.
Joachim II. Hector folgte seinem Vater Joachim I. Nestor 1535 als Kurfürst. Sein jüngerer Bruder Johann erhielt nach dem Willen des Vaters die neugeschaffene Markgrafschaft Brandenburg-Küstrin (1535 bis 1571). Ausdrücklich hatte der Vater auch angeordnet, dass die Söhne den Katholizismus beibehalten sollten. Mit seinem Übertritt zum protestantischen Glauben am 1. November 1539 führte Joachim II. Hector indes die Reformation in der Mark Brandenburg ein; sein Bruder hatte den Konfessionswechsel bereits im Vorjahr vollzogen. Schon in der Jugend hatte Joachim II. Hector über seine Mutter Luther kennengelernt. Problematisch war allerdings, dass später seine polnische Gemahlin Hedwig beim Katholizismus blieb. Die Erbteilung mit seinem Bruder mit der damit verbundenen Einnahmenreduktion und die hohen privaten Aufwendungen ließen ein finanzielles Gleichgewicht schwer finden.
Sein Sohn Johann Georg erhielt 1571 die Mark und nach dem Tode von Johann von Brandenburg-Küstrin auch Brandenburg-Küstrin. Der akademisch ausgebildete Kurfürst konsolidierte die Staatsfinanzen. Der Landtag trug einen Teil der Verbindlichkeiten von insgesamt zwei Millionen Talern, wobei Domänenämter verpfändet wurden. Johann Georg ging auch gegen den Juden Lippold vor, der einst im Münzgeschäft tätig war; eine große Anzahl von Juden wurden misshandelt und ausgeplündert.
Johann Georgs Sohn und Nachfolger Joachim Friedrich wurde 1567 Administrator des Erzstifts Magdeburg und regierte ab 1598 Brandenburg. Durch die Schaffung eines Geheimen Rates 1604 stellte er ein wirksames Gegengewicht zu den Ständen her. Die Ausbeutung von Metallvorkommen und der Aufbau eines Eisenhammerwerks und einer Glashütte kennzeichneten seine Wirtschaftspolitik. Der Markgraf legte mit dem Geraer Hausvertrag von 1599 die Primogenitur und Unteilbarkeit der Mark endgültig fest. Er war der Vormund des im Herzogtum Preußen regierungsunfähigen Albrecht Friedrich von Preußen und verheiratete 1594 seinen ältesten Sohn mit dessen Tochter Anna, ferner heiratete er selbst in zweiter Ehe 1603 Annas jüngere Schwester Eleonore. Albrecht Friedrichs Vater stammte aus der Ansbacher Linie und hatte 1525 vom polnischen König das säkularisierte Ordensland Ostpreußen als erbliches Herzogtum zu Lehen erhalten (siehe unten).

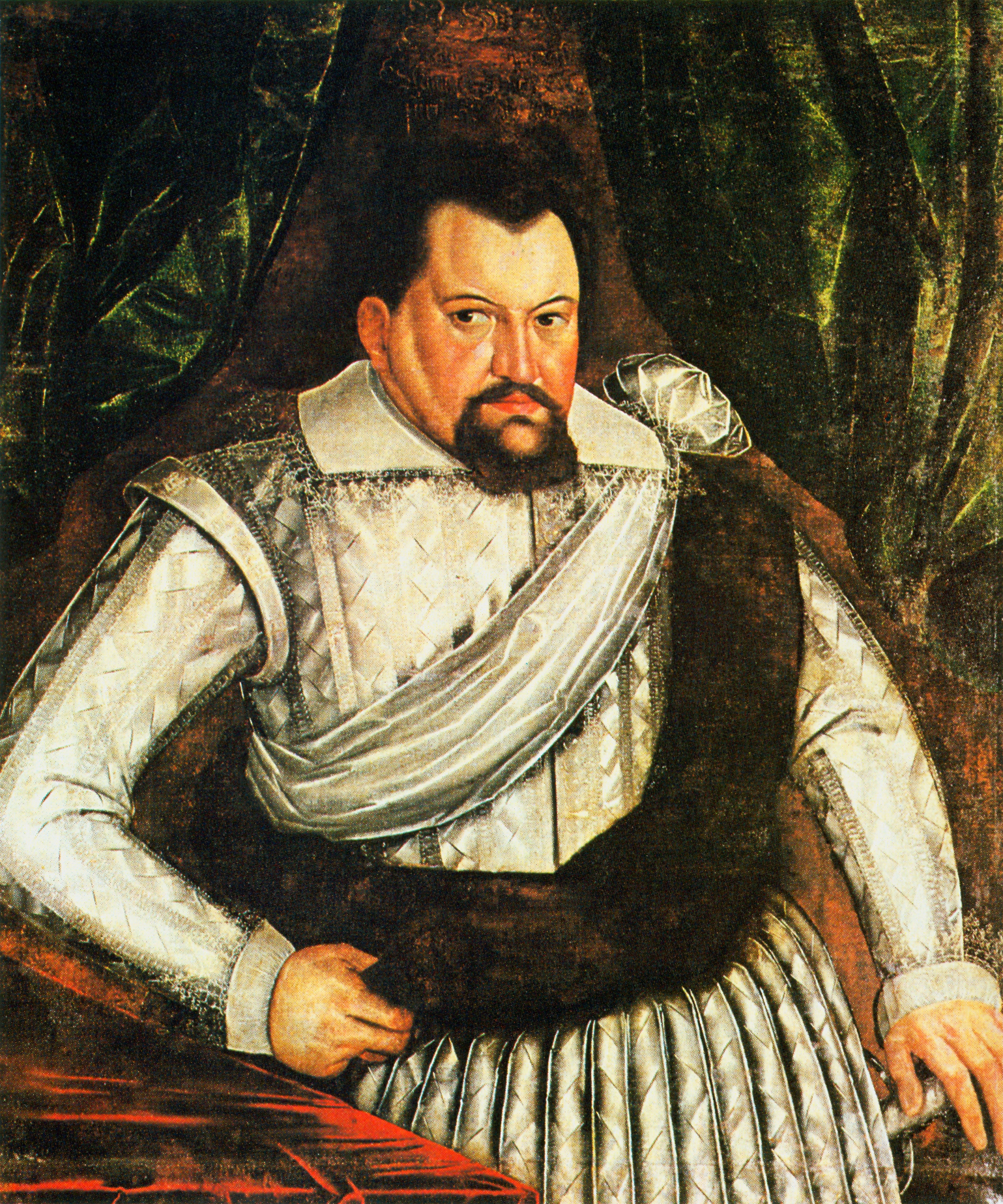
Johann Sigismund, Kurfürst von Brandenburg und Herzog von Preußen, konvertierte zum Calvinismus

Joachim Friedrichs Sohn Johann Sigismund folgte seinem Vater 1608 als Kurfürst von Brandenburg und trat 1618 auch die Nachfolge seines Schwiegervaters als Herzog von Preußen an. Im Jahr 1613 wechselte Johann Sigismund aus politischen Gründen zum Calvinismus; die Hohenzollern hatten durch die Heirat auch ein rheinisches Erbe in Aussicht. In Brandenburg blieb man bei der lutherischen Konfession. Die gesamten Herrschaftsgebiete ab 1618 werden von Historikern Brandenburg-Preußen genannt.
Die Markgrafschaft wurde von folgenden Hohenzollern regiert:
- 1412–1440 Friedrich I. von Brandenburg, auch Friedrich VI. von Nürnberg (* 1371; † 1440)
- 1440–1471 Friedrich II. (* 1413; † 1471), genannt „der Eiserne“
- 1471–1486 Albrecht Achilles (* 1414; † 1486), Dispositio Achillea 1473, Bruder von Friedrich II.
- 1486–1499 Johann Cicero (* 1455; † 1499)
- 1499–1513 Albrecht IV. von Brandenburg (* 1490; † 1545), Kardinal, Erzbischof von Magdeburg und Mainz
- 1499–1535 Joachim I. Nestor (* 1484; † 1535), Bruder von Albrecht IV.
- 1535–1571 Joachim II. Hector (* 1505; † 1571)
- 1571–1598 Johann Georg (* 1525; † 1598)
- 1598–1608 Joachim Friedrich (* 1546; † 1608), Vormund von Albrecht Friedrich von Preußen, Geraer Hausvertrag 1599
- 1608–1619 Johann Sigismund (* 1572; † 1619/1620), ab 1618 Herzog in Preußen

### Die Markgrafen von Brandenburg-Küstrin
Die Markgrafschaft Brandenburg-Küstrin bestand zwischen 1535 und 1571 und umfasste Teile der Neumark. Sie war das Resultat einer Sekundogenitur im Sinne von Joachim I. Nestor. Da der einzige Regent Johann keine erbberechtigten Nachkommen hinterließ, wurde Brandenburg-Küstrin wieder mit Brandenburg vereinigt.
- 1535–1571 Johann von Brandenburg-Küstrin (* 1513; † 1571), Sohn von Joachim I. Nestor von Brandenburg

## Die brandenburg-preußischen Hohenzollern

### Herzöge in Preußen

Herzogtum Preußen im 16. Jahrhundert (dunkelgelb)

Das Herzogtum Preußen wurde 1525 durch Umwandlung des Deutschordensstaates in ein weltliches Fürstentum geschaffen, das ein Lehen des Königreichs Polen war. Albrecht von Preußen war der letzte Hochmeister des Deutschen Ordens. Der Sohn Friedrichs V. von Brandenburg-Ansbach entschloss sich im November 1523 auf Luthers Rat, das Amt des Hochmeisters niederzulegen, den Deutschordensstaat in ein weltliches Herzogtum umzuwandeln und dort die Reformation einzuführen. Vor König Sigismund I. von Polen leistete Albrecht 1525 die Preußische Huldigung, wodurch er das Ordensland als ein in gerader männlicher Linie forterbendes Herzogtum zu Lehen nahm. Sein Sohn und Nachfolger Albrecht Friedrich starb jedoch 1618 ohne männlichen Erben und der polnische König belehnte dessen Schwiegersohn, den Kurfürsten Johann Sigismund von Brandenburg, mit dem Herzogtum Preußen. Damit waren die Mark Brandenburg und das Herzogtum Preußen (Ostpreußen) im Besitz eines einzigen Hohenzollers und wurden in Personalunion geführt.

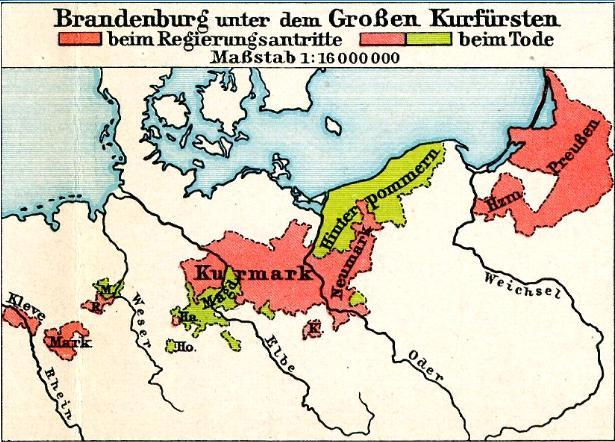
Brandenburg-Preußen unter dem Großen Kurfürsten 1688

Bereits im Jahr 1614 war der Jülich-Klevische Erbfolgestreit beendet und im Vertrag von Xanten festgelegt worden, dass der Kurfürst von Brandenburg, Johann Sigismund, das Herzogtum Kleve, die Grafschaft Mark und die Grafschaft Ravensberg erhalten sollte, wofür er bereits im Jahr zuvor zum Calvinismus konvertiert war. Brandenburg-Preußen bezeichnet die gesamten Herrschaftsgebiete zwischen 1618 und 1701. Die Territorien lagen teils innerhalb, teils außerhalb des Heiligen Römischen Reiches.

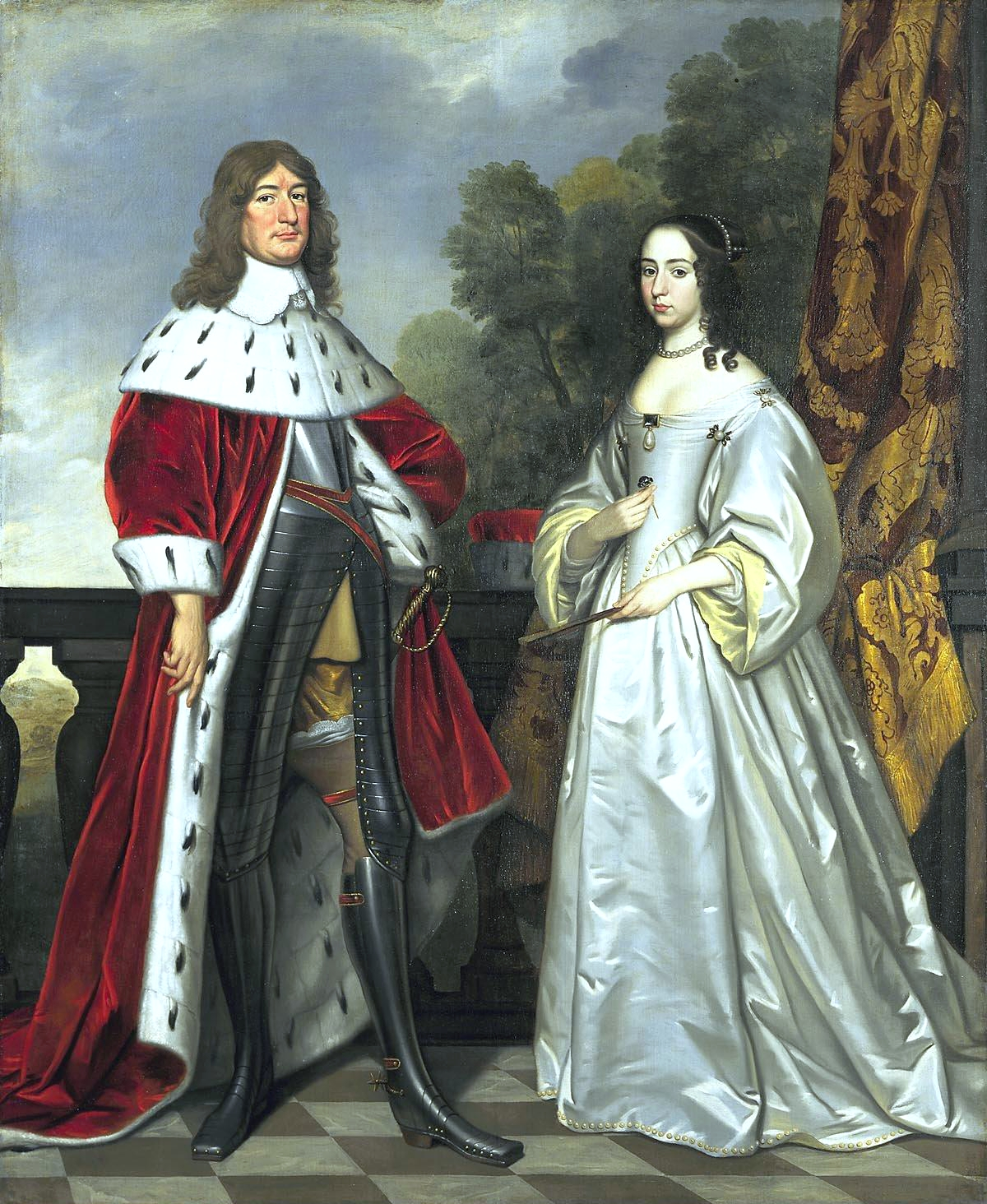
Der „Große Kurfürst“ Friedrich Wilhelm und Luise Henriette von Oranien (1647)

Unter dem „Großen Kurfürsten“ Friedrich Wilhelm hatte das Land nach den Verwüstungen des Dreißigjährigen Krieges eine Blütezeit. Er leitete Reformen ein, unterstützte den Ackerbau und die Einwanderung, indem er Künstler, Handwerker, Baumeister, Landwirte und Kaufleute ins Land holte, vor allem aus der Heimat seiner niederländischen ersten Gemahlin Luise Henriette von Oranien, später auch Juden und Protestanten aus Österreich und Hugenotten aus Frankreich und den Niederlanden. Es gelang ihm durch geschickte Bündnispolitik während des Zweiten Nordischen Krieges seine zerstreuten Territorien weitgehend intakt zu halten. Im Vertrag von Wehlau beendete er 1657 das polnische Lehnsverhältnis in Preußen und wurde als Herzog zu einem europäischen Souverän. 1664 erließ er ein Toleranzedikt, um die Rivalitäten zwischen Lutheranern und Calvinisten zu beenden und begründete damit die Tradition der preußischen Toleranz. Er ließ das Potsdamer Stadtschloss, das Schloss Oranienburg sowie einige kleinere Landsitze bauen.

### Könige in und von Preußen

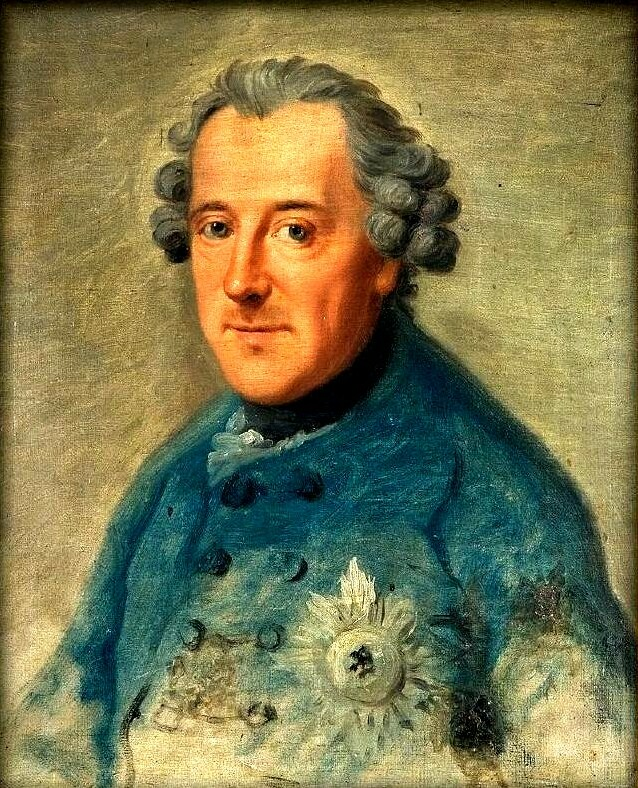
Friedrich II. (von Ziesenis, 1763)

Sein 1688 nachfolgender Sohn, Kurfürst Friedrich III., ließ ab 1699 das Berliner Schloss vom Renaissancebau zu einem großen Barockpalast erweitern und für seine Gemahlin das Schloss Charlottenburg errichten, ferner begann er mit einem Umbau des Königsberger Schlosses und baute in Berlin das Zeughaus. Die kostspieligen Bauten bereiteten eine Rangerhöhung vor: Der brandenburgische Kurfürst und preußische Herzog erklärte nach diplomatischen Verhandlungen mit dem Kaiser (und entsprechenden Zahlungen) 1701 sein ostpreußisches Herzogtum zum Königreich und setzte sich die Krone selbst aufs Haupt. Jedoch regierte er das kleine entlegene Königreich an der Ostsee weiterhin in Personalunion mit dem wesentlich größeren und bedeutenderen Kurfürstentum Brandenburg. Er führte nun die Titel Kurfürst von Brandenburg (als Friedrich III.) und König in Preußen (als Friedrich I.) Die beiden Territorien waren anfangs nur durch die Person des Herrschers verbunden. Der Königstitel beschränkte sich auf das vorherige Herzogtum Preußen und dieses war – anders als die Mark Brandenburg – nicht Teil des Heiligen Römischen Reiches. Auch andere deutsche Kurfürsten erwarben in dieser Zeit ausländische Königskronen, August der Starke von Sachsen 1697 die polnisch-litauische und Georg von Hannover 1714 die britisch-irische.
Im 18. Jahrhundert waren die zahlreichen Landesteile noch unverbunden oder wenig zusammenhängend, sodass erst langsam ein Einheitsstaat entstehen konnte, für den sich der Name Preußen einbürgerte. Aus den kurfürstlich-brandenburgischen Institutionen wurden königlich-preußische. Polen hatte noch die Hoheit über das spätere Westpreußen, was die Benennung König von Preußen für den Regenten nicht möglich machte. Friedrich Wilhelm I., genannt „der Soldatenkönig“, übernahm 1713 die Regierung und machte den preußischen Staat durch Aufrüstung zur Militärmacht, ohne jedoch die starke Armee nennenswert einzusetzen. Er förderte vielmehr die Wirtschaftsentwicklung und sanierte die Staatsfinanzen, die unter seinem verschwenderischen Vater und dessen Drei-Grafen-Kabinett ruiniert worden waren. 1702 beanspruchten die Hohenzollern den Privatbesitz des erloschenen Hauses Oranien und erhielten ihn im Frieden von Utrecht 1713 auch, allerdings trat Friedrich Wilhelm I. ihn 1732 zum Großteil an das Haus Nassau-Diez ab.
Sein Sohn Friedrich II. nutzte nach seinem Regierungsantritt 1740 das neue militärische Potenzial und eroberte in den ersten beiden Schlesischen Kriegen 1740–1745 Schlesien und die Grafschaft Glatz. Damit begann der Deutsche Dualismus, ein direkter Wettstreit der Hohenzollern mit den Habsburgern um die Vormacht in Deutschland. Die Eroberungen konnten im Siebenjährigen Krieg von 1756 bis 1763 mit großen Verlusten von Menschenleben, Steuerleistungen und Verheerungen, vor allem in den Nachbarländern, nur mit Glück, Geschick und Mühe gehalten werden. In der Schlacht bei Kunersdorf verlor Friedrich im August 1759 fast sein Leben; eine feindliche Kugel prallte an seiner Tabakdose ab. Bei der ersten polnischen Teilung 1772 sicherte sich Friedrich vom wehrlosen Nachbarland Teile Westpreußens und konnte sich somit König von Preußen nennen. Ostpreußen wurde durch die Landbrücke nach Pommern direkt an die Stammlande im Reich angeschlossen. Friedrich II. führte die wirtschaftliche Entwicklung der vielen Provinzen des Landes zielstrebig weiter. Mit den Schlossbauten und dem Park von Sanssouci hinterließ er ein Weltkulturerbe.
Friedrich II. gilt als Vertreter des Aufgeklärten Absolutismus. Als solcher veranlasste er wichtige Reformen wie die Abschaffung der Folter (1740/1754) und die Arbeit am Allgemeinen Landrecht für die Preußischen Staaten, das die unterschiedlichen Rechtstraditionen seiner Territorien vereinigte. Es trat erst nach seinem Tod in Kraft. Friedrich II. war homosexuell und hatte deswegen keine Nachkommen. Nachfolger wurde sein Neffe Friedrich Wilhelm II. Dieser war Anhänger der gegenaufklärerischen Geheimbunds der Rosenkreuzer und beendete die Toleranzpolitik seines Vorgängers (Religionsedikt vom 9. Juli 1788, Zensuredikt vom 19. Dezember 1788). Er führte Krieg gegen das revolutionäre Frankreich und erwarb durch die Zweite und Dritte Teilung Polens mit Süd- und Neuostpreußen noch beträchtliche Territorien hinzu.

Preußen nach den Napoleonischen Kriegen in dunkelblauer Farbe (1815)

Preußen im Deutschen Reich nach dem Ersten Weltkrieg in dunkelblauer Farbe (1920)

Der Wiener Kongress 1815 brachte während der Regentschaft von Friedrich Wilhelm III. nach den Napoleonischen Kriegen mit dem Rheinland, Westfalen und Sachsen weitere wichtige Gebiete zu Preußen. Aus der Provinz Großherzogtum Niederrhein und der Provinz Jülich-Kleve-Berg wurde 1822 die Rheinprovinz gebildet. Zu dieser Zeit gab es auch gewaltige nationalökonomische Veränderungen. Im Zuge der Stein-Hardenbergschen Reformen wurde 1810 die Gewerbefreiheit eingeführt, das Oktoberedikt hob die Erbuntertänigkeit auf. In Preußen vollzog sich später die Industrielle Revolution, wobei bestimmte Regionen des Landes ökonomisch dominant wurden.
Friedrich Wilhelm IV., der „Romantiker auf dem Thron“, bereicherte den Park von Sanssouci, Berlin und andere Orte mit bedeutenden Bauten. In der Revolution von 1848 gab er zunächst scheinbar nach, ließ aber bereits im November 1848 die Preußische Nationalversammlung auflösen und verweigerte im Frühjahr 1849 die Annahme der Kaiserkrone aus der Hand der Frankfurter Nationalversammlung. Stattdessen oktroyierte er eine Verfassung, die ihm ein absolutes Vetorecht gegen alle Parlamentsentscheidungen gab und das undemokratische Dreiklassenwahlrecht enthielt, das in Preußen bis 1918 bestand.

### Deutsche Kaiser
Der Bruder und Nachfolger Friedrich Wilhelms IV., Wilhelm I., schlug die Revolution von 1848/49 nieder und verfolgte eine ebenso konservative wie expansionistische Politik, gesteuert von seinem Ministerpräsidenten Otto von Bismarck. Nach dem Deutschen Krieg von 1866 erhielt Preußen Hannover, Schleswig, Holstein, Nassau und Kurhessen als Provinzen. Preußen hatte die Vormachtstellung und so wurde Wilhelm I. 1871 der erste Kaiser im neu geschaffenen Deutschen Reich, dessen mit Abstand größter Teil Preußen fortan war. Auf Anraten Bismarcks wurde die Bezeichnung Deutscher Kaiser anstelle von Kaiser von Deutschland«» gewählt. Der Kaiser sollte als primus inter pares unter den deutschen Bundesfürsten angesehen werden, außerdem schloss die Kleindeutsche Lösung das Erzherzogtum Österreich und das Königreich Böhmen aus, die ebenfalls zum Heiligen Römischen Reich deutscher Nation gehört hatten (Böhmen war von Beginn an eines der Kurfürstentümer gewesen) und die mit ihren Habsburger Herrschern über viele Jahrhunderte dessen Kaiser gestellt hatten. Großherzog Friedrich I. von Baden umging aus Rücksicht auf Wilhelm bei der Kaiserproklamation in Versailles die heikle Problematik. Er rief bei der Zeremonie am 18. Januar 1871 „Seine Kaiserliche und Königliche Majestät, Kaiser Wilhelm, lebe hoch“.
Nach der kurzen Regentschaft Friedrichs III., auf die die Liberalen große Hoffnungen gesetzt hatten, folgte am 15. Juni 1888 Wilhelm II. als deutscher Kaiser. 1905 wurde die neue Hohenzollerngruft im neuen Berliner Dom fertiggestellt. Wilhelm II. war zu seiner Zeit nicht unpopulär, doch strebte er eine Großmachtstellung an und forcierte die koloniale Expansion, bisweilen mit wenig diplomatischem Gespür. Die Expansionsgelüste verschiedener Großmächte, ihr lauerndes Misstrauen gegeneinander und eine Reihe von Ereignissen verschärften die Lage nach 1906 zunehmend. Die Ermordung des österreichischen Thronfolgers Franz Ferdinand am 28. Juni 1914 setzte Ereignisse in Gang, die unmittelbar darauf den Ersten Weltkrieg auslösten. Die Monarchie endete im Deutschen Reich am 9. November 1918 mit der Ausrufung der Republik in Berlin und der Abdankung Wilhelms II. Der Kaiser ging ins Exil in die Niederlande und bewohnte später bis zu seinem Tod Haus Doorn.
Der Grenzübertritt des obersten Kriegsherrn noch während des Krieges wurde verbreitet als Bruch des Treueids und als Fahnenflucht wahrgenommen. Zusammen mit der Weigerung des Kaisers, den Tod in der Schlacht zu suchen, und verschiedenen Prozessen und Skandalen seiner Familienangehörigen in den 1920er Jahren trug dies dazu bei, dass in der Weimarer Republik keine ernsthaften Versuche einer Restauration der Hohenzollernmonarchie unternommen wurden.
Galerie
Die Könige in und von Preußen in chronologischer Reihenfolge:

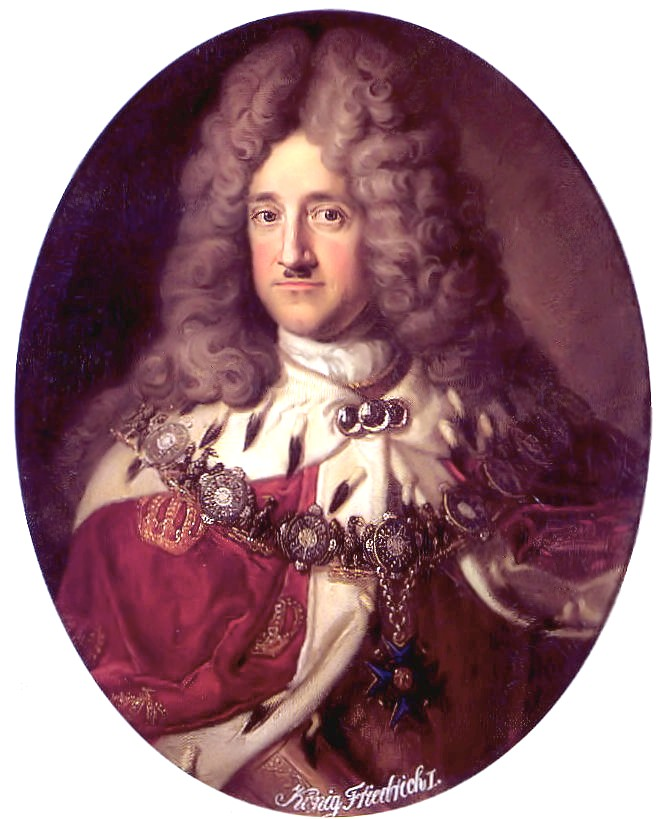
Friedrich I.
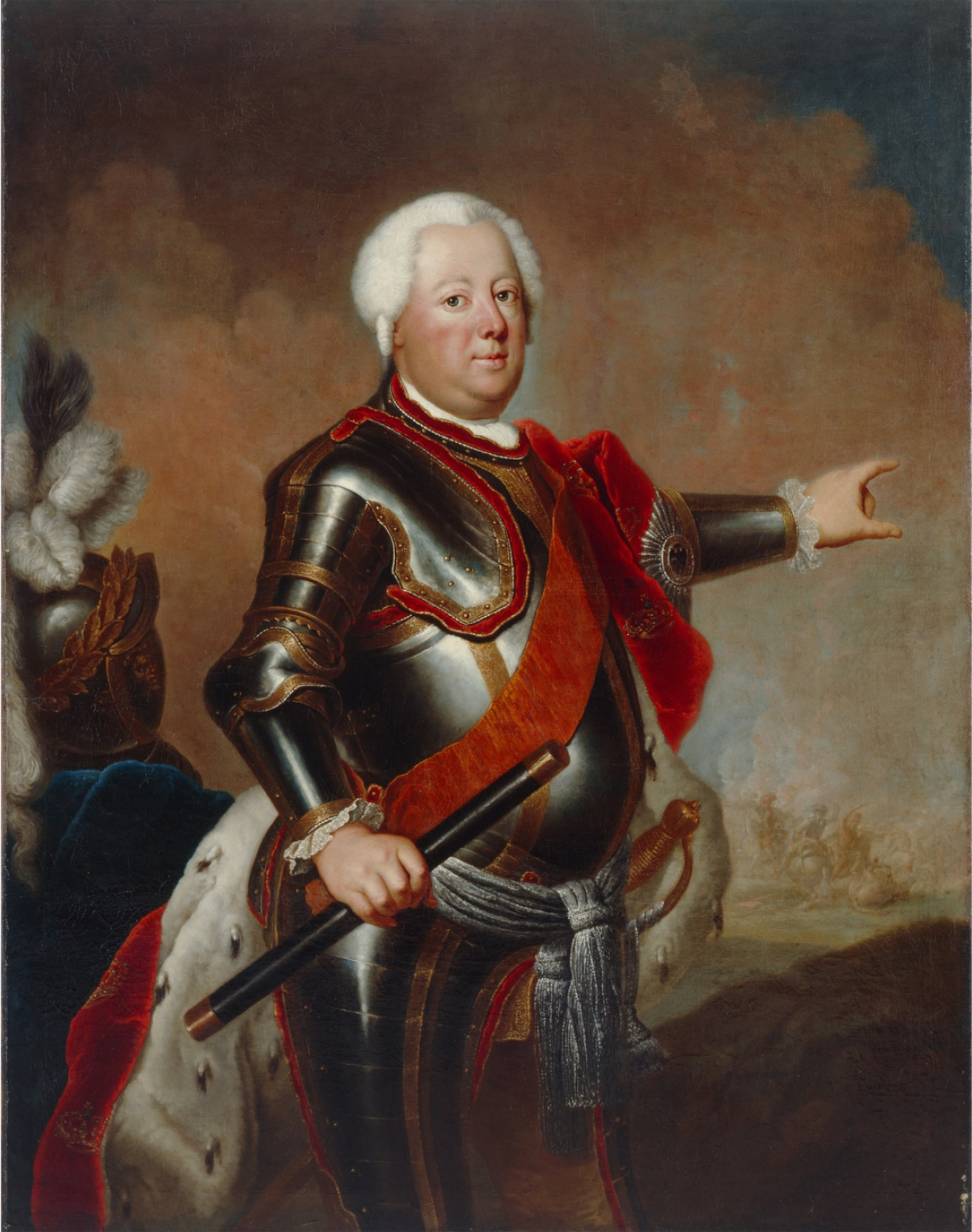
Friedrich Wilhelm I.
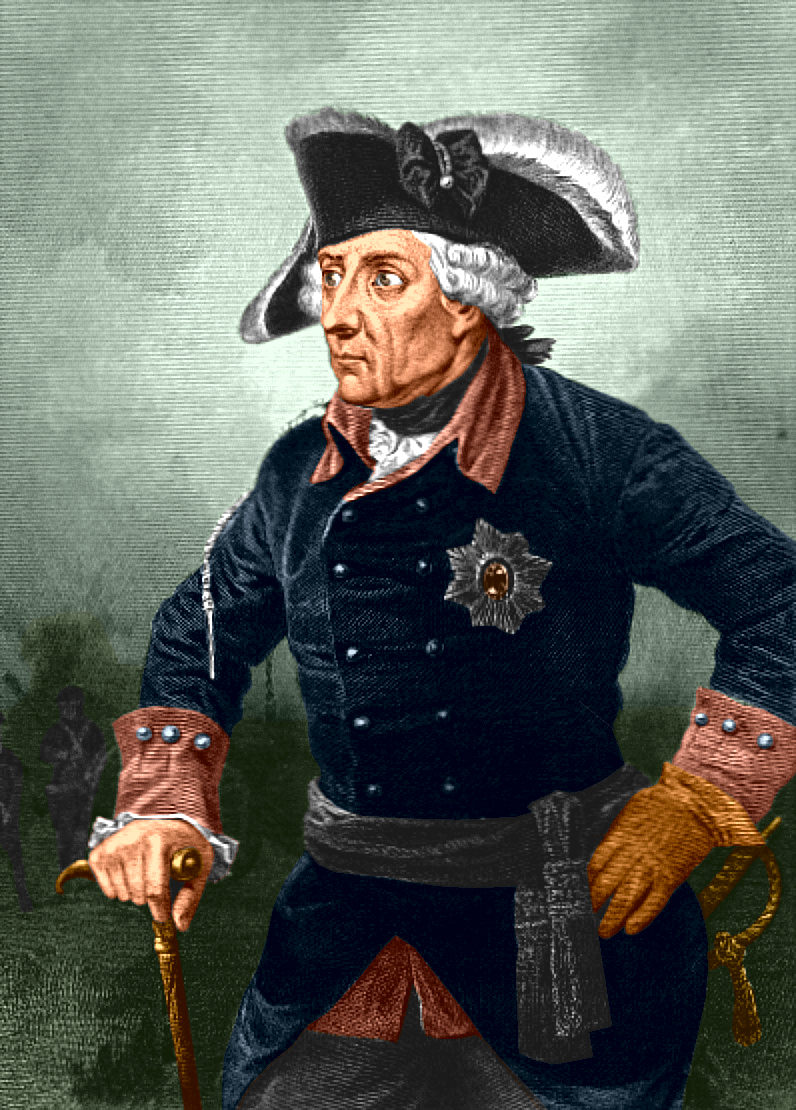
Friedrich II.
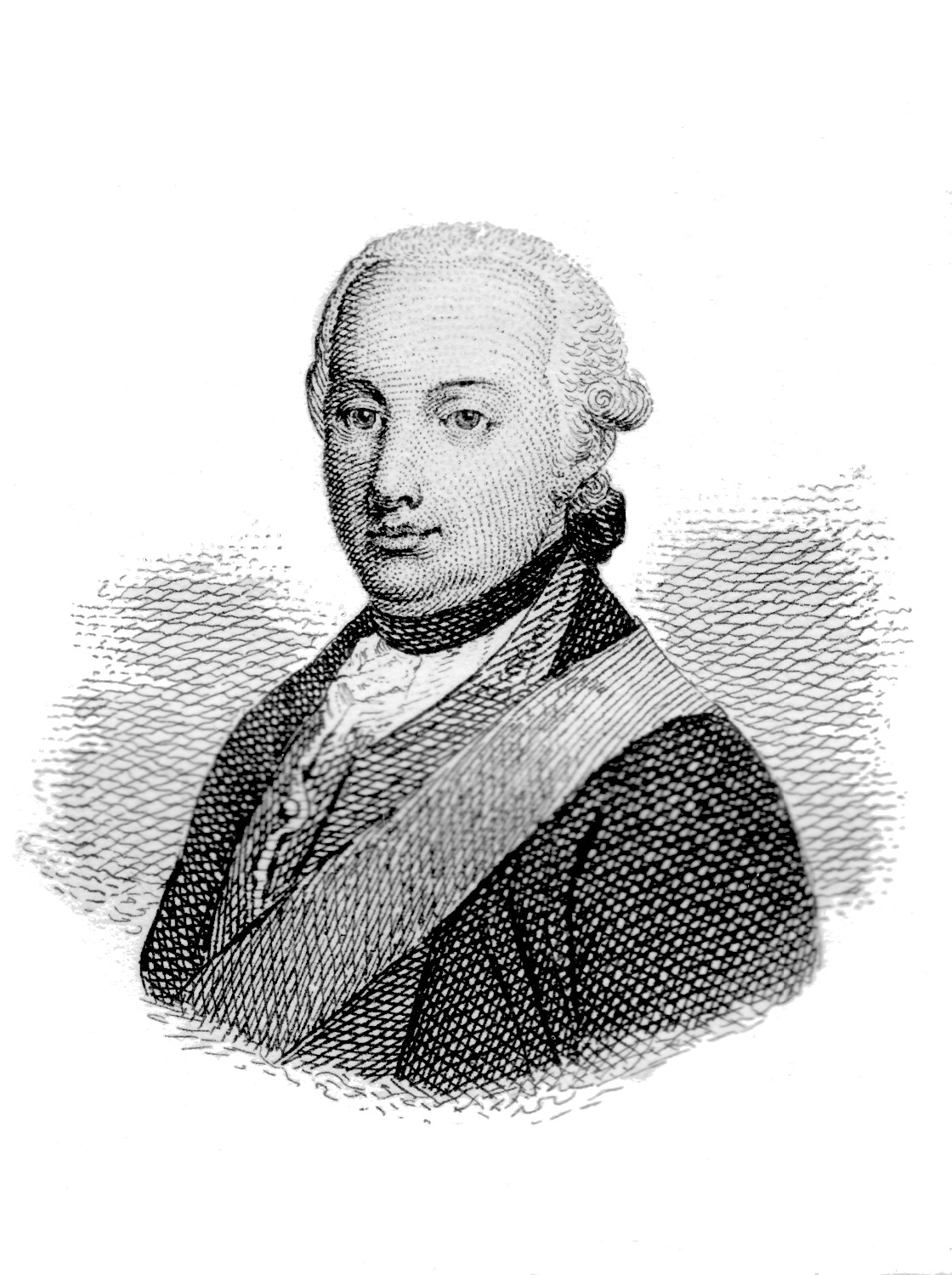
Friedrich Wilhelm II.
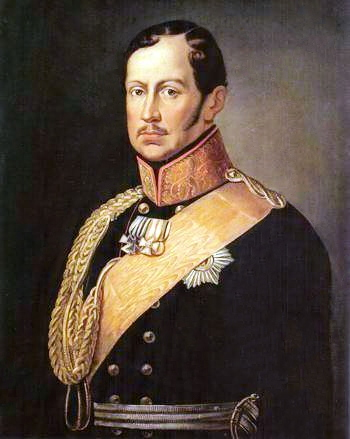
Friedrich Wilhelm III.
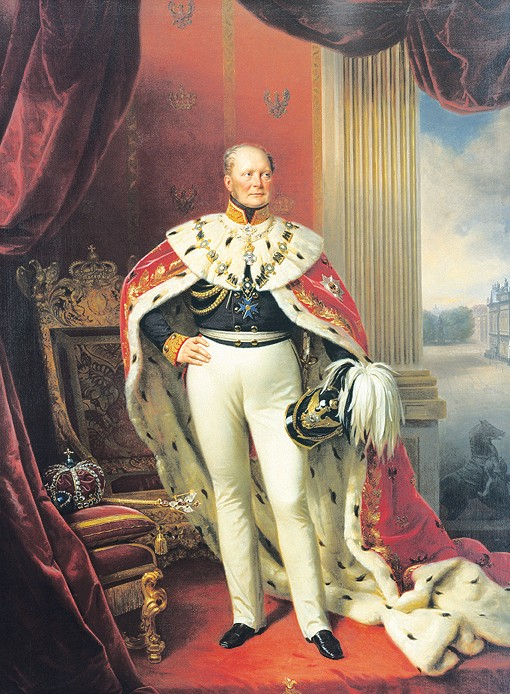
Friedrich Wilhelm IV.
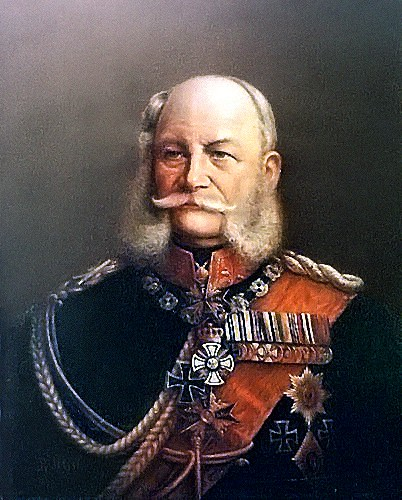
Wilhelm I.
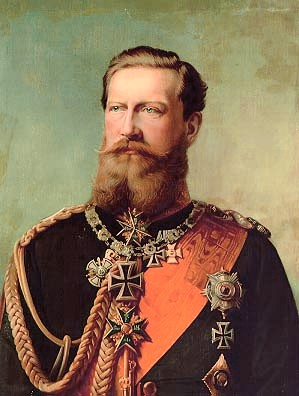
Friedrich III.
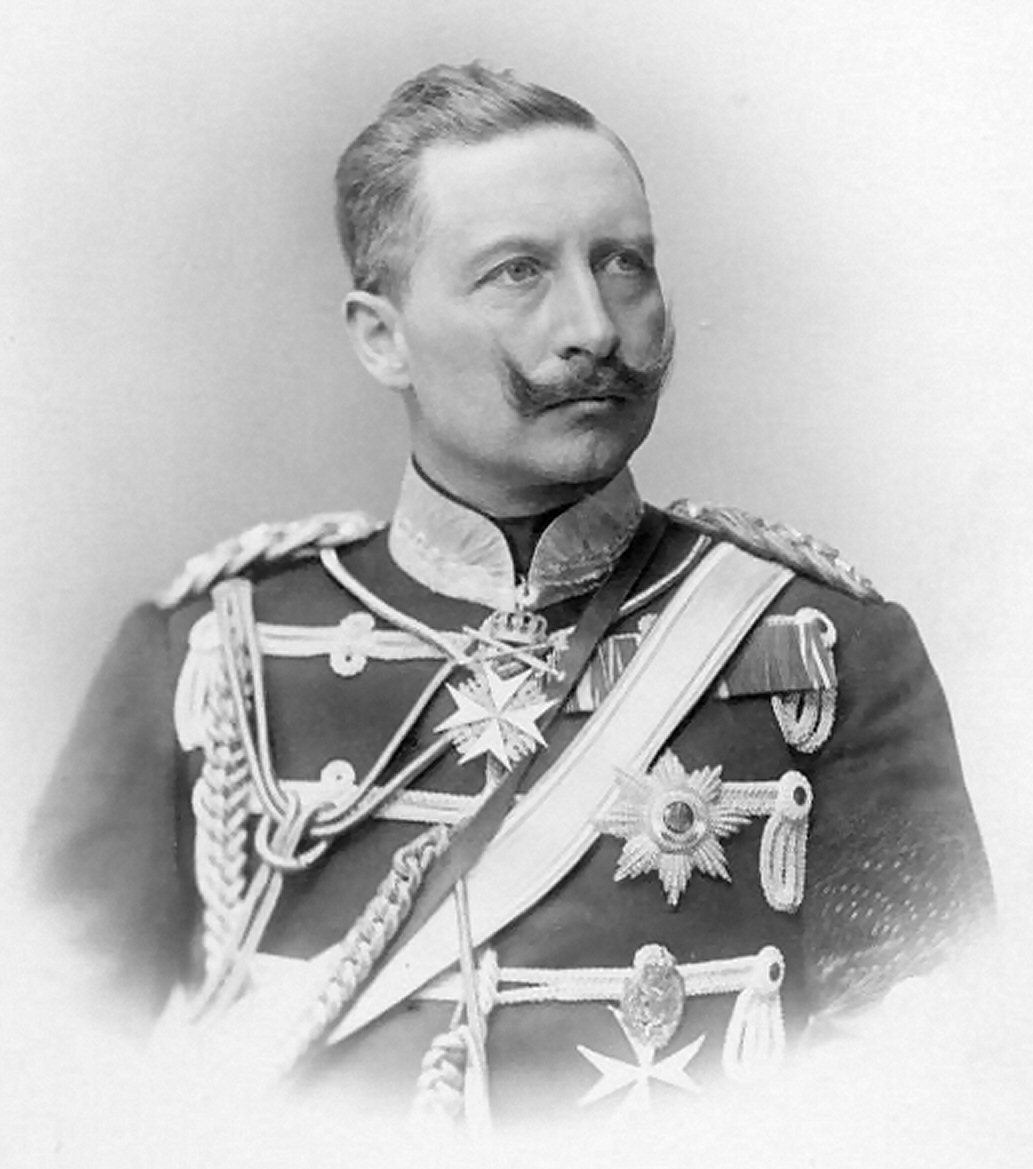
Wilhelm II.

### Die Markgrafen von Brandenburg-Schwedt
Die Herrschaft Schwedt wurde 1688 einem Sohn des Großen Kurfürsten Friedrich Wilhelm gegeben, der sich Philipp Wilhelm, Markgraf von Brandenburg-Schwedt nannte. Die Grundherrschaften lagen in der Uckermark, Neumark und in Hinterpommern. Nachdem die Linie 1788 erloschen war, fiel Schwedt an Preußen.
- 1688–1711 Philipp Wilhelm (* 1669; † 1711), Sohn des Kurfürsten Friedrich Wilhelm von Brandenburg
- 1731–1771 Friedrich Wilhelm (* 1700; † 1771), zwischen 1711 und 1731 Vormundschaft durch die preußischen Könige Friedrich I. bzw. Friedrich Wilhelm I.
- 1771–1788 Friedrich Heinrich (* 1709; † 1788), Bruder von Friedrich Wilhelm

### Fürsten von Neuenburg
Im Jahr 1707 wählten die Landstände von Neuenburg nach dem Aussterben ihres regierenden Hauses Orléans-Longueville dessen ebenfalls reformierten Erben Friedrich I. zum souveränen Fürsten von Neuenburg und Valangin. Friedrich und seine Nachfolger regierten das ferngelegene, französischsprachige und nicht in den preußischen Staat integrierte Territorium durch Gouverneure in Personalunion bis 1806. Im Jahr 1815 erneuerte der Wiener Kongress die durch die Napoleonischen Kriege unterbrochene Verbindung und erkannte Neuenburg zugleich als Mitglied der Schweizer Eidgenossenschaft an. Dass sich der Kanton Neuenburg 1848 zur Republik erklärt und den König abgesetzt hatte, nahm Preußen nach längeren Auseinandersetzungen 1857 im Vertrag von Paris hin. Danach konnte König Friedrich Wilhelm IV. den Titel auf Lebenszeit weiterführen.

## Die Hohenzollern seit dem Ende des Kaiserreichs

### Wilhelm II.

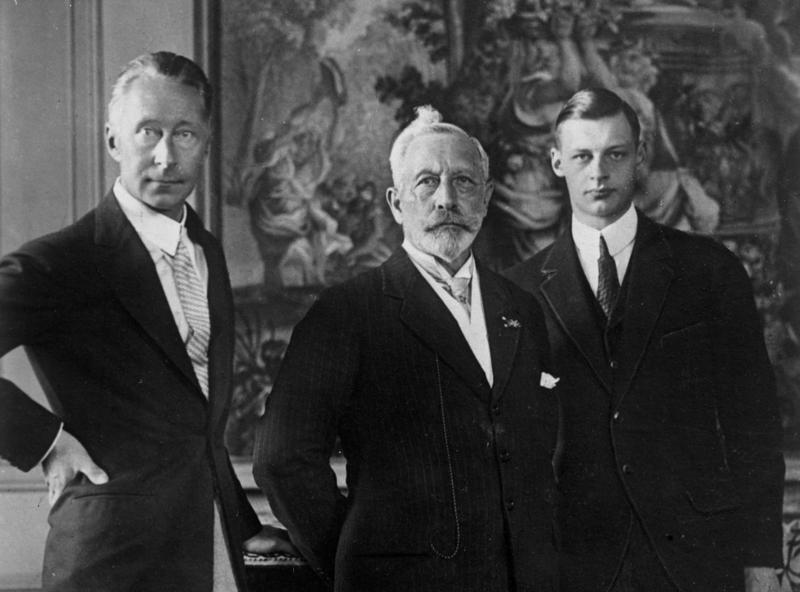
Ex-Kaiser Wilhelm II. (Mitte) mit dem vormaligen Kronprinzen Wilhelm und dessen Sohn Wilhelm im Jahr 1927

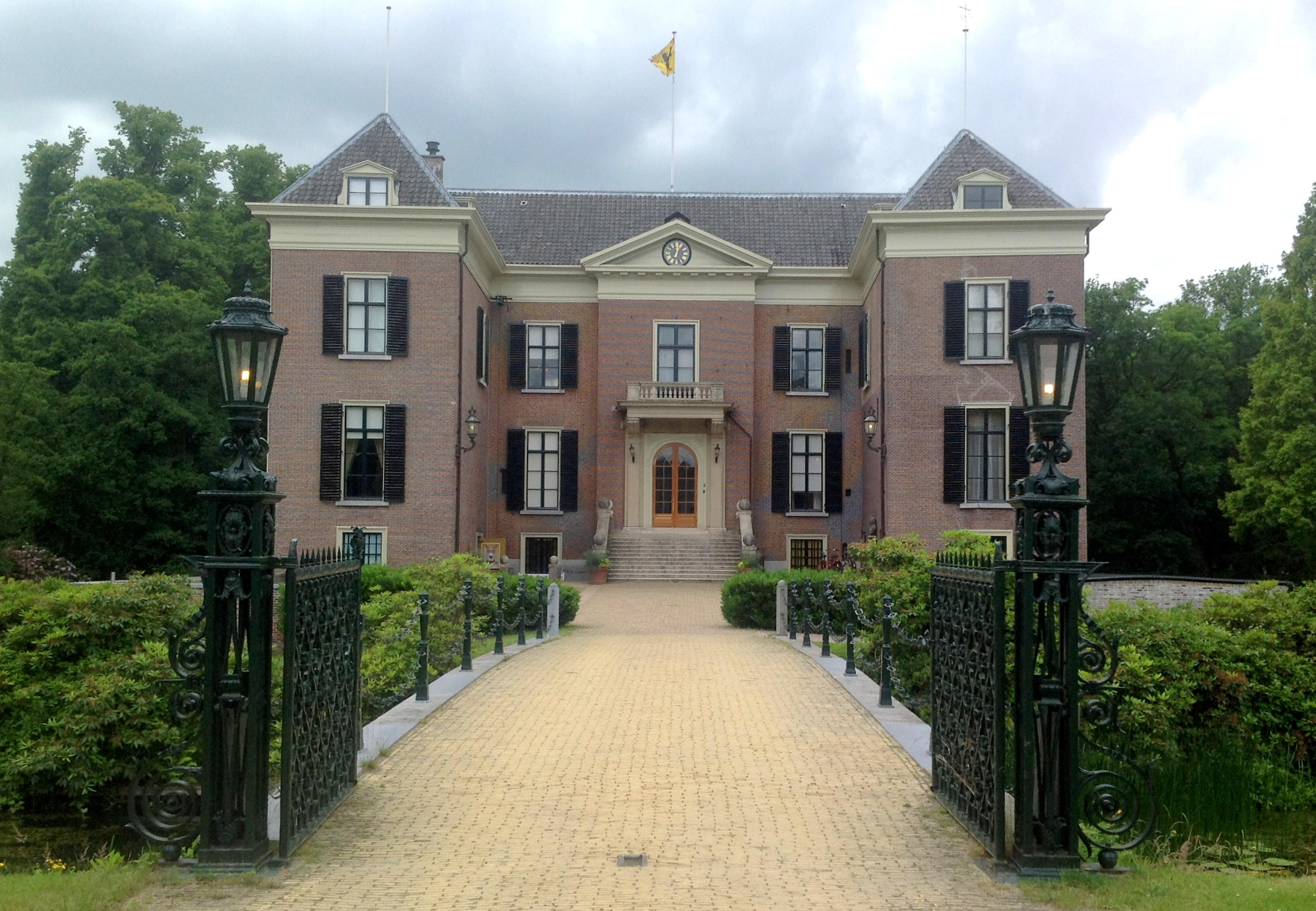
Haus Doorn, das Wilhelm im Exil bewohnte

Wilhelm II. unterzeichnete am 28. November 1918 im niederländischen Exil eine Abdankungsurkunde und verzichtete dadurch offiziell auf die Rechte an der Krone Preußens und die damit verbundenen Rechte an der deutschen Kaiserkrone. Er lebte die ersten eineinhalb Jahre im Exil auf Schloss Amerongen bei Utrecht. Die ehemaligen Kriegsgegner forderten erfolglos seine Auslieferung.
Nach dem Ende des Kaiserreichs blieben der ehemalige Kaiser und seine Nachkommen im Blick der Öffentlichkeit. Sie lebten als Privatiers von ihrem Vermögen und beschäftigten sich mit Politik, namentlich mit dem Kampf gegen die Weimarer Republik. Laut dem Historiker Stephan Malinowski wurden sie „Teil des symbolischen und faktischen Bürgerkriegs in Deutschland“, seinen Frieden mit der Republik machte keiner von ihnen.
Das Haus Doorn erwarb er 1919 als Wohnsitz. Nach Deutschland kehrte Wilhelm II. nicht mehr zurück. Er empfing regelmäßig Besucher aus der Heimat, schrieb zahlreiche Bücher und hielt eine erneute deutsche Monarchie seinerzeit für möglich. Im Jahr 1921 starb seine Gattin Auguste Viktoria; 1922 heiratete er Hermine von Schoenaich-Carolath. Wilhelm II. starb 1941 in den Niederlanden und wurde im Park des Hauses Doorn beigesetzt.
Doorn war während der Weimarer Republik ein symbolisches Zentrum für alle Monarchisten. Wilhelm gab die Hoffnung auf eine Restauration der Monarchie nie auf. Als 1922 die italienischen Faschisten unter Benito Mussolini die Macht in Italien eroberten, erfüllte ihn das mit Hoffnung: „Ich glaube, dass der Faschismus auch nach Deutschland übergreifen wird und dass dadurch die Monarchie wiederhergestellt wird.“ Wilhelm erging sich in heute grotesk anmutenden Ressentiments gegen Juden, Demokraten und „Novemberverbrecher“, flüchtete sich in Scheinwelten und Verschwörungstheorien. So schrieb er 1927 an den amerikanischen Journalisten Poultney Bigelow: „Die Presse, die Juden und Mücken sind eine Pest, von der sich die Menschheit so oder so befreien muß – I believe the best would be gas“.
Wenige Tage nach der Novemberrevolution im Jahr 1918 wurde das Vermögen der Hohenzollern beschlagnahmt und vom preußischen Finanzministerium verwaltet. In der Auseinandersetzung um die sogenannte Fürstenenteignung verhandelte die Familie bis 1926 mit dem preußischen Staat. Am 26. Oktober 1926 wurde das „Gesetz über die Vermögensauseinandersetzung zwischen dem Preußischen Staat und den Mitgliedern des vormals regierenden Preußischen Königshauses“ verabschiedet. Weiterhin erfolgte 1927 die Gründung der „Verwaltung der Staatlichen Schlösser und Gärten“. Der Staat Preußen behielt 75 Schlösser, die Hohenzollern bekamen 39 Gebäude und etliche landwirtschaftliche Güter zurück, darunter den Cecilienhof in Potsdam, wo dessen Erbauer, der vormalige Kronprinz Wilhelm, seinen Wohnsitz nahm, und Schloss Oels in Niederschlesien, das seine Familie als Landsitz nutzte. Im Familienbesitz blieben das Schloss Rheinsberg und in Berlin das Schloss Monbijou und das Kaiser-Wilhelm-Palais und waren wie schon zuvor der Öffentlichkeit als Museen zugänglich, bis auf das Berliner Niederländische Palais, wo die „Generalverwaltung des vormals regierenden preußischen Königshauses“ ihren Sitz nahm. Auch das Prinz-Albrecht-Palais, Schloss Bellevue, Schloss Babelsberg, Schloss Königs Wusterhausen, die Hälfte der Burg Hohenzollern, das Jagdschloss Rominten, das Gut Cadinen samt Majolikamanufaktur, das Achilleion auf Korfu und zwei Farmen im vormaligen Deutsch-Südwestafrika verblieben im Besitz des Hauses. Wilhelm II. konnte nun einen ausstehenden Kredit in Höhe von einer Million Gulden beim Bankier Eduard von der Heydt begleichen, der ihm vor der Entscheidung über seine Abfindung aus finanziellen Nöten geholfen hatte.
Andere Zweige des vormaligen preußischen Königshauses lebten weiter auf Schloss Glienicke und Schloss Schwedt in Brandenburg, auf Schloss Kamenz und Schloss Seitenberg in Schlesien, auf Gut Krojanke in Westpreußen, auf Schloss Reinhartshausen am Rhein und auf Gut Hemmelmark in Schleswig.

### Wilhelm

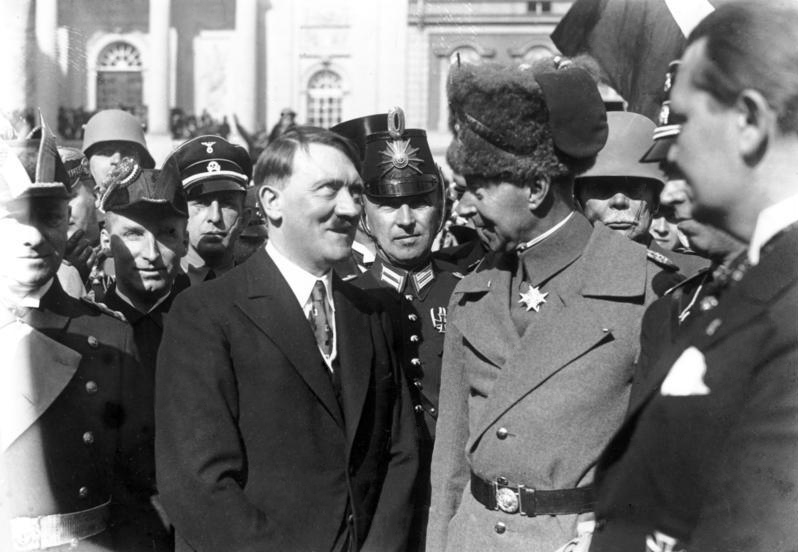
Wilhelm im Bild mit Adolf Hitler beim „Tag von Potsdam“.

Der ehemalige Kronprinz Wilhelm folgte 1941 als Familienoberhaupt. Er wurde nach dem Sturz der Monarchie von der niederländischen Regierung auf der Insel Wieringen untergebracht, unterschrieb am 1. Dezember 1918 eine Abdankungserklärung und konnte 1923 auf Betreiben Gustav Stresemanns nach Deutschland zurückkehren.
Wilhelm plante 1932 bei der Reichspräsidentenwahl 1932 mit Unterstützung der NSDAP zu kandidieren, um im Anschluss Adolf Hitler zum Reichskanzler zu machen. Sein Vater verbot dies aber, weil Wilhelm im Erfolgsfall einen Eid auf die Weimarer Reichsverfassung hätte schwören müssen. Daraufhin rief der ehemalige Kronprinz zur Wahl Hitlers auf, der gegen Paul von Hindenburg kandidierte. 1934 behauptete er, er hätte der NS-Bewegung damit zwei Millionen Stimmen zugeführt.
Während der Zeit des Nationalsozialismus unterstützte der ehemalige Kronprinz vor dem Krieg den Aufstieg Hitlers und der Nationalsozialisten und untersagte seinem Sohn jegliches Engagement im Widerstand gegen den Nationalsozialismus. Von Historikern wird die Rolle des Hauses Hohenzollern in der NS-Zeit als „Kollaboration“ eingestuft; die Hohenzollern seien „nützliche Idioten“ Hitlers gewesen.
Nach Ende des Zweiten Weltkriegs im Jahr 1945 gab General Jean de Lattre de Tassigny der französischen Besatzungstruppen den Befehl, Wilhelm für drei Wochen gefangen zu nehmen. Danach wurde er in Hechingen mehrere Jahre unter Arrest gestellt mit der Möglichkeit, sich im Umkreis von 25 Kilometern um seinen Wohnort zu bewegen. 1945 wurde Hohenzollern dem Land Württemberg-Hohenzollern zugeteilt.

### Louis Ferdinand
Louis Ferdinand von Preußen, der Sohn von Kronprinz Wilhelm und seiner Gattin Cecilie, war ab 1951 Chef des Hauses. 1951 kamen die beiden hohenzollernschen Kreise Hechingen und Sigmaringen aufgrund der Volksabstimmung an das Land Baden-Württemberg. Bei dem Hohenzoller wurde von der Familie bei der Anrede noch das traditionelle Adelsprädikat „Kaiserliche und Königliche Hoheit“ des Kronprinzen präferiert und nicht nur wie heute beim Familienoberhaupt üblich „Königliche Hoheit“ (andere Familienmitglieder damals und heute „Königliche Hoheit“), was auch ein Bekenntnis zur Monarchie war. Mit der Weimarer Verfassung wurden 1919 in ganz Deutschland die Vorrechte der Geburt respektive des Standes aufgehoben. Seit der Abschaffung der Sonderrechte und Titel des deutschen Adels heißen die brandenburg-preußischen Hohenzollern mit bürgerlich-rechtlichem Familiennamen Prinz beziehungsweise Prinzessin von Preußen.
Louis Ferdinand veranlasste 1952, die Stammburg mit historisch bedeutsamen Gegenständen zur Geschichte Preußens auszustatten. In der Burg Hohenzollern befinden sich unter anderem die Tabakdose Friedrichs des Großen, sein Uniformrock und die Königskrone Wilhelms II. Heute verfügt die Linie noch über ihren Zwei-Drittel-Anteil an der Burg Hohenzollern sowie die Prinzeninsel südwestlich von Plön in Schleswig-Holstein und einige kleinere Immobilien. Ebenfalls 1952 wurde die Prinzessin-Kira-von-Preussen-Stiftung gegründet, mit welcher sich die Familie noch heute gesellschaftlich engagiert und Kindern den Aufenthalt auf der Burg Hohenzollern ermöglicht. Ein wichtiges Ereignis für die Hohenzollern war die Überführung des Sarges Friedrichs des Großen im August 1991 von der Burg Hohenzollern nach Schloss Sanssouci.

### Georg Friedrich

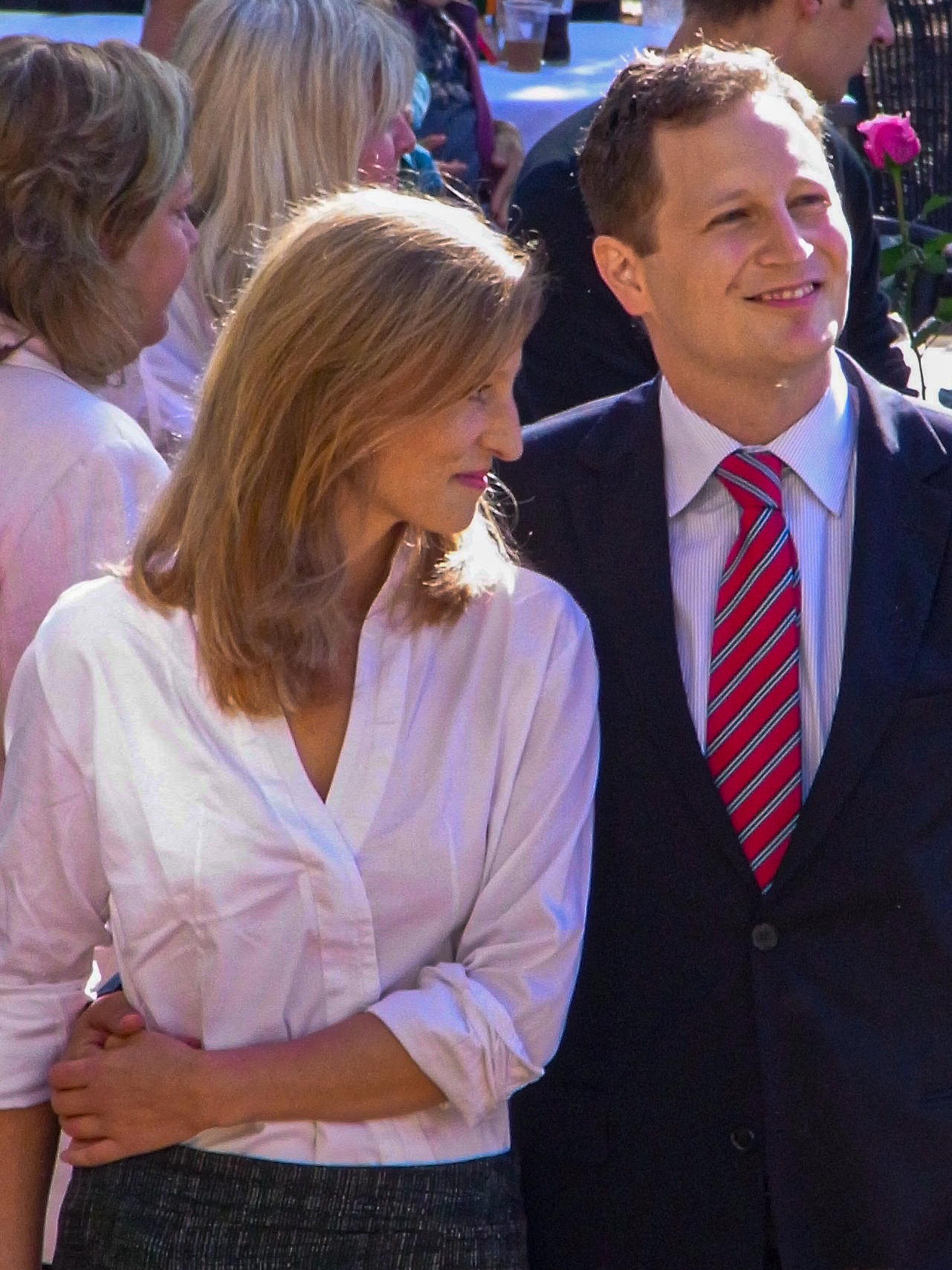
Georg Friedrich Prinz von Preußen, der Chef der brandenburg-preußischen Hohenzollern, mit Ehefrau Sophie (Oktober 2011)

Gegenwärtig gibt es circa 50 Familienangehörige der brandenburg-preußischen Hohenzollern (Stand 2016).
Chef des Familienzweiges ist seit 1994 Georg Friedrich Prinz von Preußen. Er wurde als Sohn des bereits 1977 verstorbenen Louis Ferdinand von Preußen junior und dessen Gemahlin Donata geboren und wuchs in Fischerhude bei Bremen auf. Georg Friedrich Prinz von Preußen folgte seinem Großvater Louis Ferdinand von Preußen und seinem Urgroßvater Wilhelm von Preußen als Familienoberhaupt. Friedrich Wilhelm Prinz von Preußen, der erstgeborene Sohn des vorherigen Chefs Louis Ferdinand von Preußen, ist 1967 nach dem preußischen Hausgesetz von der Erbfolge ausgeschlossen worden, weil er – wie ein Jahr zuvor der zweitgeborene Michael von Preußen – eine nichtebenbürtige Ehe eingegangen war.
Georg Friedrich Prinz von Preußen heiratete im August 2011 Sophie Prinzessin von Isenburg, die er bereits seit der frühen Kindheit kennt. Das Adelsgeschlecht hat eine Geschichte, die ebenfalls wie bei den Hohenzollern bis ins 11. Jahrhundert zurückgeht. Aus der Verbindung gingen 2013 die Zwillinge Carl Friedrich und Louis Ferdinand, 2015 die Tochter Emma Marie und 2016 der Sohn Heinrich hervor.
Im Rahmen der Feierlichkeiten zum 300. Jahrestag des Geburtstages Friedrichs des Großen im Jahr 2012 wurde Georg Friedrich Prinz von Preußen mit seiner Ehefrau von Bundespräsident Christian Wulff ins Schloss Bellevue eingeladen.
Georg Friedrich Prinz von Preußen eröffnete 2016 eine Ausstellung zum Wiederaufbau des Berliner Schlosses auf der Burg Hohenzollern. Das Berliner Schloss war einst königlich-preußische und später kaiserliche Residenz. Das Humboldt Forum, das den Neubau des Schlosses nutzt, wurde im Dezember 2020 offiziell eröffnet.
Die Familie gründete 2017 die Kgl. Preußische Biermanufactur, deren Geschäftsführer Georg Friedrich Prinz von Preußen ist. Der Sitz der Gesellschaft ist Berlin; die Produktion des Bieres findet in Braunschweig statt.
Galerie

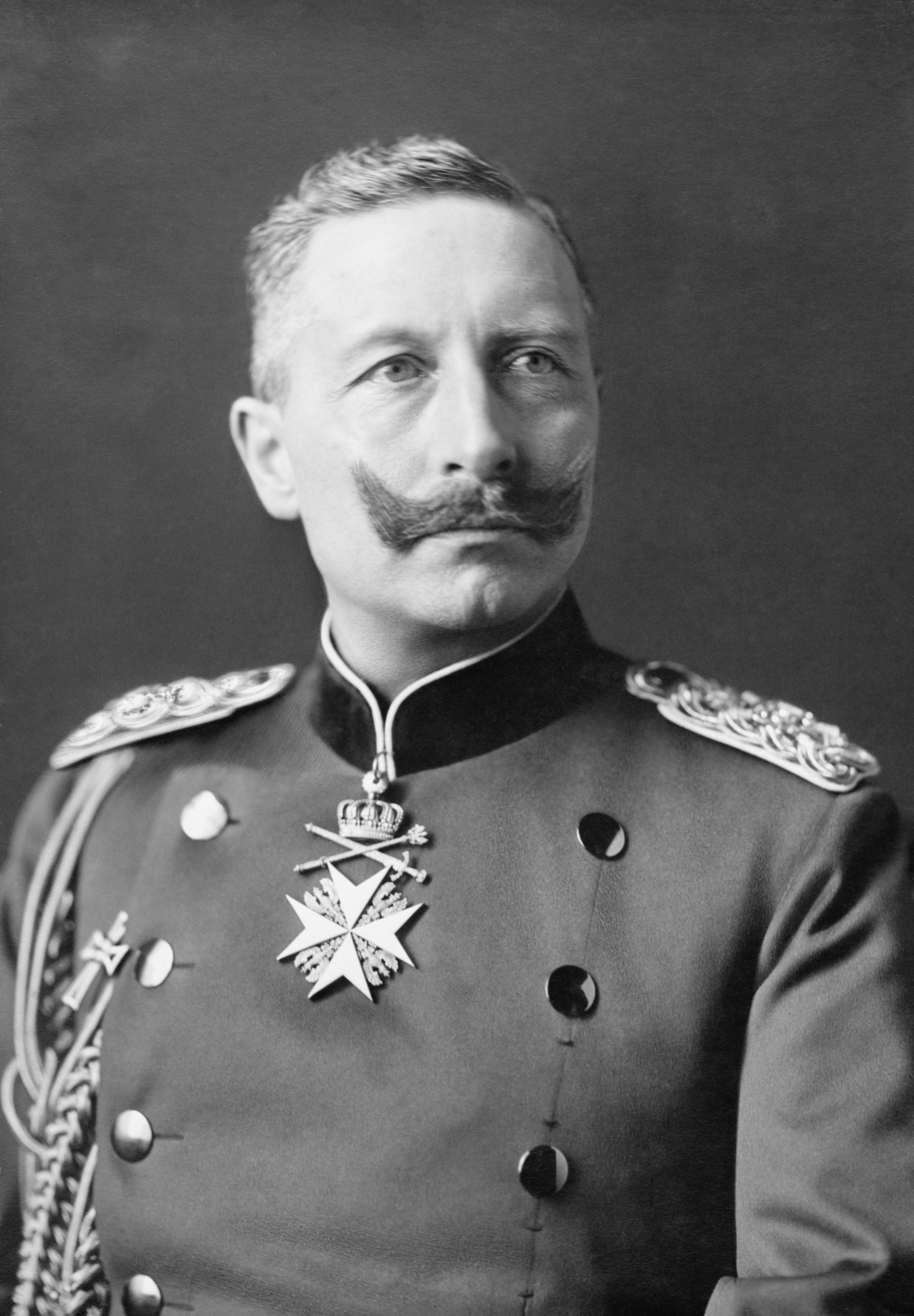
Wilhelm II. (ehemaliger Kaiser)
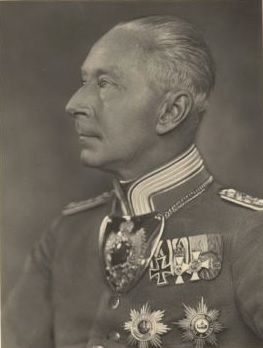
Wilhelm (ehemaliger Kronprinz)
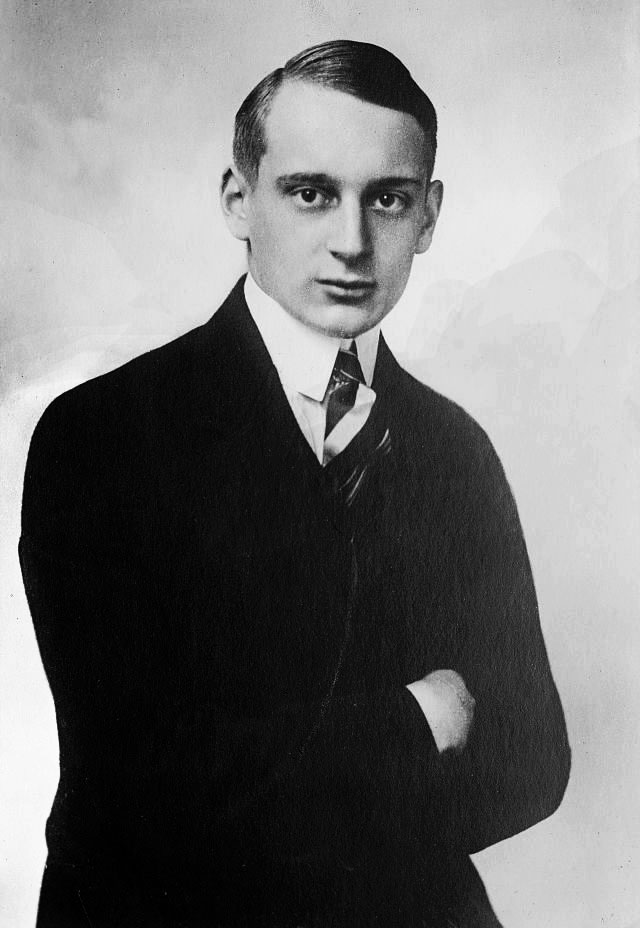
Louis Ferdinand
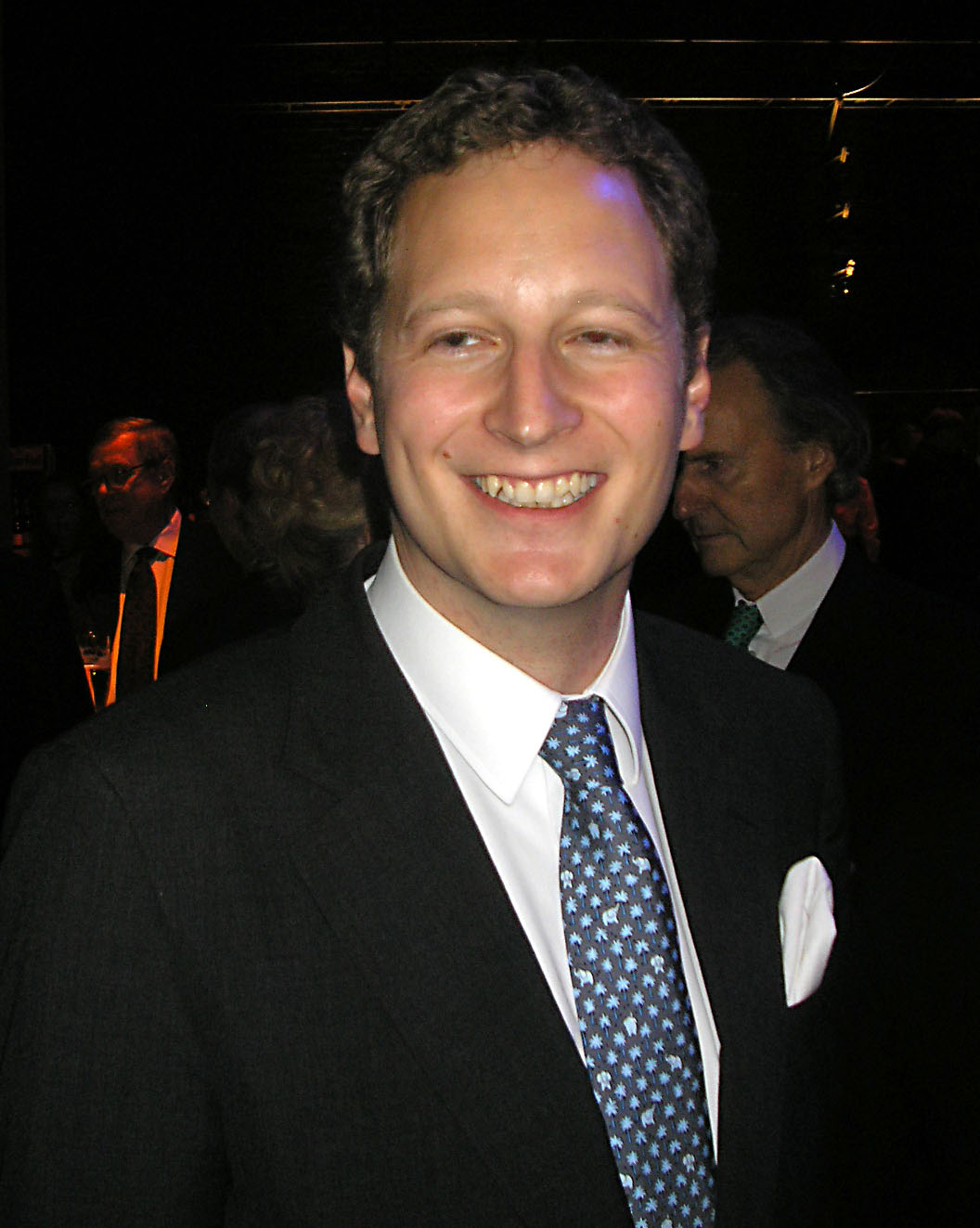
Georg Friedrich

## Entschädigungsforderungen und Verhalten in der NS-Zeit
Im Rahmen der Bodenreform hatte die Sowjetische Militäradministration in Deutschland (SMAD) 1945 die Immobilien der brandenburg-preußischen Hohenzollern in der Sowjetischen Besatzungszone (SBZ) und in Berlin entschädigungslos enteignet. Louis Ferdinand von Preußen bemühte sich seit 1991 um Entschädigung für die Enteignungen. Im Jahr 1994 trat das Entschädigungs- und Ausgleichsleistungsgesetz (EALG) in Kraft, das eine finanzielle Kompensation ermöglicht, wenn der Enteignete dem nationalsozialistischen System keinen erheblichen Vorschub geleistet hat. Georg Friedrich Prinz von Preußen führte die Verhandlungen ab 1994 fort und trat zudem seit etwa 2014 in Verhandlungen mit dem Staat über enteignete Kunstgegenstände.
Die Verhandlungen wurden 2019 der Öffentlichkeit bekannt, und die Hohenzollern wurden von Wissenschaftlern sowie anderen Personen in den Medien scharf kritisiert. Die Forderungen von Georg Friedrich Prinz von Preußen bezüglich mehrerer tausend Kunstobjekte wurden als dreist empfunden. Jan Böhmermann sorgte im November 2019 dafür, dass vier vertrauliche Gutachten von Christopher Clark, Wolfram Pyta, Peter Brandt und Stephan Malinowski veröffentlicht wurden. In den Gutachten wurde die Rolle des Kronprinzen Wilhelm von Preußen (1882–1951) in der Zeit des Nationalsozialismus beleuchtet. Ein Gutachter widerspricht der Stärkung des NS-Regimes seitens des Kronprinzen Wilhelm, ein weiterer gibt ihm eine unbewusste, zwei eine sehr bewusste Verantwortung daran. Der wissenschaftliche Streit ging nach Ansicht des Journalisten Alex Rühle klar zum Nachteil der Hohenzollern aus, die 2021 ein „Debakel sondergleichen“ erlebt hätten.
Weiterhin wurde im Dezember 2019 das juristische Vorgehen der Hohenzollern gegen kritische Wissenschaftler der Öffentlichkeit bekannt, was wiederum zu Kontroversen führte. Prinz von Preußen selbst bezifferte die Zahl dieser äußerungsrechtlichen Verfahren auf 120. Betroffen waren unter anderem Der Spiegel, die Frankfurter Allgemeine Zeitung, Die Welt, Die Zeit, der Deutschlandfunk, Der Tagesspiegel, die Deutsche Welle, die Süddeutsche Zeitung, der Norddeutsche Rundfunk, Rundfunk Berlin-Brandenburg, die Gewerkschaft Verdi, einzelne Politiker der Partei Die Linke sowie mehrere Historiker, darunter Eva Schlotheuber und Stephan Malinowski, der 2019 allein drei Abmahnungen von Anwälten Prinz von Preußens erhielt. Das Land Brandenburg brach 2021 die Verhandlungen ab. Als Grund nannte Wissenschaftsministerin Manja Schüle, sie wolle nicht mit Personen verhandeln, die Wissenschaftlerinnen und Wissenschaftler einzuschüchtern versuchen.
Im März 2023 verzichtete Georg Friedrich Prinz von Preußen auf seine bisherigen Forderungen. Ein Sprecher des Hauses teilte mit, dass alle Klagen nach dem Entschädigungs- und Ausgleichsleistungsgesetz zurückgezogen wurden. Prinz von Preußen wolle seine Ansprüche auf die Rückgabe Tausender Kunstobjekte aufgeben. Als Begründung führte er an, den Weg für eine unbelastete historische Debatte freimachen zu wollen. Bei den Leihgaben an Museen wurde im Mai 2025 eine Einigung erzielt. Die Hohenzollern verzichten darauf, Ansprüche zu stellen.

## Tabellarische Übersicht zu den Hohenzollern
| Die brandenburg-preußischen Hohenzollern       |                                                                                           | |
| Die Herzöge in Preußen                         |                                                                                           | |
| Regent                                         | Herrschaft                                                                                | Bemerkungen |
| Albrecht I. (* 1490; † 1568)                   | 1525–1568                                                                                 | 1. Herzog in Preußen, Sohn von Friedrich II., dem Markgrafen von Brandenburg-Ansbach und Brandenburg-Kulmbach                                        |
| Albrecht Friedrich (* 1553; † 1618)            | 1568–1618                                                                                 | 2. Herzog in Preußen, letzter Herrscher aus der preußischen Linie im engeren Sinne                                                                   |
| Georg Friedrich I. der Ältere (* 1539; † 1603) | 1578–1603 Vormundschaftlich für Albrecht Friedrich, auch Markgraf von Brandenburg-Ansbach | |
| Joachim Friedrich (* 1546; † 1608)             | 1603–1608                                                                                 | Ab 1603 vormundschaftlich für Albrecht Friedrich, Familienzweig der Markgrafen und Kurfürsten von Brandenburg, Sohn von Johann Georg von Brandenburg |
| Johann Sigismund (* 1572; † 1619/20)           | 1608–1618, danach bis 1619 alleiniger Herzog                                              | Personalunion zwischen der Mark Brandenburg und dem Herzogtum Preußen (Belehnung 1611, Herzog 1618)                                                  |
| Georg Wilhelm (* 1595; † 1640)                 | 1619–1640                                                                                 | 1618 bis 1701 Brandenburg-Preußen |
| Friedrich Wilhelm (* 1620; † 1688)             | 1640–1688                                                                                 | Beiname: „der Große Kurfürst“ |
| Friedrich III. (* 1657; † 1713)                | 1688–1701                                                                                 | Ab 1701 als Friedrich I. König in Preußen |

| Die Könige in und von Preußen           |            | |
| Regent                                  | Herrschaft | Bemerkungen |
| Friedrich I. (* 1657; † 1713)           | 1701–1713  | Erster König in Preußen                                                                                                   |
| Friedrich Wilhelm I. (* 1688; † 1740)   | 1713–1740  | Beiname: „der Soldatenkönig“                                                                                              |
| Friedrich II. (* 1712; † 1786)          | 1740–1786  | Beiname: „der Große“, volkstümlich auch „der alte Fritz“; ab 1740 König in und ab 1772 König von Preußen                  |
| Friedrich Wilhelm II. (* 1744; † 1797)  | 1786–1797  | Sohn von August Wilhelm                                                                                                   |
| Friedrich Wilhelm III. (* 1770; † 1840) | 1797–1840  | |
| Friedrich Wilhelm IV. (* 1795; † 1861)  | 1840–1861  | |
| Wilhelm I. (* 1797; † 1888)             | 1861–1871  | Ab 1861 König von Preußen, ab 1867 Inhaber des Bundespräsidiums des Norddeutschen Bundes, Sohn von Friedrich Wilhelm III. |

| Deutsche Kaiser und Könige von Preußen |            |                          |
| Regent                                 | Herrschaft | Bemerkungen              |
| Wilhelm I. (* 1797; † 1888)            | 1871–1888  | Ab 1871 Deutscher Kaiser |
| Friedrich III. (* 1831; † 1888)        | 1888       |                          |
| Wilhelm II. (* 1859; † 1941)           | 1888–1918  |                          |

| Chef des Hauses Hohenzollern     |           |                                                                        |
| Chef                             | Zeitraum  | Bemerkungen                                                            |
| Wilhelm II. (* 1859; † 1941)     | 1918–1941 | Deutscher Kaiser bis zur Novemberrevolution und Abdankung im Jahr 1918 |
| Wilhelm (* 1882; † 1951)         | 1941–1951 | Vormals Kronprinz des Deutschen Reiches und von Preußen                |
| Louis Ferdinand (* 1907; † 1994) | 1951–1994 |                                                                        |
| Georg Friedrich (* 1976)         | seit 1994 | Sohn von Louis Ferdinand junior                                        |

## Die schwäbischen Hohenzollern

### Die Hohenzollern bis zur Erbteilung von 1576

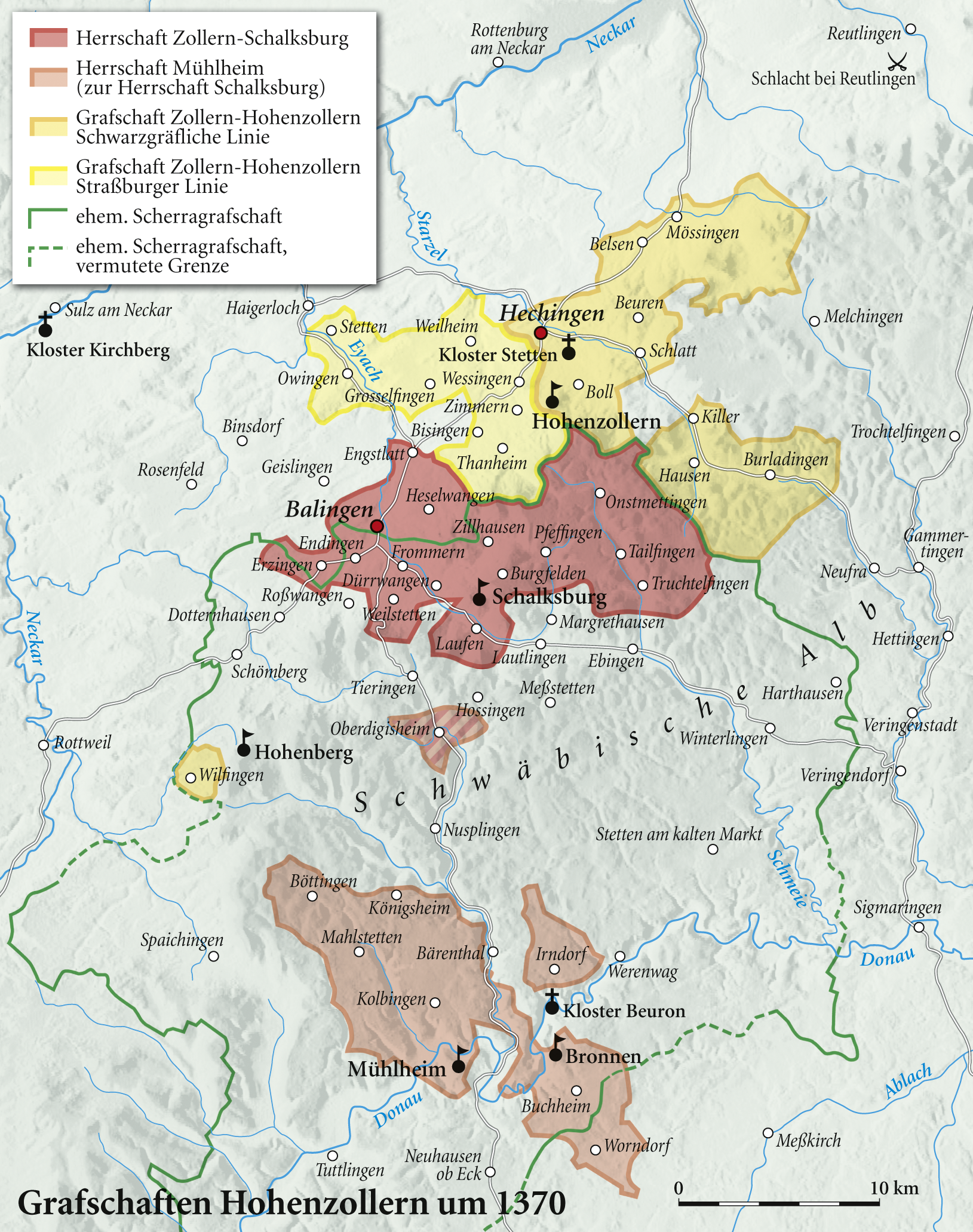
Grafschaften und Herrschaften der Hohenzollern 1370

Der von Friedrich IV. von Zollern (* um 1188; † um 1255) begründete Familienzweig entstand zeitgleich mit der fränkischen Linie. Die fränkischen Hohenzollern respektive später die brandenburg-preußischen Hohenzollern entwickelten sich nunmehr unabhängig von den schwäbischen Hohenzollern, womit die gemeinsame Geschichte der beiden heutigen Linien „von Preußen“ und „von Hohenzollern“ ihr Ende fand.
Im späten 12. Jahrhundert vergrößerten die Hohenzollern ihren Besitz bis an den Rhein und an die untere Donau, mit Ausläufern im Elsass und am Neckar. Das Geschlecht gehörte im 13. Jahrhundert zu den mächtigsten Familien im süddeutschen Raum, die Grafschaft umfasste einen nicht unbedeutenden Allodialbesitz. Ein zollerisches Stadtgericht ist in Hechingen 1285, ein Landgericht 1542 nachweisbar.

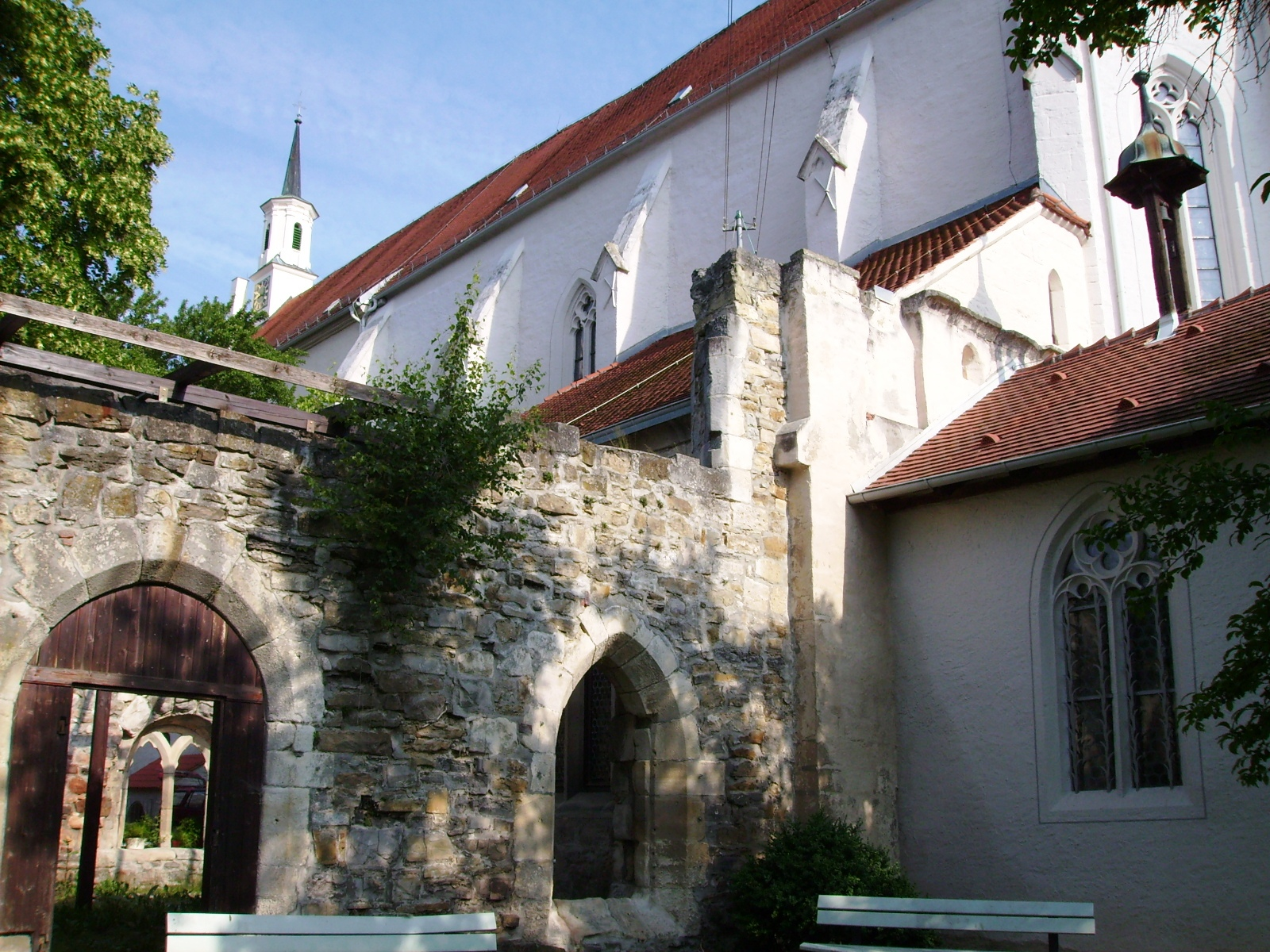
Klosterkirche Stetten bei Hechingen, einst die Erbgrablege der schwäbischen Hohenzollern

Hechingen wurde in einer Urkunde von Friedrich V. mit dem Beinamen „der Erlauchte“ vom 31. Dezember 1255 genannt, was als Beleg für das Stadtrecht gilt; außerdem erhielt Balingen im selben Jahr das Stadtrecht. Das Kloster Stetten in Hechingen wurde 1267 durch eine Stiftung von Friedrich V. und seiner Gemahlin Uodelhilt zum Hauskloster und für zwei Jahrhunderte zur Grablege der schwäbischen Hohenzollern. Das schon vorhandene Kloster Alpirsbach war geographisch ungünstig gelegen.
Mit den Söhnen von Friedrich V. wurde 1288 noch zu Lebzeiten des Vaters eine Trennung in die Linie Zollern-Zollern und die Schalksburger Linie vorgenommen. Friedrich VI., genannt „der Ritter“, erbte die Grafschaft Zollern mit der Stammburg. Friedrich I. von Zollern-Schalksburg begründete einen Familienzweig, der Eigner der Herrschaft Schalksburg mit Balingen wurde. In historischen Quellen wird Friedrich I. wegen seiner Gemahlin, der Udilhild von Merkenberg, auch als Friedrich I. von Merkenberg bezeichnet. Als Ergebnis der Erbteilung wurde somit die Herrschaft Schalksburg und ebenfalls Mühlheim vom Kernbesitz abgetrennt. Mühlheim wurde 1391 von Graf Friedrich V. (Fritz), genannt „Mülli“, dem letzten Grafen der Schalksburger Linie, an Conrad von Weitingen verkauft, Schalksburg 1403 an Graf Eberhard von Württemberg. Die Schalksburger Linie erlosch bereits wieder 1408.
Im 14. Jahrhundert bildeten sich mit den Söhnen Friedrichs VIII., genannt „Ostertag“, die Straßburger Linie mit Friedrich dem Straßburger und die Schwarzgräfliche Linie mit Friedrich IX., die jedoch 1412 erlosch. Der Besitz der Straßburger Linie wurde 1402 zwischen Friedrich XII., genannt „der Öttinger“, und seinem Bruder Eitel Friedrich I. aufgeteilt. Nach dem Aussterben der Schwarzgräflichen Linie kam es zwischen den Brüdern zu Erbstreitigkeiten, die zu einer Fehde führten. Der Öttinger hatte finanzielle Probleme und verlor deshalb fast seinen gesamten Besitz; der Graf von Württemberg konnte das Eigentum übernehmen. Friedrich XII. verursachte mit seinen militärischen Aktionen in Schwaben, unter anderem gegen die Reichsstadt Rottweil, ein entschlossenes Vorgehen seiner Gegnerschaft. Das Rottweiler Hofgericht sprach 1418 gegen den Grafen die Reichsacht aus mit der Konsequenz, dass die Burg Hohenzollern 1423 durch die schwäbischen Reichsstädte zerstört wurde. Sein Bruder Eitel Friedrich I. verpfändete zwar auch Besitzungen an Württemberg, konnte diese später größtenteils aber wieder zurückerlangen. Ein ungünstiger Erbvertrag mit Württemberg von 1429 wirkte sich nicht negativ aus. Bei Fehlen eines männlichen Erben wäre der gesamte Besitz an den Rivalen gefallen. Die Stammburg wurde ab 1454 durch dessen Sohn Jobst Nikolaus I. mit brandenburgischer und habsburgischer Unterstützung wiederhergestellt; von dem alten Bau blieb nur die noch heute vorhandene St. Michaeliskapelle übrig.
Da im 15. Jahrhundert Besitz im Schwarzwald und im Elsass verlorenging, stellten die Besitzungen der Zollern jetzt nur noch kleine Gebiete um Hechingen dar. Der Sohn von Jobst Nikolaus I., Eitel Friedrich II., war militärisch für Kaiser Maximilian I. von Habsburg in den Niederlanden tätig; auch nahm er unter anderem 1497 an der Schlacht bei Guinegate teil. Aufgrund der Freundschaft mit dem Kaiser konnte großer Einfluss auf die Reichspolitik genommen werden. Eitel Friedrich II. war der erste Präsident des 1495 neu geschaffenen Reichskammergerichts; Maximilian I. eröffnete persönlich das Gericht und nahm dem Grafen den Amtseid ab.
In der Mitte des 16. Jahrhunderts verfügten die Hohenzollern erneut über größeren Besitz. Die Grafschaft Zollern wurde 1535 durch Karl I. um die neu hinzugekommenen Grafschaften Sigmaringen und Veringen ergänzt, die sich aber gleich darauf in die Linien Hohenzollern-Sigmaringen u. Hohenzollern-Hechingen teilten, welche 1623 u. 1638 reichsfürstliche Würde erhielten. Karl V. aus dem Haus Habsburg vergab das Reichslehen an die Hohenzollern, das zuvor den Werdenbergern gehörte. Der spätere Kaiser war 1516 bereits der Taufpate von Karl I.; der Hohenzoller wurde nach Karl V. genannt und wuchs in seiner unmittelbaren Umgebung auf, was das gute Verhältnis zum Herrscher erklärt. Nach dem Tode Karls I. Cousin Jobst Nikolaus II. im Jahr 1558 befand sich das Hausgut ungeteilt in einer Hand. Die Familie hatte wieder signifikanten Einfluss erlangt und war auch auf der Reichsebene aktiv. In der Grafschaft Zollern war im 16. Jahrhundert der Adel als Grundherr verdrängt und der geistliche Besitz begrenzt worden.
Die Grafschaft Sigmaringen Karls I. wurde in der nächsten Generation zur Grafschaft Hohenzollern-Sigmaringen. Der Historiker Wilfried Schöntag publizierte zur Vorgeschichte der Grafschaft Hohenzollern-Sigmaringen und stellte fest: König Rudolf I. von Habsburg war ab 1290 Eigentümer der Herrschaft Sigmaringen, die oftmals verpfändet wurde. Im Jahr 1399 kam die Herrschaft an die Grafen von Werdenberg, nachdem sie zuvor bei den Württembergern war. Kaiser Friedrich III. machte die Herrschaft 1460 zur Grafschaft. Als die Werdenberger 1534 ausstarben, wurden die Hohenzollern am 24. Dezember 1535 mit den Grafschaften Sigmaringen und Veringen belehnt.
Die Besitzungen wurden 1576 aufgrund einer Erbteilung in Hohenzollern-Hechingen, Hohenzollern-Sigmaringen und Hohenzollern-Haigerloch geteilt. Die Brüder Eitel Friedrich I. (IV.), Karl II. und Christoph erhielten Herrschaftsgebiete, der Bruder Joachim wurde abgefunden. Ein Jahr zuvor wurde 1575 mit dem ersten Zollerischen Hausgesetz die Primogenitur festgelegt, die nach dem Tode Karls I. für die drei gestifteten Linien galt. Der Vorrang des Erstgeborenen verhinderte zukünftige Teilungen des Besitzes und schaffte territoriale Stabilität. Die Familienzweige führten den gleichen Titel „Graf zu Hohenzollern, Sigmaringen und Veringen, Herr zu Haigerloch und Wehrstein, des Heiligen Römischen Reiches Erbkämmerer“ und das gleiche Wappen. Hohenzollern-Hechingen zählte zum Allodialbesitz der Familie, bei Hohenzollern-Sigmaringen handelte es sich um ein Lehen von Österreich. Die Herrschaft Haigerloch, die 1767 der Linie Hohenzollern-Sigmaringen zufiel, zählte zum Eigengut.
Die politische Nähe zu den Habsburgern führte 1623 zur Erhebung in den Reichsfürstenstand. In der zweiten Hälfte des 17. Jahrhunderts nahmen die schwäbischen und brandenburg-preußischen Hohenzollern wieder politischen Kontakt auf. Anderthalb Jahrhunderte war die unterschiedliche Religion ohnehin trennend. Die Grafschaften respektive Fürstentümer gehörten bis zur Auflösung des Heiligen Römischen Reiches im Jahr 1806 zum Schwäbischen Reichskreis.
Die Stammlande der Hohenzollern wurden von folgenden Grafen regiert:
- 1218–1255 Friedrich IV. (* um 1188; † um 1255), bis 1218 auch Burggraf Friedrich II. von Nürnberg, nunmehr die schwäbische Linie, Abspaltung der fränkischen Hohenzollern
- 1255–1289 Friedrich V. († 1289), gen. „der Erlauchte“
- 1288–1298 Friedrich VI. († 1298), gen. „der Ritter“, 1288 Abspaltung der Linie Zollern-Schalksburg
- 1298–1309 Friedrich VII. († um 1309)
- 1309–1333? Friedrich VIII. († 1333), gen. „Ostertag“, Bruder von Friedrich VII.
- 1333?–1377 Friedrich IX. († 1377/79), gen. „der Schwarzgraf“, Schwarzgräfliche Linie (erloschen 1412)
- 1344–1365 Friedrich der Straßburger († um 1365), Straßburger Linie, Bruder von Friedrich IX.
- 1379–1401 Friedrich XI. († 1401)
- 1401–1426 Friedrich XII. (* vor 1401; † 1443), gen. „der Öttinger“
- 1401–1433 Eitel Friedrich I. (* um 1384; † 1439), Bruder von Friedrich XII.
- 1433–1488 Jobst Nikolaus I. (* 1433; † 1488)
- 1488–1512 Eitel Friedrich II. (* 1452; † 1512)
- 1512–1525 Eitel Friedrich III. (* 1494; † 1525)
- 1525–1576 Karl I. (* 1516; † 1576), auch Regent der Grafschaften Sigmaringen und Veringen (Belehnung 1535).[102]

### Grafschaft und Fürstentum Hohenzollern-Hechingen

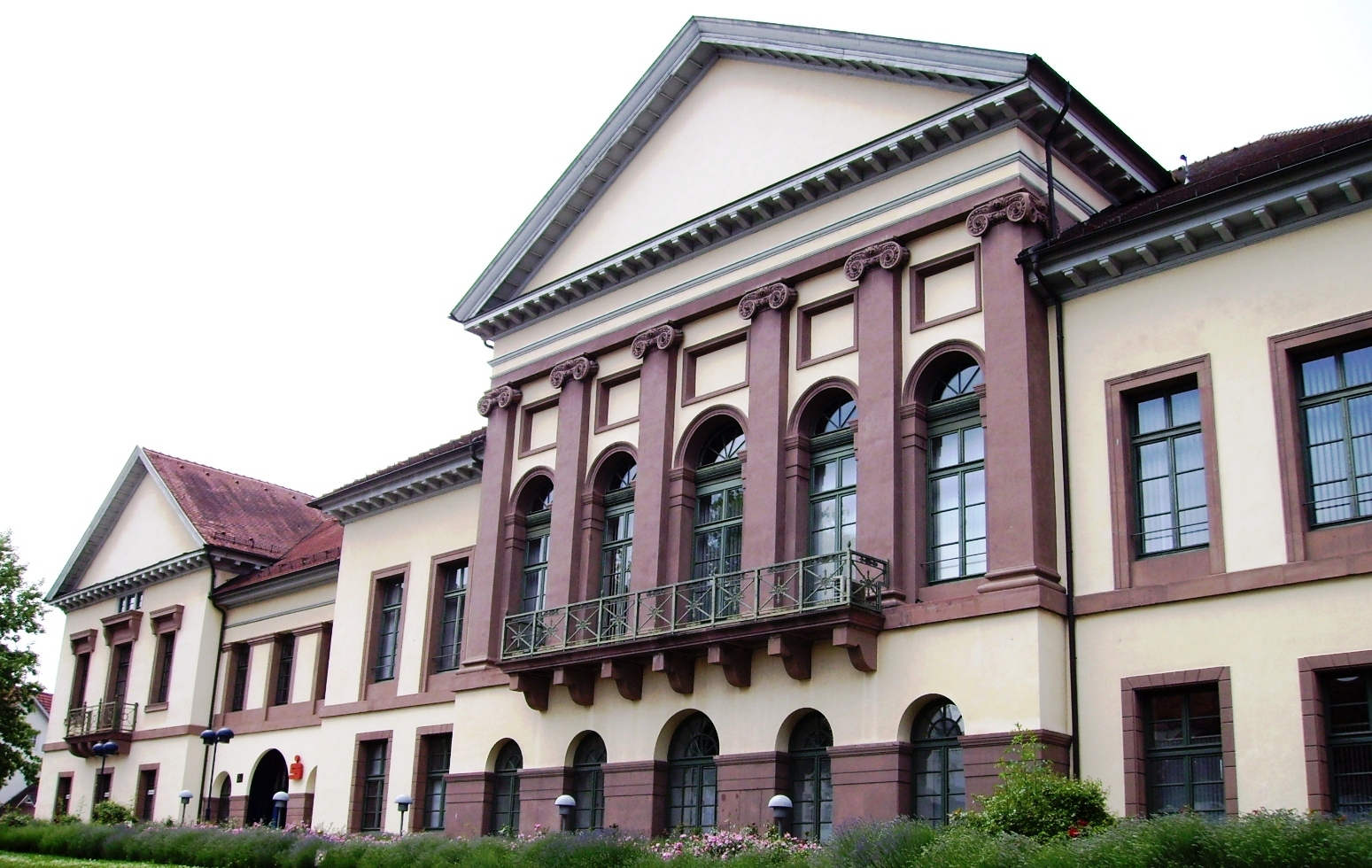
Neues Schloss in Hechingen

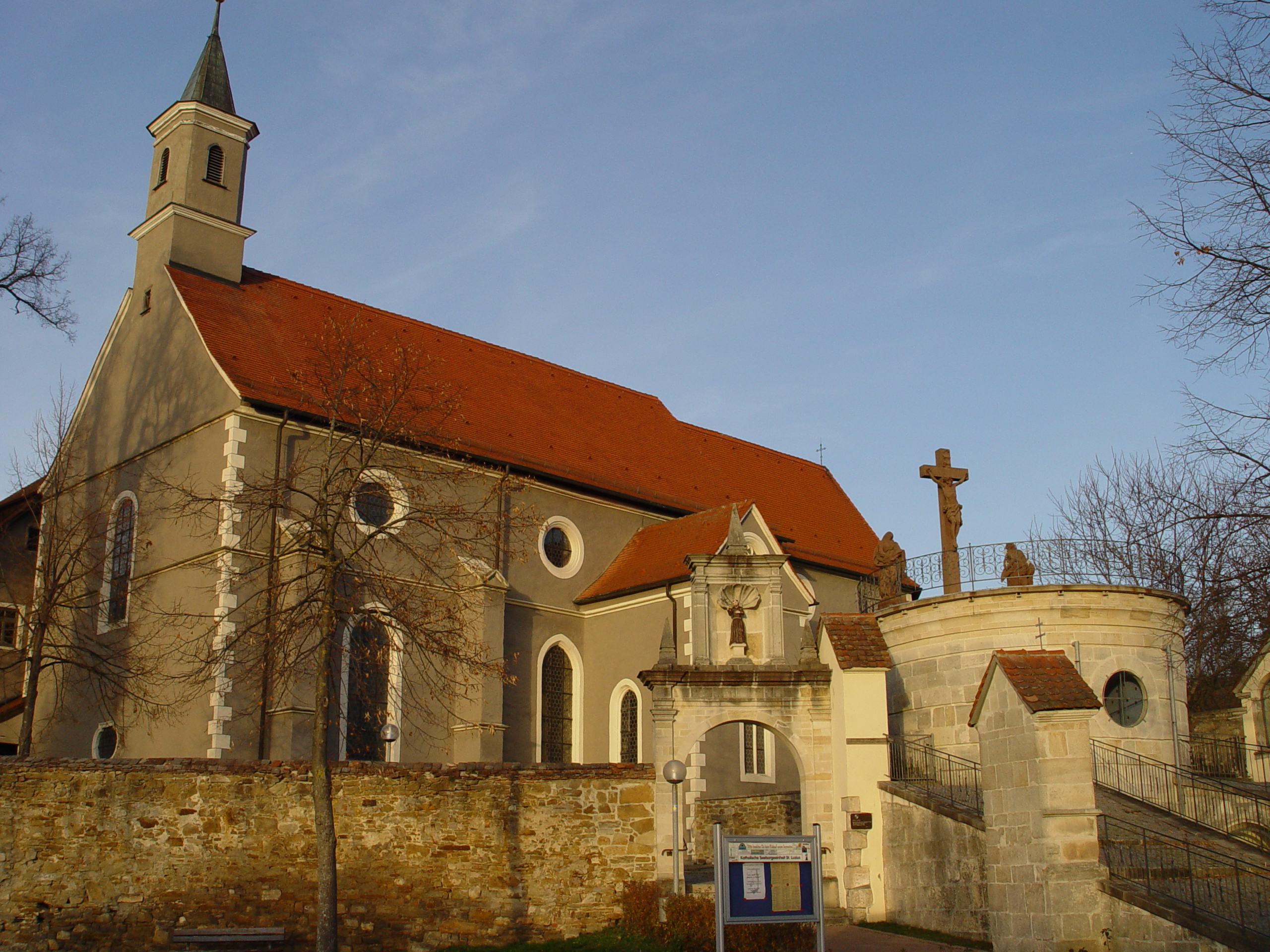
Kloster St. Luzen

In den Grenzen von Hohenzollern-Hechingen befand sich die Burg Hohenzollern, der Stammsitz der Hohenzollern. Das Territorium existierte zuerst als Grafschaft Zollern, ab 1576 als Grafschaft Hohenzollern-Hechingen und ab 1623 als Fürstentum Hohenzollern-Hechingen. Die Grafschaft Zollern bestand zunächst aus einzelnen verstreuten Besitzungen, die sich erst allmählich zu einem zusammenhängenden Gebiet entwickelten. Das Fürstentum Hohenzollern-Hechingen veränderte sich kaum mehr.
Eitel Friedrich I. (IV.) begründete 1576 die Linie Hohenzollern-Hechingen und führte den Familienzweig der ursprünglichen Hohenzollern fort. Im Reich war er als kaiserlicher Oberst und Mitglied des Reichskammergerichts tätig. Der Graf ließ in Hechingen ein Schloss im Renaissancestil errichten, an dessen Stelle heute das Neue Schloss steht, und veranlasste den Umbau der Klosterkirche St. Luzen. Er machte die Residenz zu einem kulturellen Zentrum, was seinen Beinamen „der Prächtige“ erklärt.
Sein Sohn und Nachfolger Johann Georg wurde 1623 von Kaiser Ferdinand II. für sein Engagement für das Reich und die katholische Sache in den Reichsfürstenstand erhoben. Die Grafschaft wurde zu einer gefürsteten Grafschaft erhöht, der Regent erhielt den Titel Fürst. Johann Georg hatte die Ämter des Reichskammergerichtspräsidenten zu Speyer und Präsidenten des Reichshofrats in Wien inne.
Eitel Friedrich II. regierte ab 1623 nach seinem Vater Johann Georg. Er wurde 1653 in das Reichsfürstenkollegium des Reichstages eingeführt. In seine Regierungszeit fiel der von 1618 bis 1648 dauernde Dreißigjährige Krieg, in dem er als General für Ferdinand II. tätig war. Hohenzollern-Hechingen blieb katholisch; das größere Württemberg gehörte der Protestantischen Union an. Das Fürstentum, dessen Burg Hohenzollern insbesondere strategisch von Bedeutung war, wurde von Schweden und Württembergern besetzt und verwüstet.
Im Jahr 1661 wurde Philipp der nächste Fürst, ein Bruder von Eitel Friedrich II. Philipp war zuvor Domherr in Köln und Straßburg; die geistliche Tätigkeit wurde mit Billigung des Papstes aufgegeben. Die Übernahme der Regentschaft war nötig, da ansonsten das fürstliche Haus ausgestorben wäre. Kaiser Leopold I. gestattete ihm die Führung des Fürstentitels, der bis dahin nur dem Erstgeborenen zustand. Während seiner Regentschaft konnte sich Hohenzollern-Hechingen von den negativen Auswirkungen des Dreißigjährigen Krieges erholen.
Philipps Sohn Friedrich Wilhelm trat 1671 im Alter von sieben Jahren die Nachfolge seines Vaters an und stand als Minderjähriger zunächst unter Vormundschaft seiner Mutter. Die Regierung übte er selbst ab 1681 aus. Friedrich Wilhelm war ein Reichsgeneral und Feldmarschall; er kämpfte unter anderem im Jahr 1682 in Ungarn. Der Hohenzoller bekam 1692 von Leopold I. für seine Familie das Recht zur Führung des Fürstentitels auch bei Nichterstgeborenen dauerhaft zugestanden. Diesen Familienmitgliedern stand bislang nur der Grafentitel zu.
Friedrich Ludwig herrschte ab 1730, da sein Vater vorzeitig die Regierung abgab, und war zugleich Regent und Feldherr. Er kämpfte 1716 noch als Kronprinz gegen die Türken im Venezianisch-Österreichischen Türkenkrieg unter dem Kommando von Eugen von Savoyen. An dem 1733 ausbrechenden Polnischen Thronfolgekrieg nahm er ebenfalls teil, wiederum unter dem Befehl von Eugen von Savoyen.
Nach Friedrich Ludwig regierte ab 1750 sein Vetter Josef Friedrich Wilhelm, ein Sohn von Hermann Friedrich von Hohenzollern-Hechingen. Er setzte sich militärisch 1738 gegen die Türken und im 1740 beginnenden Österreichischen Erbfolgekrieg ein. Das Fürstentum war ab 1757 vom Siebenjährigen Krieg betroffen, indem es Soldaten stellte, und erlebte durch den Krieg wie das gesamte Reich einen konjunkturellen Aufschwung. Der Fürst bemühte sich um die Verbesserung der Landwirtschaft und führte die aus Holland importierte Kartoffel ein.
Hermann übernahm 1798 die Regentschaft; er war ein Neffe von Josef Friedrich Wilhelm. Der Fürst hob im ersten Regierungsjahr die Leibeigenschaft auf und reduzierte die Frondienste. Die Hechinger Landesdeputation, bestehend aus 12 Abgeordneten der verschiedenen Gemeinden, wurde 1798 geschaffen. Im Jahr 1799 tobte der Zweite Koalitionskrieg gegen Frankreich, bei welchem Hermann auf der Seite von Österreich diente. Das Fürstentum bekam im Rahmen der Säkularisation Entschädigungen als Ersatz für verlorene belgische Besitzungen der Familie, unter anderem das Kloster Stetten. Am 19. Juli 1806 trat Hohenzollern-Hechingen dem von Napoleon Bonaparte geschaffenen Rheinbund bei.
Hermanns Sohn Friedrich war ab 1810 Regent und durch den Rheinbund ein französischer Obrist, wodurch er gegen Preußen, Österreich und Russland kämpfte. Als König Maximilian I. Joseph von Bayern sich 1813 im Vertrag von Ried von Napoleon Bonaparte distanzierte, folgte Friedrich als einer der ersten Rheinbundfürsten seinem Beispiel. Hohenzollern-Hechingen richtete sich strategisch neu aus und wurde 1814 Mitglied des Deutschen Bundes. Das Fürstentum gehörte außerdem, was die Religion anbelangte, zum 1821 neu gegründeten Erzbistum Freiburg.
Konstantin wurde 1838 Fürst und erlebte in seiner Regierungszeit die Revolution von 1848. Sie war ursächlich für die Beendigung der Herrschaft der Hohenzollern im Fürstentum. Am 16. Mai 1848 erfolgte die Verkündung einer liberalen Verfassung. Grundrechte wurden garantiert und Gesetze bedurften der Zustimmung der 15 gewählten Abgeordneten der Landesvertretung. Der regierende Fürst entschied sich für die Abdankung und unterzeichnete am 7. Dezember 1849 einen Abtretungsvertrag mit Preußen, wo sie zugleich den von der Rheinprovinz aus verwalteten Regierungsbezirk Sigmaringen bildeten. Die Besitzergreifung durch Preußen erfolgte am 8. April 1850; das Territorium wurde ein Teil der Hohenzollernschen Lande. Friedrich Wilhelm IV. von Preußen nahm am 23. August 1851 die Erbhuldigung entgegen und betrieb engagiert den Wiederaufbau der Stammburg Hohenzollern in ihrer heutigen Form.
Nach Fürst Konstantin übernahm Karl Anton von Hohenzollern-Sigmaringen die Familienangelegenheiten. Die erste Ehe Konstantins blieb kinderlos, die zweite war morganatisch mit einer Tochter und zwei Söhnen. Da diese Söhne (Grafen von Rothenburg) nicht erbberechtigt waren, erlosch mit Konstantins Tod die fürstliche Linie Hohenzollern-Hechingen und wurde von Hohenzollern-Sigmaringen beerbt.
Als markante Bauwerke existieren in Hechingen das am Anfang des 19. Jahrhunderts unter Fürst Friedrich errichtete Neue Schloss und das am Anfang des 18. Jahrhunderts unter Fürst Friedrich Wilhelm erbaute Alte Schloss. In den Räumlichkeiten des Alten Schlosses befindet sich heute die Sammlung des Hohenzollerischen Landesmuseums.
Im Jahr 1952 wurde Baden-Württemberg durch Zusammenschluss der Länder Württemberg-Hohenzollern, Württemberg-Baden und Baden geschaffen. Württemberg-Hohenzollern bestand aus dem südlichen Teil des ehemaligen Königreichs Württemberg und aus den zwei einstigen hohenzollernschen Fürstentümern.
Die Burg Hohenzollern wurde am 3. September 1978 durch ein Erdbeben schwer beschädigt. Umfangreiche Restaurierungsmaßnahmen waren nötig, die erst am Anfang der 1990er Jahre beendet wurden.
Als Regenten von Hohenzollern-Hechingen wirkten:
- 1576–1605 Eitel Friedrich I. (IV.) (* 1545; † 1605), Sohn von Karl I.
- 1605–1623 Johann Georg (* 1577; † 1623), erster Fürst 1623
- 1623–1661 Eitel Friedrich II. (* 1601; † 1661)
- 1661–1671 Philipp (* 1616; † 1671), Bruder von Eitel Friedrich II.
- 1671–1735 Friedrich Wilhelm (* 1663; † 1735)
- 1730–1750 Friedrich Ludwig (* 1688; † 1750)
- 1750–1798 Josef Friedrich Wilhelm (* 1717; † 1798), Sohn von Hermann Friedrich
- 1798–1810 Hermann (* 1751; † 1810), Sohn von Franz Xaver
- 1810–1838 Friedrich (* 1776; † 1838)
- 1838–1849 Konstantin (* 1801; † 1869)

### Grafschaft und Fürstentum Hohenzollern-Sigmaringen

#### Die Sigmaringer Linie bis 1849

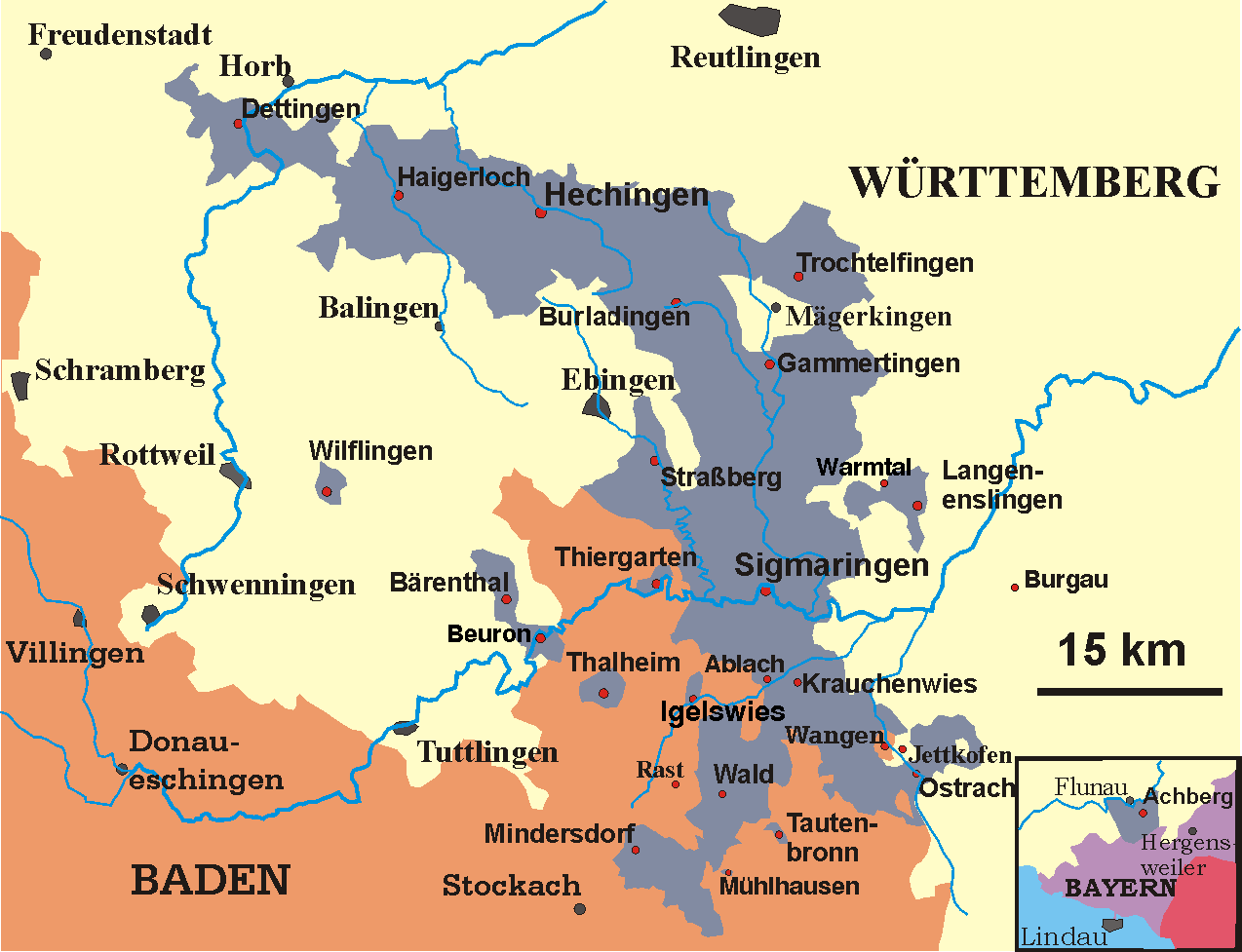
Karte der Hohenzollernschen Lande von 1930 (Teil von Preußen)

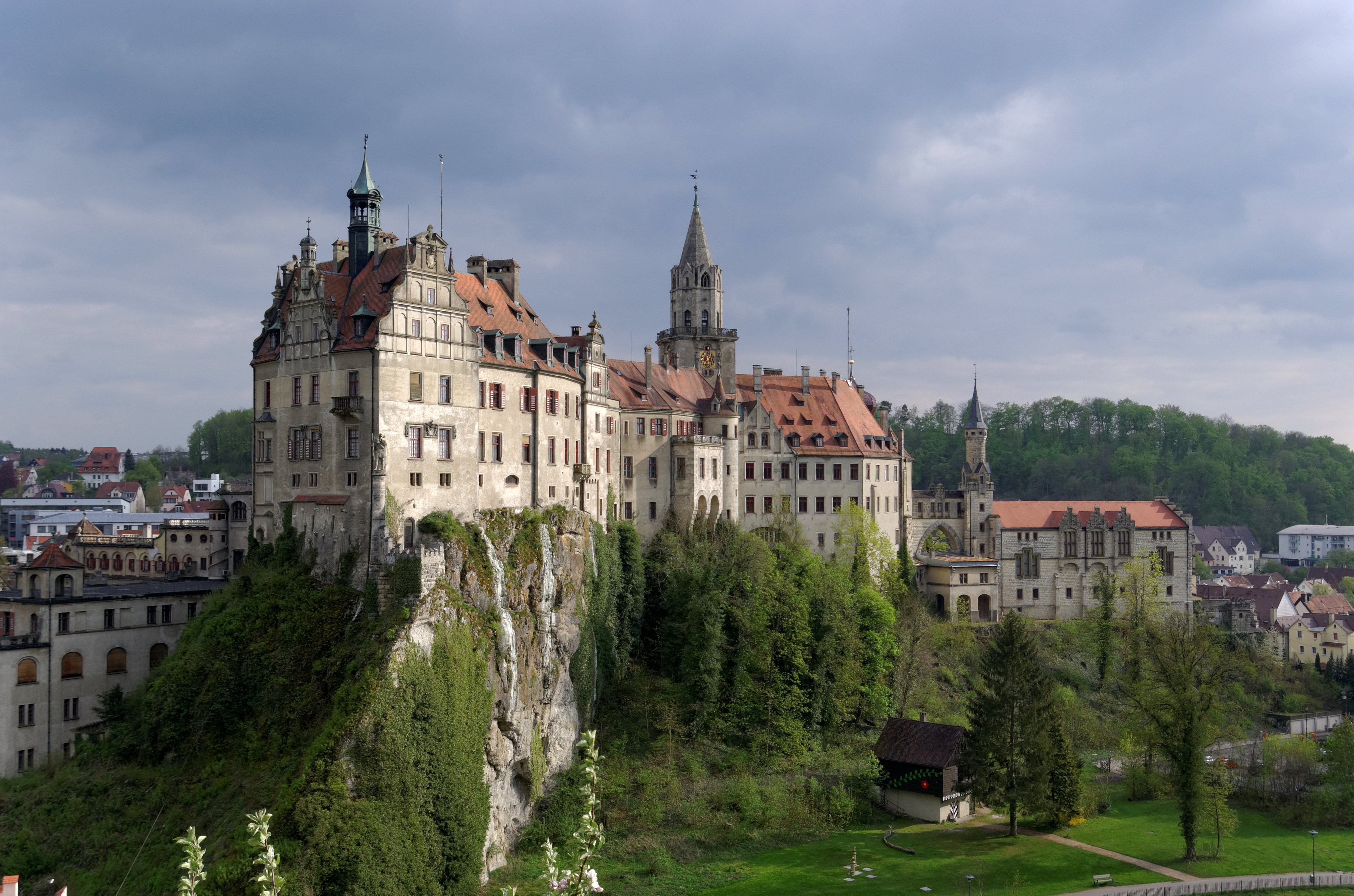
Schloss Sigmaringen, das Residenzschloss der Fürsten von Hohenzollern-Sigmaringen

Parallel zu Hohenzollern-Hechingen entstand 1576 die Grafschaft Hohenzollern-Sigmaringen. Im Jahr 1623 wurde der Familienzweig in den Fürstenstand erhoben. Bei Hohenzollern-Sigmaringen wird der Zusatz Sigmaringen beim Namen seit Fürst Karl Anton († 1885) weggelassen.
Karl II. wirkte ab 1570 als Hauptmann und Landvogt im Elsass. Er regierte ab 1576 die Grafschaft, die größer als Hohenzollern-Hechingen war. Dadurch wurde bei der Erbteilung ausgeglichen, dass die Grafschaft im Gegensatz zu Hohenzollern-Hechingen seines Bruders Eitel Friedrich I. (IV.) ein Lehen und kein Eigengut war. Karl II. ließ das Schloss Sigmaringen renovieren.
Johann herrschte ab 1606 und wurde 1623 während des Dreißigjährigen Kriegs der erste Fürst von Sigmaringen. Er setzte sich für die Katholische Liga ein und stand, ebenso wie später sein Sohn Meinrad, im Dienste Bayerns. Da sich die beiden Fürsten oftmals außerhalb des Landes aufhielten, wurde eine umfassende Korrespondenz mit den Amtsleuten geführt; die Schriftstücke befinden sich heute im Staatsarchiv Sigmaringen. Johanns jüngerer Bruder Eitel Friedrich hatte die Position eines Bischofs von Osnabrück inne.
Als nächster Fürst kam Meinrad I. an die Macht, der ab 1638 regierte. Als Kronprinz kämpfte er im Dreißigjährigen Krieg unter dem Befehl von Johann T’Serclaes von Tilly gegen die Protestanten. Bei diesem Krieg war ganz Schwaben betroffen. Das französisch-schwedische Heer unter Henri de Turenne und Carl Gustaf Wrangel verwüstete 1646 das Land erheblich. Der Fürst setzte sein ererbtes Vermögen ein, um die Ökonomie zu verbessern.
Im Jahr 1681 wurde Meinrads I. Sohn Maximilian Regierungsnachfolger. Er diente im Türkenkrieg, der 1663 und 1664 stattfand, sowie im Holländischen Krieg gegen die Franzosen. Außerdem nahm er 1683 an der Schlacht am Kahlenberg am Ende der Zweiten Wiener Türkenbelagerung teil.
Der 1689 folgende Regent Meinrad II. war österreichischer Militär. Er kämpfte 1683 in der Schlacht am Kahlenberg gegen die Türken, im ungarischen Revolutionskrieg und 1697 im Pfälzischen Erbfolgekrieg gegen die Franzosen. Im Spanischen Erbfolgekrieg diente er 1702 in den Niederlanden. Im Jahr 1695 schloss der Fürst mit Brandenburg-Preußen den Hohenzollern-Brandenburgischen Erbeinigungsvertrag, der bei Erlöschen der schwäbischen Linie beim Erbe relevant geworden wäre. Mit einer Eisenschmelze in Laucherthal schuf Meinrad II. 1708 einen Betrieb, der Ursprung des heutigen Unternehmens Zollern ist. Sein Sohn Franz Wilhelm wirkte als regierender Graf von Bergh’s-Heerenberg.
Joseph Friedrich Ernst, der ältere Sohn Meinrads II, wurde 1715 der nächste Fürst von Hohenzollern-Sigmaringen, wobei seine Mutter Johanna Katharina vormundschaftlich bis 1720 für ihren Sohn regierte. Er stand sowohl im Dienste der Habsburger als auch der Wittelsbacher. Der Fürst erbaute 1727 das Jagdschloss Josefslust, nach dem der Wildpark Josefslust benannt wurde, und diverse weitere Gebäude.
Karl Friedrich zog im Siebenjährigen Krieg auf der Seite von Österreich gegen Preußen in die Schlacht. Er trat als Major in ein Reiterregiment ein und kehrte 1763 aus dem Kriege zurück. Das Fürstentum war von den Kriegshandlungen direkt nicht betroffen. Während der Regierungszeit ab 1769 hielt er sich immer wieder in den Niederlanden auf. Seine Ehefrau Johanna war Erbin der Grafschaft Bergh’s-Heerenberg.
Anschließend regierte ab 1785 Anton Aloys. Amalie Zephyrine von Hohenzollern-Sigmaringen, die Gattin von Anton Aloys, konnte aufgrund ihrer guten Beziehungen zur Ehefrau von Napoleon Bonapartes einen Verlust der Souveränität der beiden hohenzollernschen Fürstenhäuser am Anfang des 19. Jahrhunderts verhindern; eine drohende Mediatisierung konnte abgewendet werden. Durch Napoleon kamen die Herrschaften Achberg und Hohenfels als Besitzungen hinzu. Die Burg Hohenfels, ein kleines Barockschloss im Burgenstil, gehörte bis 1931 der Fürstenfamilie und wurde bis 2017 von der Schule Schloss Salem genutzt.
Ab 1831 herrschte Karl, der in den Koalitionskriegen sowohl auf der französischen Seite als auch ab 1813 auf der Seite der Alliierten kämpfte. Die Landstände des Fürstentums Hohenzollern-Sigmaringen wurden 1831 geschaffen und tagten bis 1849 dreijährlich. Die Deutsche Bundesakte verpflichtete das Fürstentum zu Landständen, die es am Ende des Heiligen Römischen Reiches noch nicht gab. Eine Verfassung wurde 1833 in Kraft gesetzt. Karl hob die Leibeigenschaft und diverse Grundlasten auf.
Als letzter Regent wirkte von 1848 bis 1849 Karl Anton. Auch in Hohenzollern-Sigmaringen gab es 1848 ebenso wie in Hohenzollern-Hechingen revolutionäre Ereignisse, weswegen sein Vater Karl die Regierung vorzeitig übergab. Das Land wurde im Sommer 1849 im Zuge der Niederschlagung eines Aufstandes in Baden von preußischen Truppen besetzt. Karl Anton entschied, sein Fürstentum an Preußen abzutreten, was durch den Staatsvertrag vom 7. Dezember 1849 geregelt wurde. Am 6. April 1850 fiel Hohenzollern-Sigmaringen an Preußen und wurde ein Teil der Hohenzollernschen Lande. Im Jahr 1873 wurde der Landeskommunalverband der Hohenzollerischen Lande zur Selbstverwaltung geschaffen.
Die Regenten von Hohenzollern-Sigmaringen waren:
- 1576–1606 Karl II. (* 1547; † 1606), Sohn von Karl I.
- 1606–1638 Johann (* 1578; † 1638), erster Fürst 1623
- 1638–1681 Meinrad I. (* 1605; † 1681)
- 1681–1689 Maximilian (* 1636; † 1689)
- 1689–1715 Meinrad II. (* 1673; † 1715)
- 1715–1769 Joseph Friedrich Ernst (* 1702; † 1769)
- 1769–1785 Karl Friedrich (* 1724; † 1785)
- 1785–1831 Anton Aloys (* 1762; † 1831)
- 1831–1848 Karl (* 1785; † 1853)
- 1848–1849 Karl Anton (* 1811; † 1885)

#### Die sigmaringische Linie seit der Abdankung
Der letzte regierende Fürst Karl Anton wurde 1858 preußischer Ministerpräsident. Seinem ältesten Sohn Leopold wurde der spanische Thron angeboten, was letztendlich 1870 den Deutsch-Französischen Krieg auslöste. Zwar hatte Leopold seine Kandidatur wieder zurückgezogen und der eigentliche Grund für den Dissens entfiel, doch führten die Emser Depesche und Presseartikel zu Empörungen in Frankreich.
Im August 1944 wurden die Mitglieder der französischen Vichy-Regierung im von den Nationalsozialisten beschlagnahmten Schloss Sigmaringen untergebracht. Die fürstliche Familie wurde im Schloss Wilflingen in Oberschwaben einquartiert. Der rumänische König Michael I., ebenfalls ein Hohenzoller, hatte dem Deutschen Reich nach dem Königlichen Staatsstreich den Krieg erklärt. Zu diesem Zeitpunkt war die Rote Armee bereits in Rumänien einmarschiert. Durch den Zweiten Weltkrieg verloren Friedrich von Hohenzollern und seine Familie erheblich an Besitz.

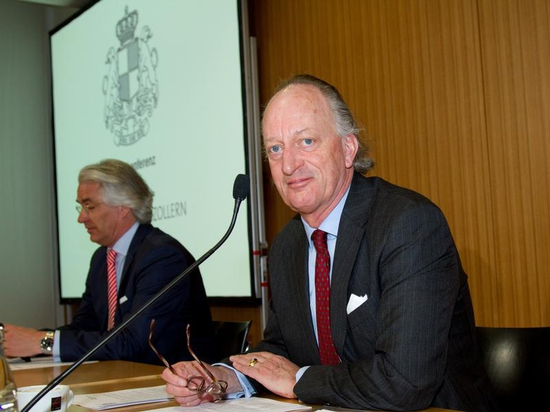
Karl Friedrich von Hohenzollern, Chef des Hauses Hohenzollern-Sigmaringen

Karl Friedrich von Hohenzollern ist derzeit Chef der schwäbischen Hohenzollern und wird in der Öffentlichkeit traditionell als „Fürst“ bezeichnet. Er heiratete 1985 in erster Ehe Alexandra Schenk Gräfin von Stauffenberg und 2010 in zweiter Ehe Katharina de Zomer. Aus erster Ehe gingen vier Kinder hervor; der Sohn Alexander ist als Nachfolger des heutigen Familienchefs vorgesehen.
Das Haus Hohenzollern-Sigmaringen konzentriert seine ökonomischen Aktivitäten in der Unternehmensgruppe Fürst von Hohenzollern mit Sitz in Sigmaringen. Eine der Tochtergesellschaften der Gruppe ist das Unternehmen Zollern in Sigmaringendorf, das zur metallverarbeitenden Industrie zählt und sich zur Hälfte im Eigentum des Fürstenhauses befindet. Bis heute gehören Schloss Sigmaringen, ein Drittel-Anteil der Burg Hohenzollern, Schloss Umkirch, das Jagdschloss Josefslust und Schloss Krauchenwies der fürstlichen Familie. Ein Seitenzweig besitzt die Burg Namedy.
Die Chefs des Hauses Hohenzollern-Sigmaringen:
- 1848–1885 Karl Anton (* 1811; † 1885), „Fürst von Hohenzollern“, Vater des Königs Karl I. von Rumänien
- 1885–1905 Leopold (* 1835; † 1905), Vater des Königs Ferdinand I. von Rumänien
- 1905–1927 Wilhelm (* 1864; † 1927), Titel „Fürst“ bis zu der im Jahr 1918 gegründeten Weimarer Republik
- 1927–1965 Friedrich (* 1891; † 1965)
- 1965–2010 Friedrich Wilhelm (* 1924; † 2010)
- seit 2010 Karl Friedrich (* 1952)

### Grafschaft Hohenzollern-Haigerloch
Die Grafschaft Hohenzollern-Haigerloch bestand ab dem Jahr 1576. Das Gebiet fiel 1767 endgültig an Hohenzollern-Sigmaringen; kurzfristig gab es bereits zwischen 1634 und 1681 eine Verbindung. Die Burg Haigerloch wurde erstmals 1095 genannt und gehörte den Grafen von Haigerloch-Wiesneck. Der erste Graf von Hohenzollern-Haigerloch war nach der Erbteilung von 1576 Christoph, ein Sohn von Karl I. von Hohenzollern. Christoph wurde Haigerloch, Wehrstein und weiterer Besitz übergeben. Die Linie wurde im Gegensatz zu den anderen beiden Familienzweigen nicht in den Reichsfürstenstand erhoben.
- 1576–1592 Christoph (* 1552; † 1592), Sohn von Karl I. von Hohenzollern
- 1592–1620 Johann Christoph (* 1586; † 1620)
- 1620–1634 Karl (* 1588; † 1634), zwischen 1634 und 1681 bei Hohenzollern-Sigmaringen
- 1681–1702 Franz Anton (* 1657; † 1702)
- 1702–1750 Ferdinand Leopold Anton (* 1692; † 1750)
- 1750–1767 Franz Christoph Anton (* 1699; † 1767), ab 1767 bei Hohenzollern-Sigmaringen

## Die rumänischen Hohenzollern

Wappen des hohenzollernschen Königreichs Rumänien

Das Königreich Rumänien existierte von 1881 bis 1947 und entwickelte sich aus dem Fürstentum Rumänien. Karl I. von Rumänien wirkte ab 1866 nach Alexandru Ioan Cuza als Fürst und wurde am 26. März 1881 zum König proklamiert. Er war der Sohn von Fürst Karl Anton von Hohenzollern-Sigmaringen. Kaiser Napoleon III. von Frankreich schlug Karl als Regenten vor und das rumänische Volk sprach sich in einer Abstimmung für den Hohenzollern aus. Nach seinem kinderlosen Tod 1914 folgte ihm sein Neffe, der zweite Sohn des Fürsten Leopold von Hohenzollern, als Ferdinand I. auf dem Thron nach.
Der letzte König Michael I. wurde am 30. Dezember 1947 von der Rumänischen Kommunistischen Partei zur Abdankung gezwungen und musste das Land verlassen. Michael I. war im königlichen Staatsstreich von 1944 bedeutsam. Die rumänischen Hohenzollern tragen seit 2011 gemäß einem Familienentscheid nicht mehr den Namen Hohenzollern-Sigmaringen. Michael war bis zu seinem Tod im Schweizer Exil 2017 der Chef des Hauses. Mit Michaels Tod im Jahr 2017 ist die auf Ferdinand I. zurückgehende Linie der rumänischen Hohenzollern im Mannesstamm erloschen.
Der letzte König hatte mit seiner Ehefrau Anna aus dem Haus Bourbon-Parma mehrere Töchter; seine älteste Tochter Margarita (* 1949) beansprucht den Titel Wächterin der Krone Rumäniens und die Anrede Majestät. Sie ist kinderlos mit dem rumänischen Schauspieler Radu Duda verheiratet.
Die Regenten von Rumänien:
- 1866–1914 Karl I. (* 1839; † 1914), auch Karl von Hohenzollern-Sigmaringen, zuerst Fürst, ab 1881 König
- 1914–1927 Ferdinand I. (* 1865; † 1927), Neffe von Karl I.
- 1927–1930 Michael I. (* 1921; † 2017), Enkel von Ferdinand I.
- 1930–1940 Karl II. (* 1893; † 1953), Sohn von Ferdinand I. und Vater von Michael I.
- 1940–1947 Michael I. (* 1921; † 2017), erneut König

Ein auf Carol Lambrino (1920–2006), den ersten Sohn König Karls II. aus morganatischer Ehe zurückgehender Familienzweig, beansprucht, heute das rumänische Königshaus zu sein. Lambrino hatte sich in mehreren Ländern die Anerkennung als legitimer Sohn Karls II. erstritten und den Namen Hohenzollern angenommen. Heutiger Prätendent ist Carols Sohn Paul-Philipp Hohenzollern (* 1948).

## Publikationen und Forschungsinstitute

### Bedeutende einstige Wissenschaftler

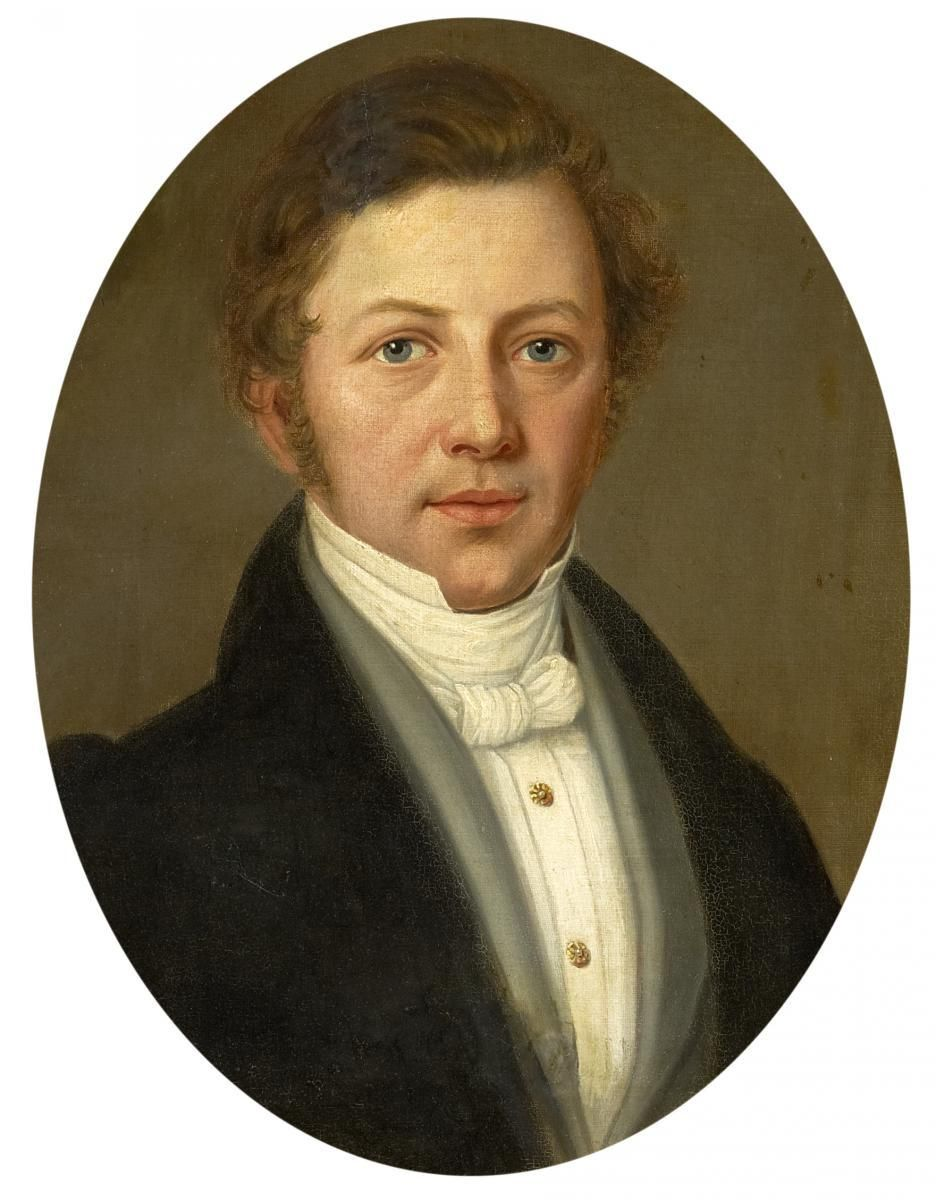
Rudolf von Stillfried-Rattonitz verfasste die Monumenta Zollerana.

Gustav Schilling verfasste 1843 das Werk Geschichte des Hauses Hohenzollern in genealogisch fortlaufenden Biographien aller seiner Regenten von den ältesten bis auf die neuesten Zeiten. Nach Urkunden und andern authentischen Quellen.
Im Jahr 1847 erschien von Rudolf von Stillfried-Rattonitz und Traugott Märker die Schrift Hohenzollersche Forschungen, welche die schwäbische Linie thematisierte. Eine Fortsetzung zu den fränkischen Hohenzollern war zwar geplant, wurde aber nicht realisiert. Die ab 1852 veröffentlichte Monumenta Zollerana beinhaltet eine große Anzahl von Urkunden und Dokumenten und wurde von Friedrich Wilhelm IV. beauftragt. Bei der Forschungstätigkeit wurden jahrelang Belege gesammelt, was die wissenschaftliche Aufarbeitung der Familiengeschichte ermöglichte und genealogische Phantasien der Vergangenheit aufdeckte. Die Nutzung der bayerischen Archive brachte Erkenntnisse zur Zeit der Hohenzollern als Burggrafen von Nürnberg hervor.
Adolph Friedrich Riedel publizierte als weitere wichtige Werke Die Ahnherren des preußischen Königshauses bis gegen Ende des 13. Jahrhunderts (1854) und die Geschichte des preußischen Königshauses (1861). Julius Großmann, Ernst Berner, Georg Schuster und Karl Theodor Zingeler veröffentlichten 1905 die Genealogie des Gesamthauses Hohenzollern.

### Aktuelle Forschungsaktivitäten
Der noch heute aktive Hohenzollerische Geschichtsverein beschäftigt sich seit 1867 mit der schwäbischen Landeskunde Hohenzollerns und ist Herausgeber der Zeitschrift für Hohenzollerische Geschichte. Der Vereinsvorsitzende Volker Trugenberger leitet zugleich das Staatsarchiv Sigmaringen, welches 1865 als preußisches Staatsarchiv gegründet wurde.
Als eine der führenden Gesamtdarstellungen der Gegenwart zu den brandenburg-preußischen Hohenzollern nebst deren Vorgeschichte gilt das zweibändige Standardwerk Die Hohenzollern von Wolfgang Neugebauer. Der Historiker gibt außerdem mit Frank-Lothar Kroll die Zeitschrift Forschungen zur Brandenburgischen und Preußischen Geschichte heraus. Die Geschichte der schwäbischen Hohenzollern wird dem aktuellen Forschungsstand entsprechend in den Ausführungen von Wilfried Schöntag im zweiten Band des Handbuchs der baden-württembergischen Geschichte dargelegt.

## Bauwerke der Hohenzollern
Bedeutende Gebäude des brandenburg-preußischen Familienzweigs:

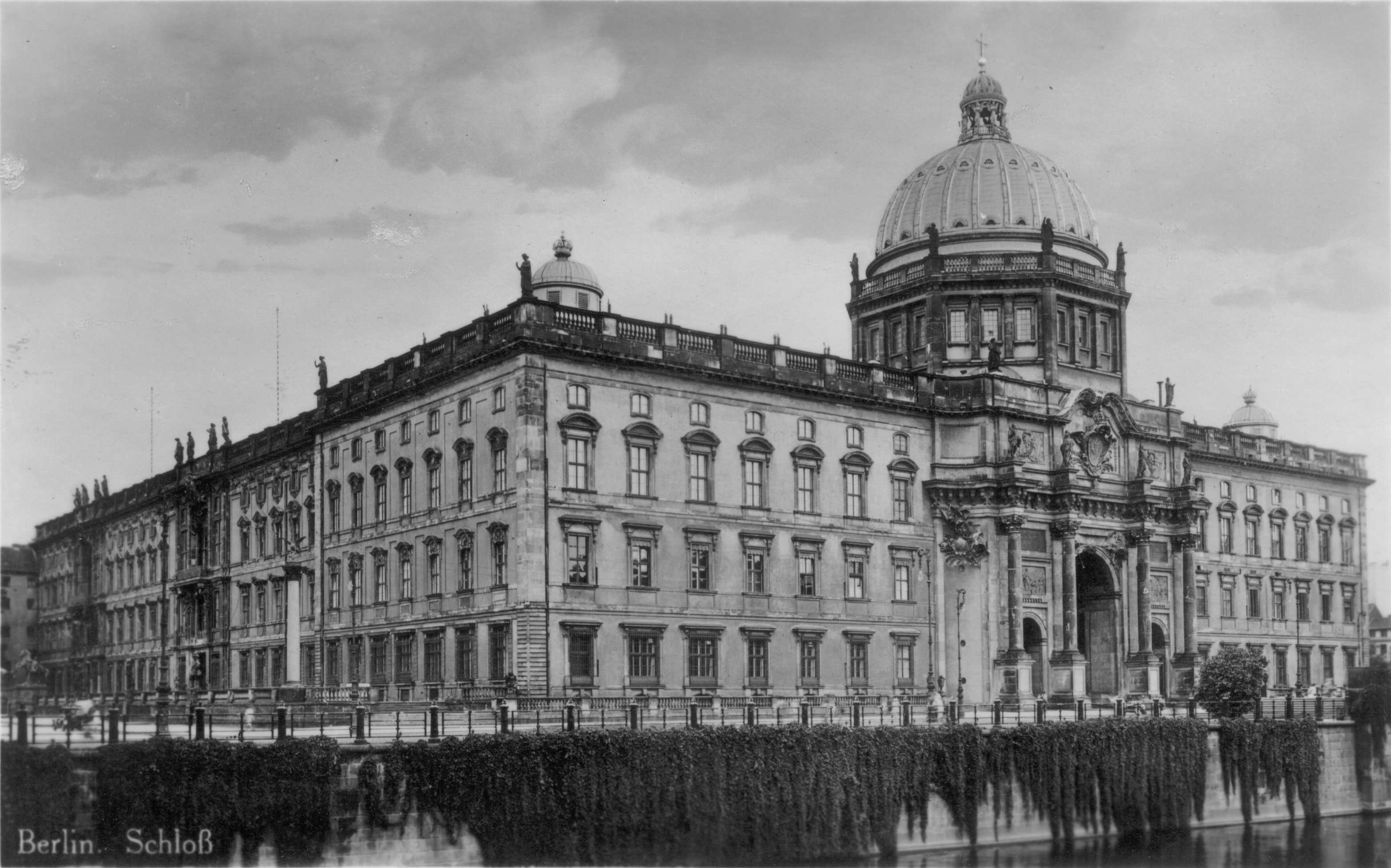
Berliner Schloss
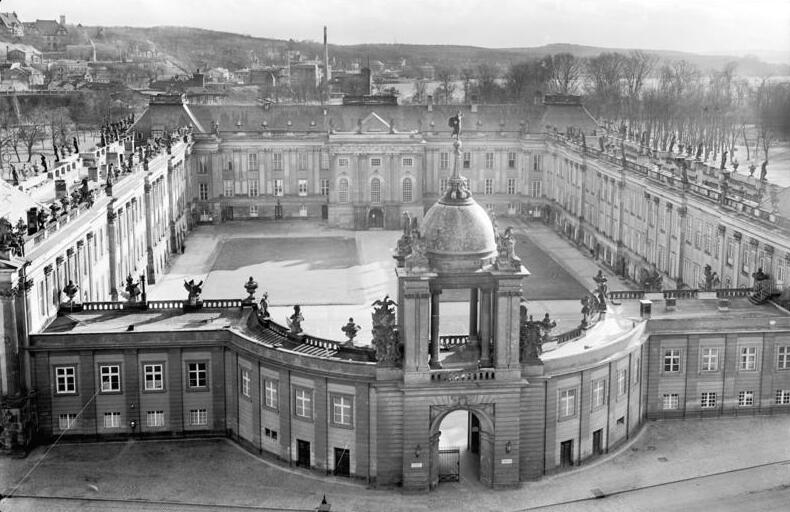
Potsdamer Stadtschloss
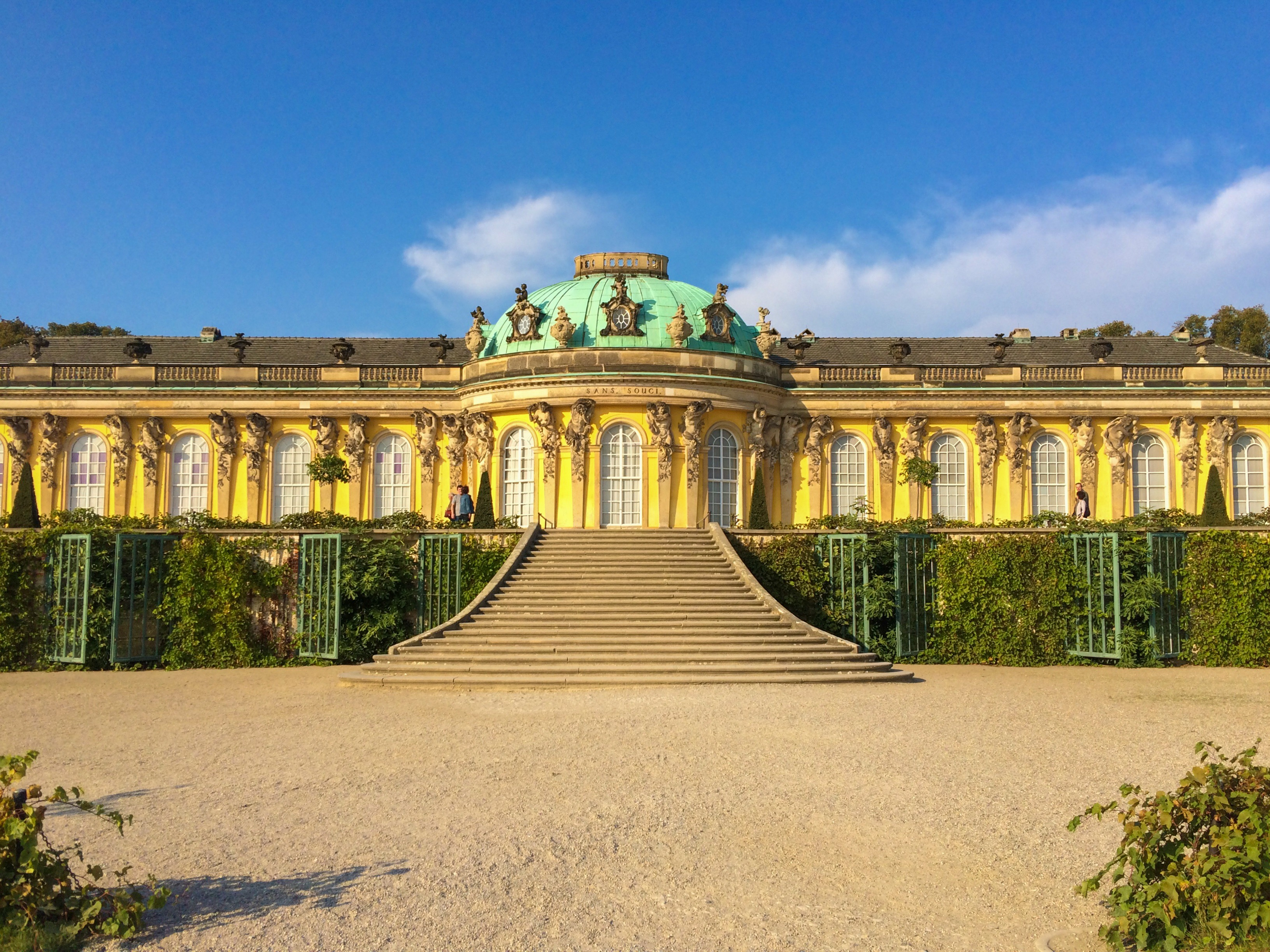
Schloss Sanssouci, Potsdam
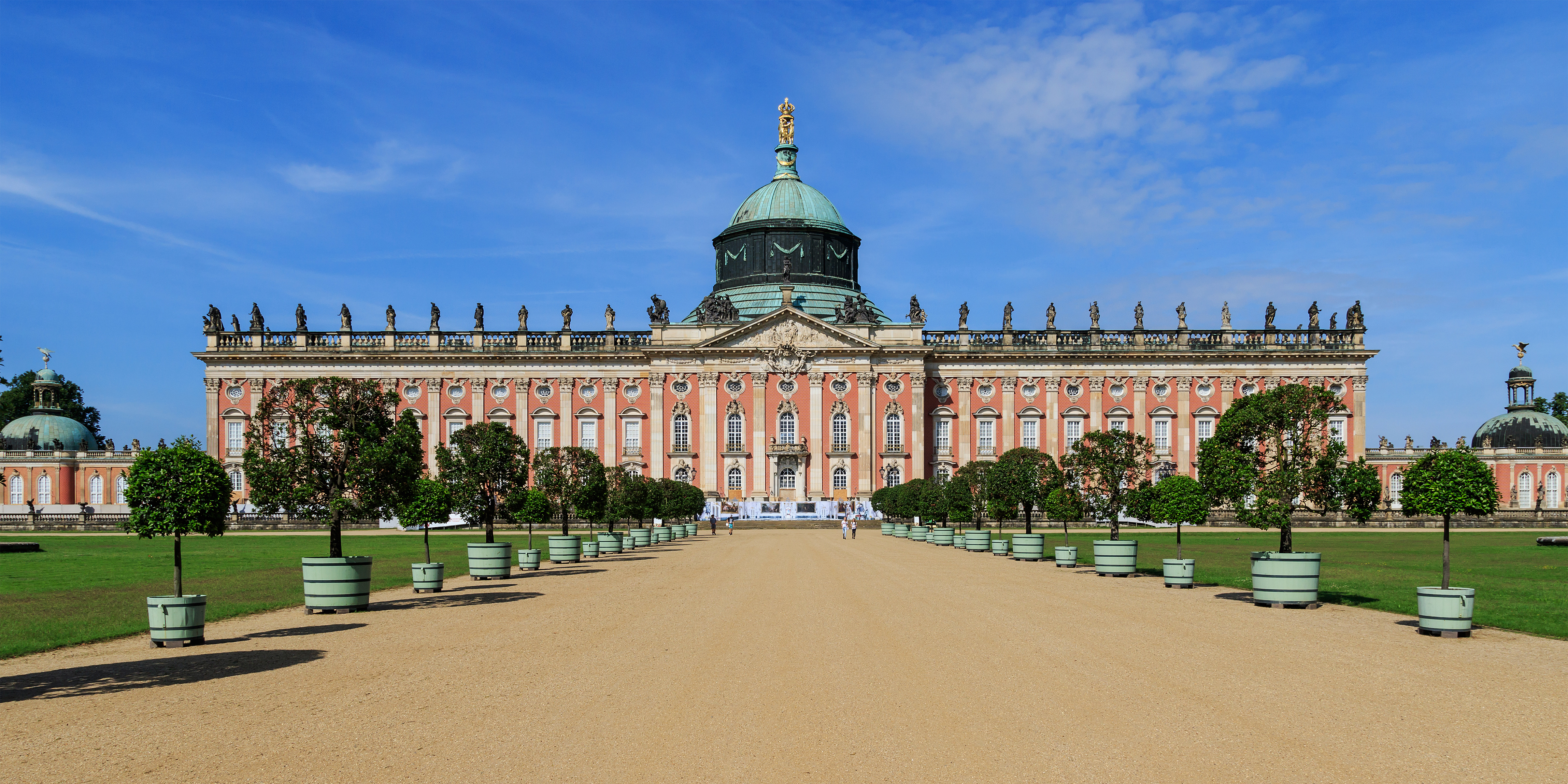
Neues Palais, Potsdam
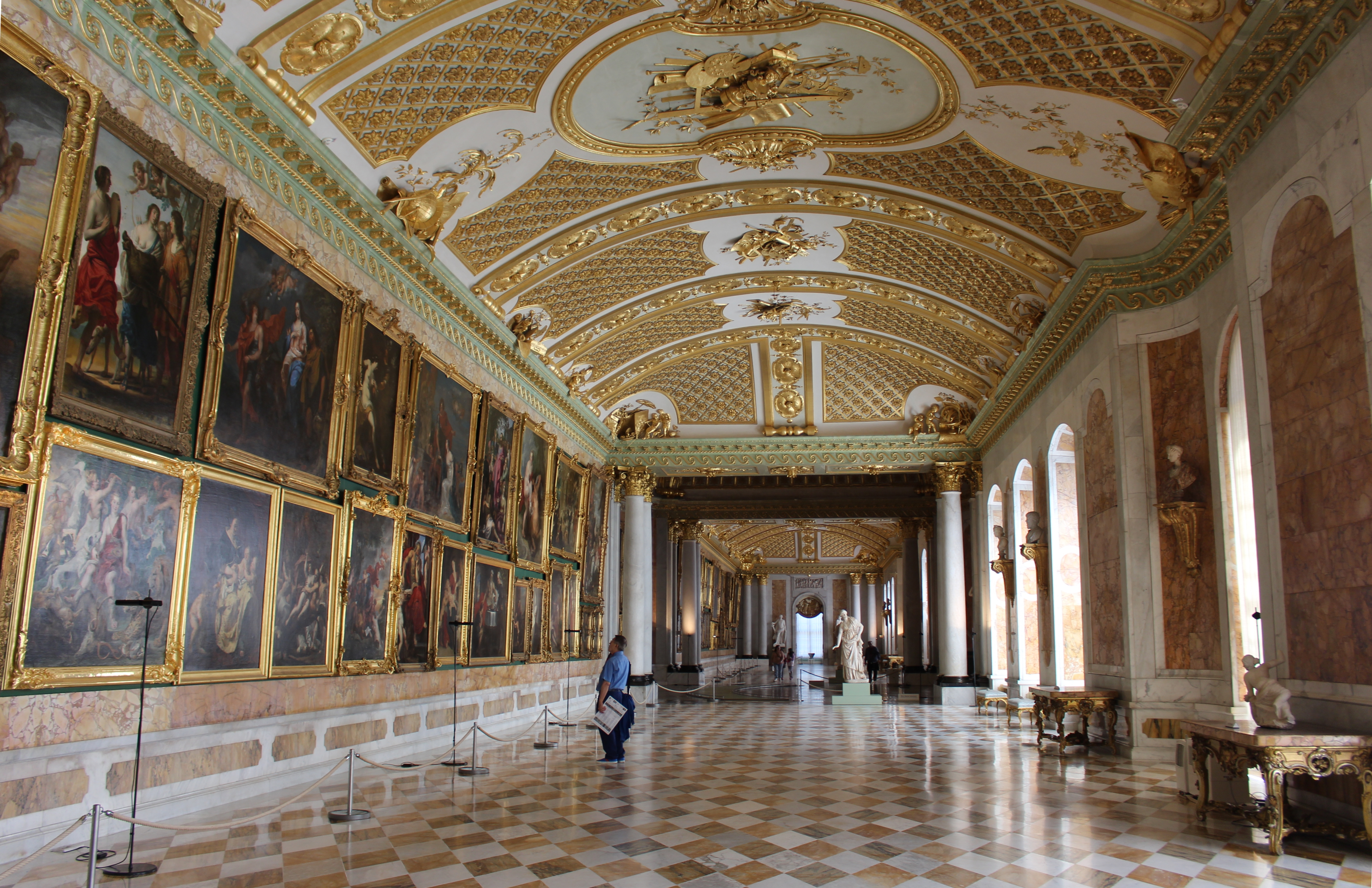
Bildergalerie von Sanssouci, Potsdam
Schloss Charlottenburg, Berlin
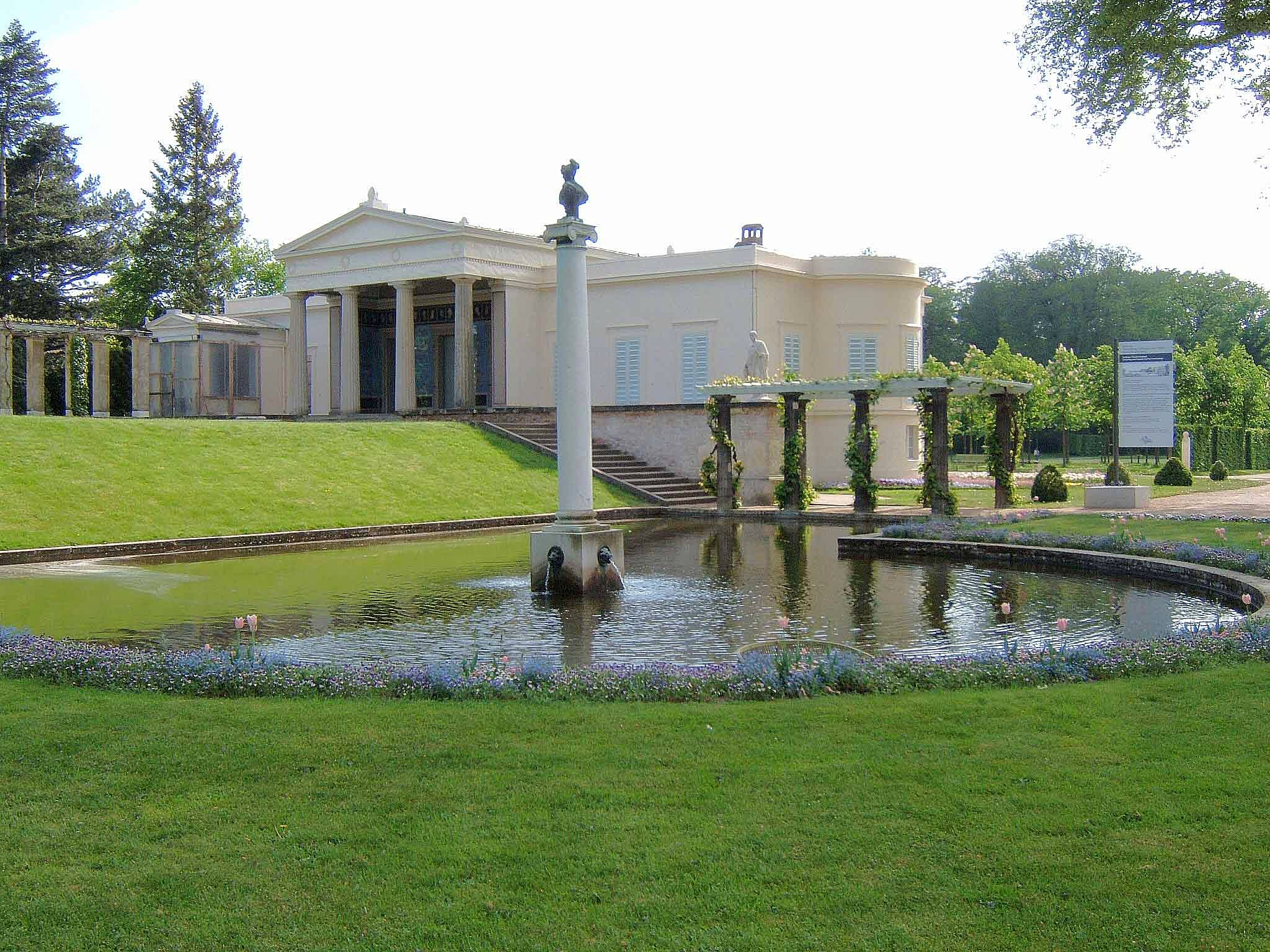
Schloss Charlottenhof, Potsdam
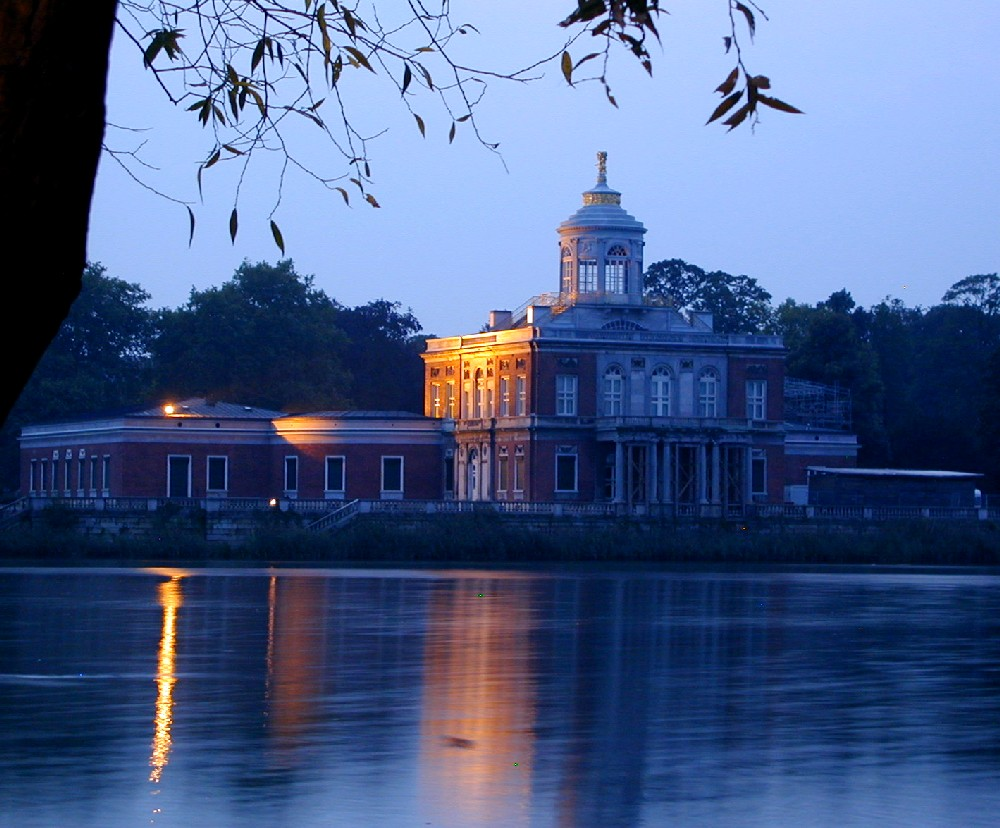
Marmorpalais, Potsdam
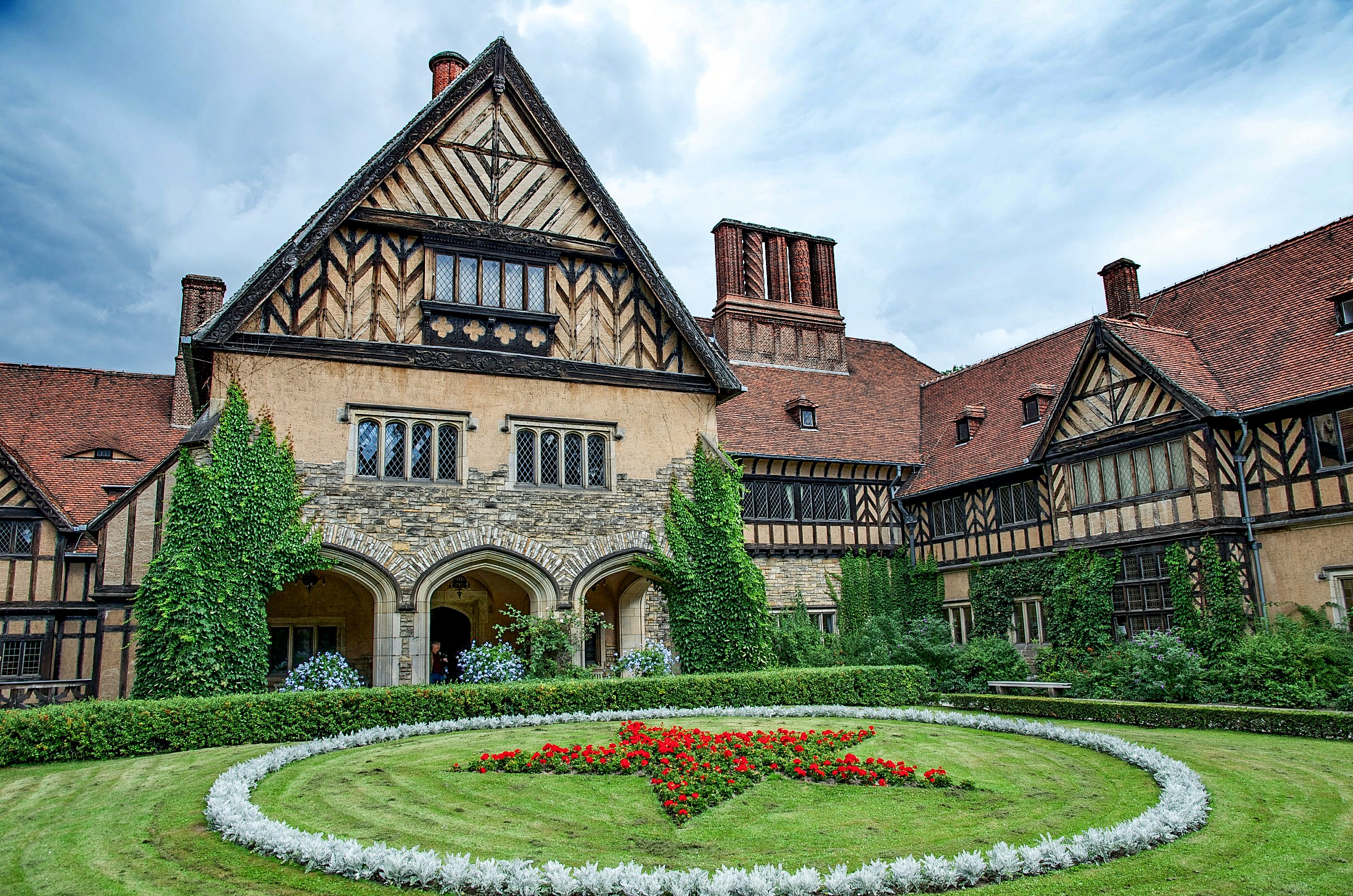
Schloss Cecilienhof, Potsdam
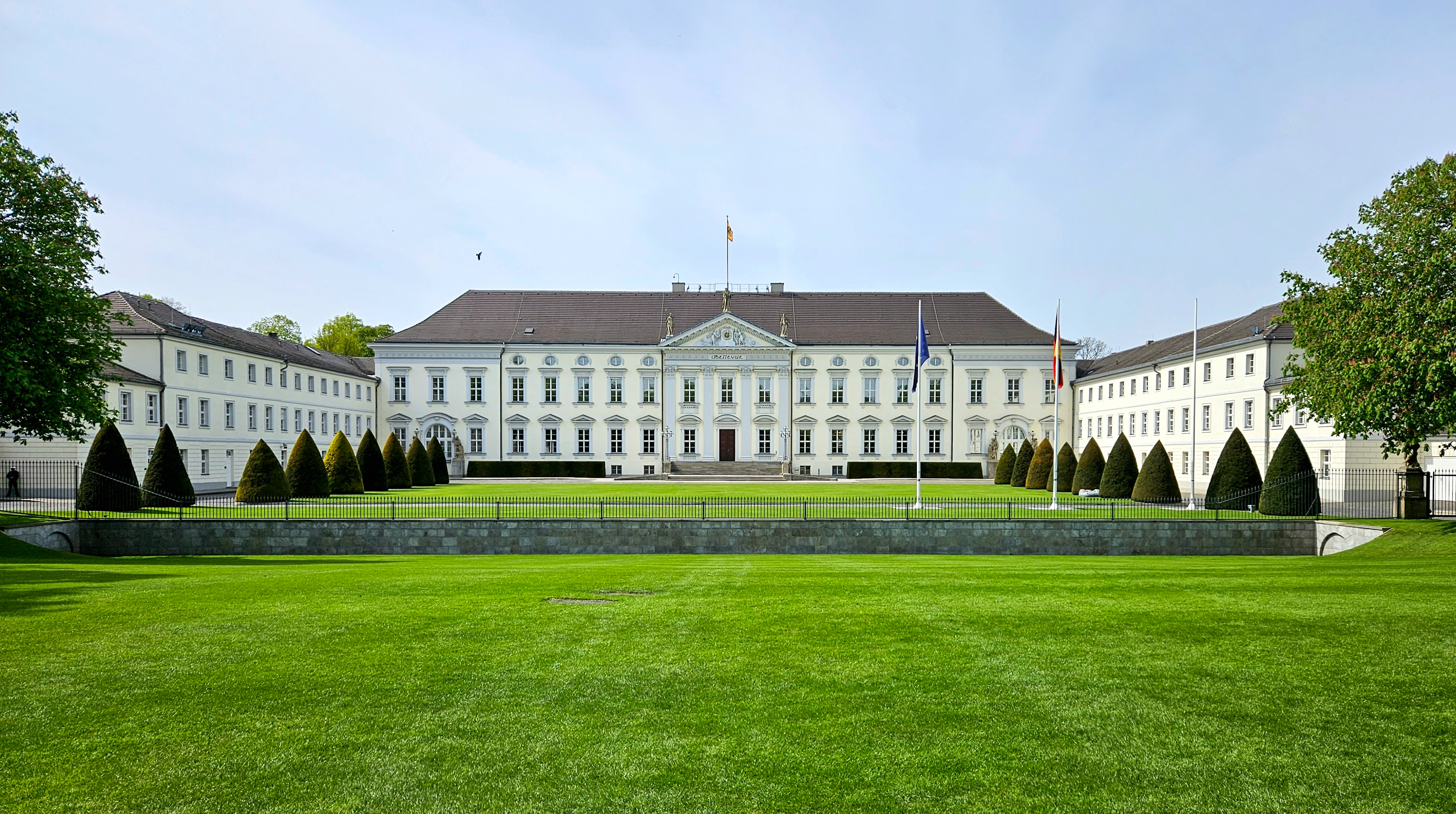
Schloss Bellevue, Berlin
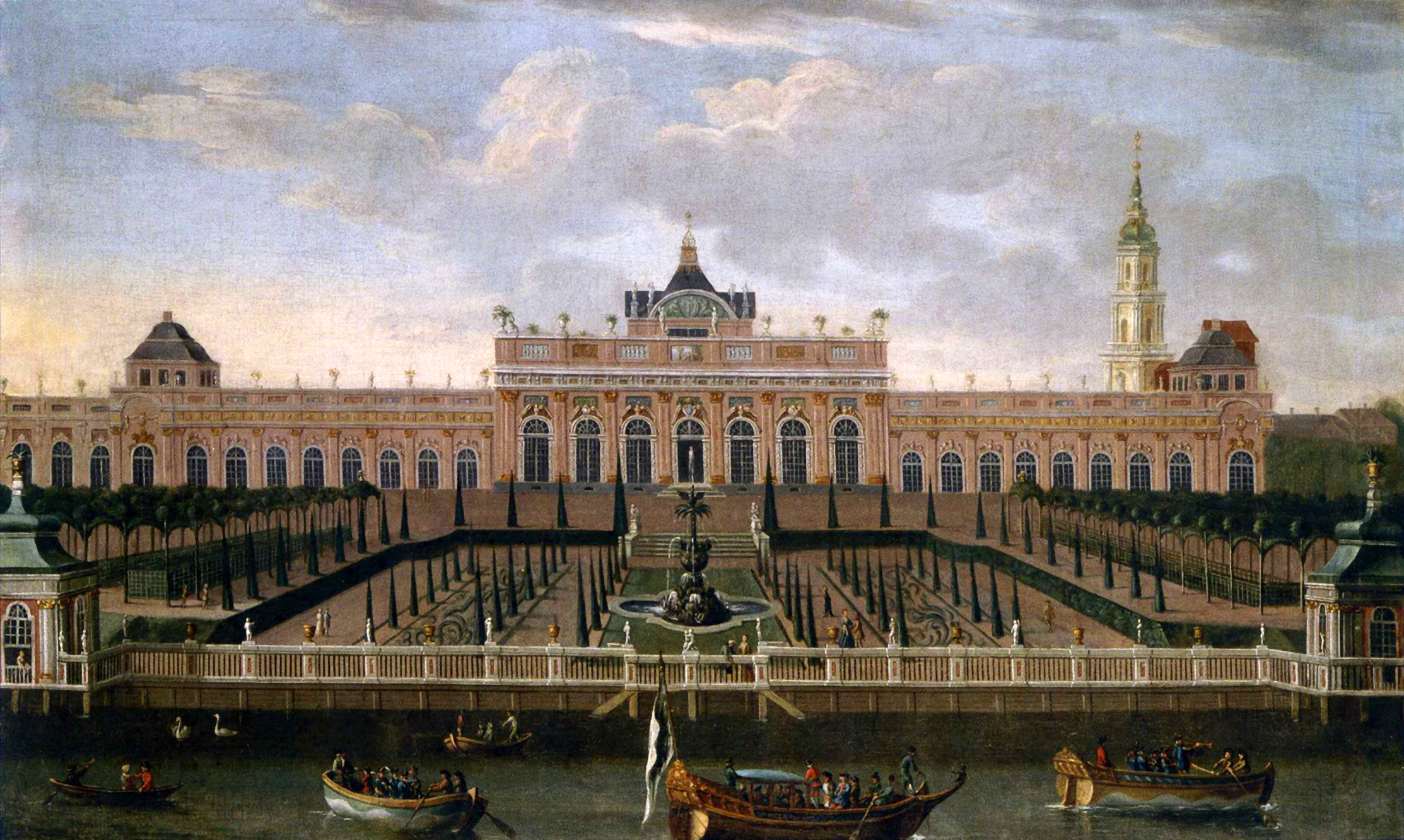
Schloss Monbijou, Berlin
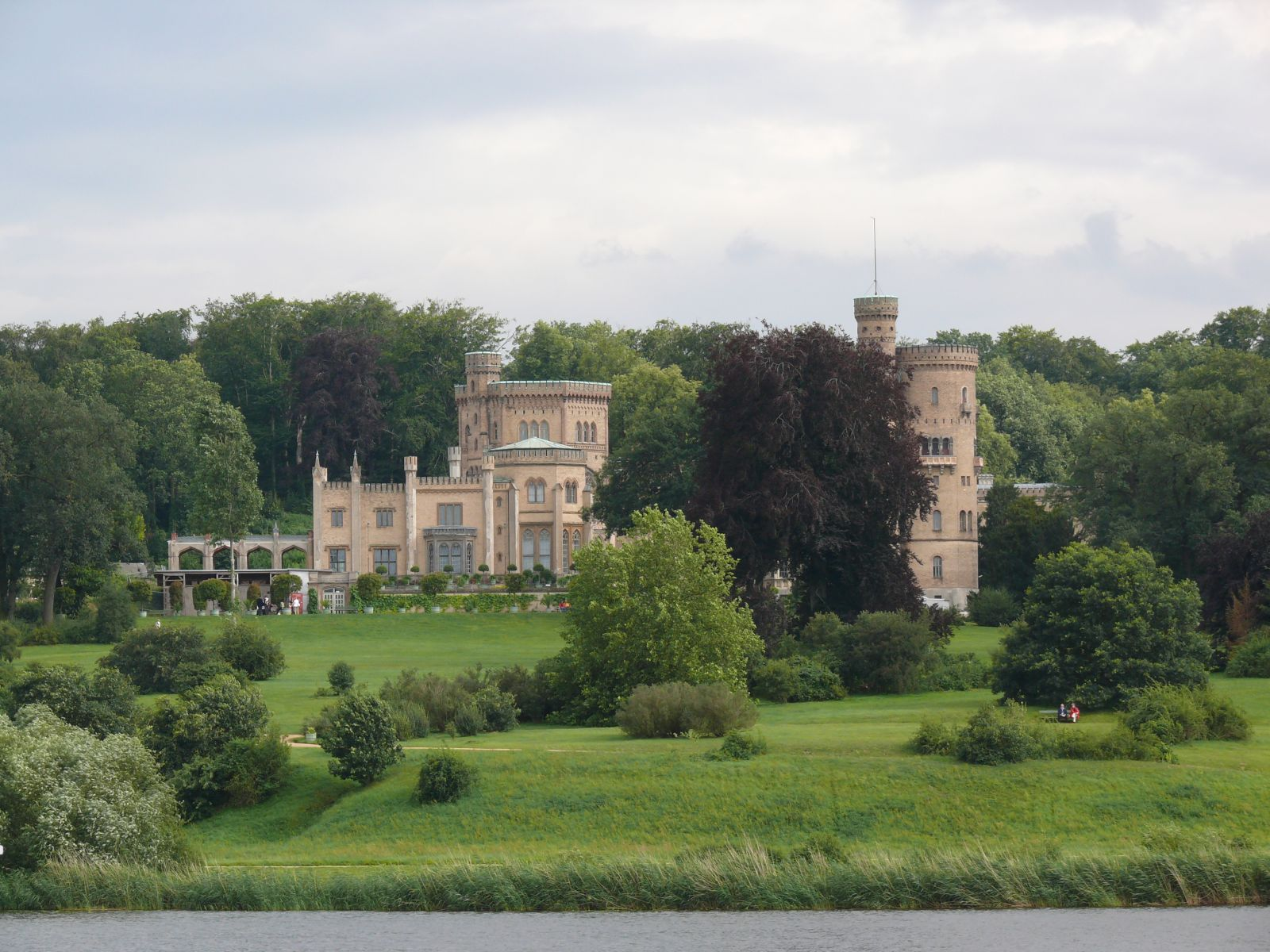
Schloss Babelsberg, Potsdam
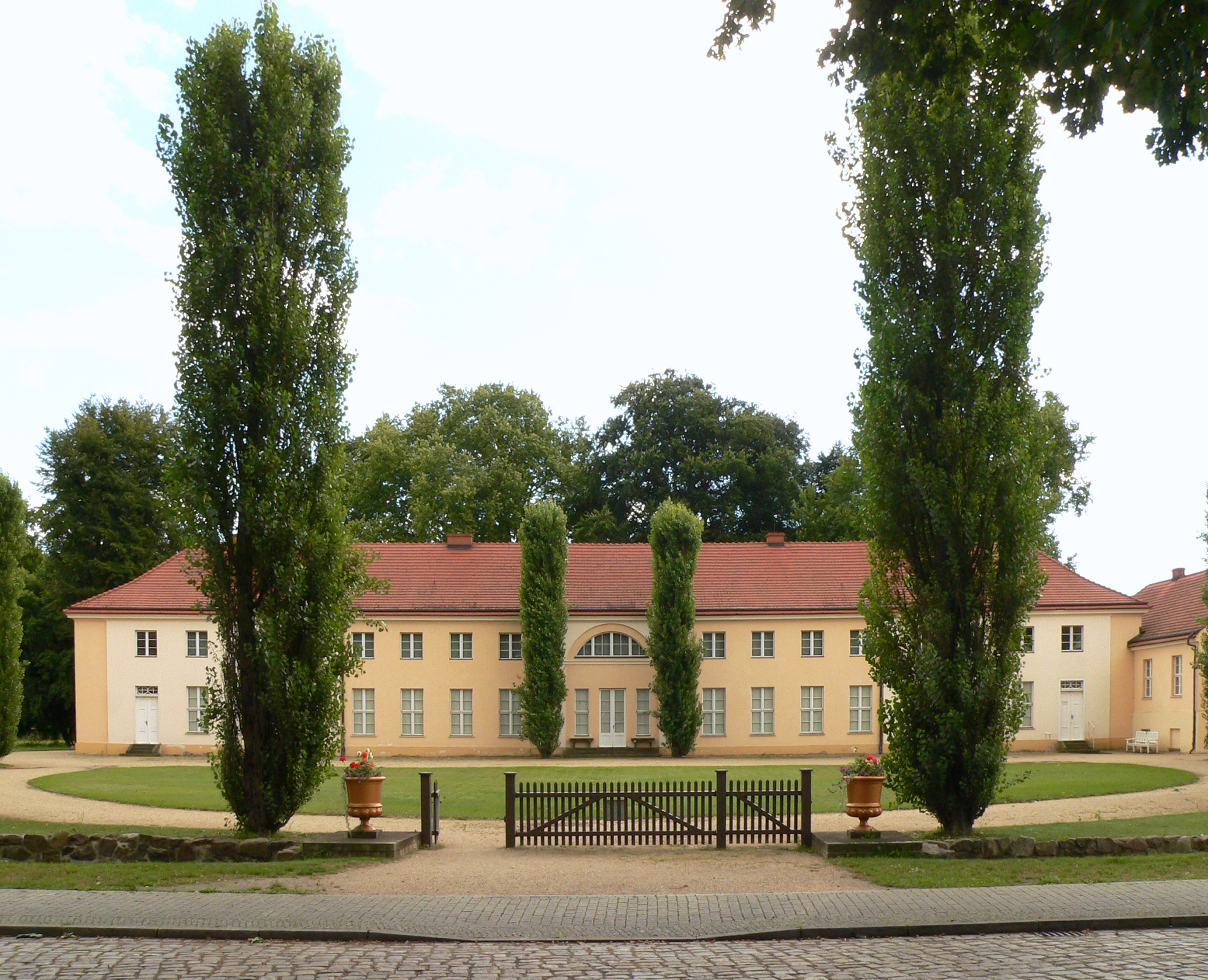
Schloss Paretz, Paretz bei Potsdam
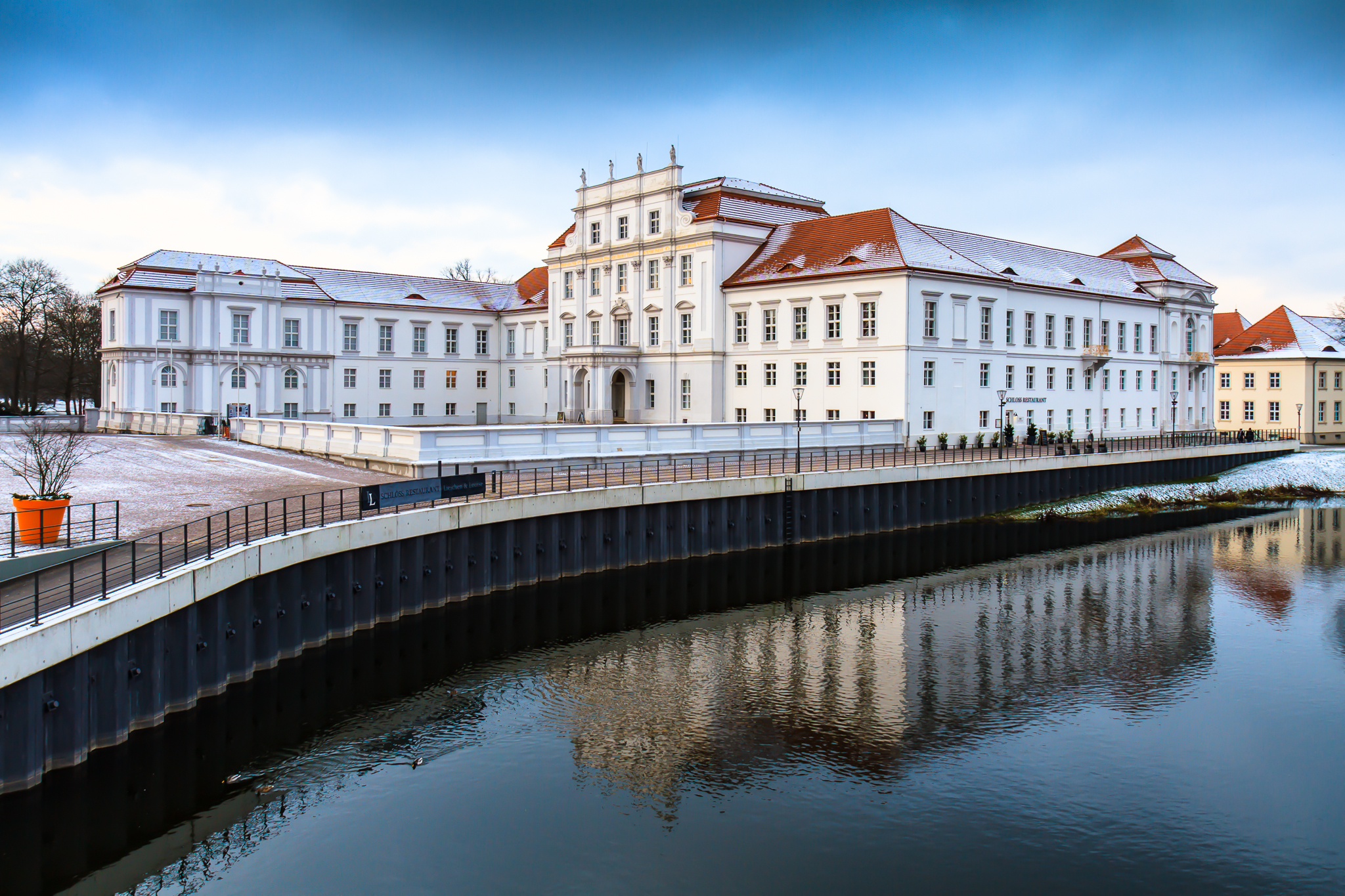
Schloss Oranienburg
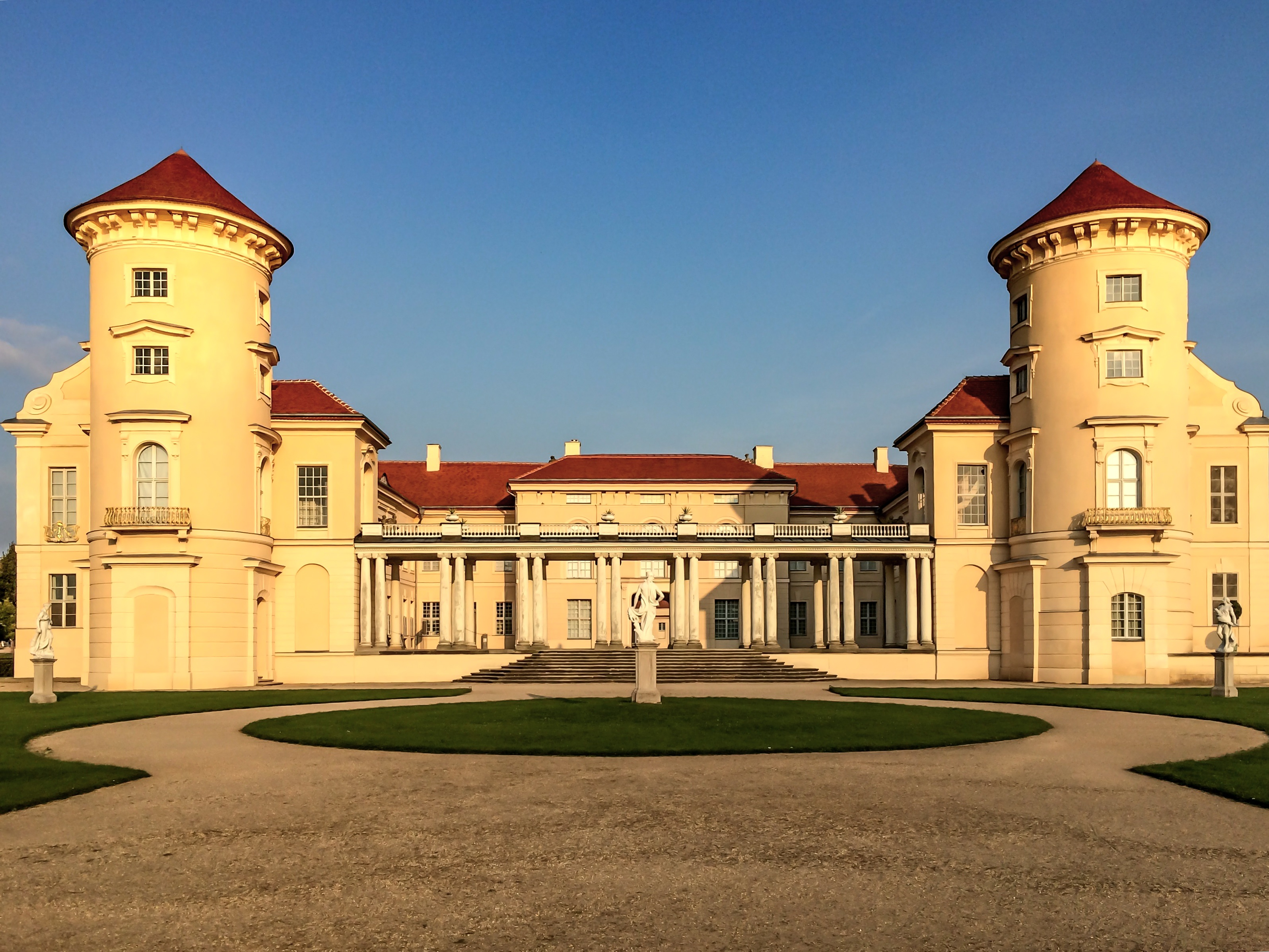
Schloss Rheinsberg
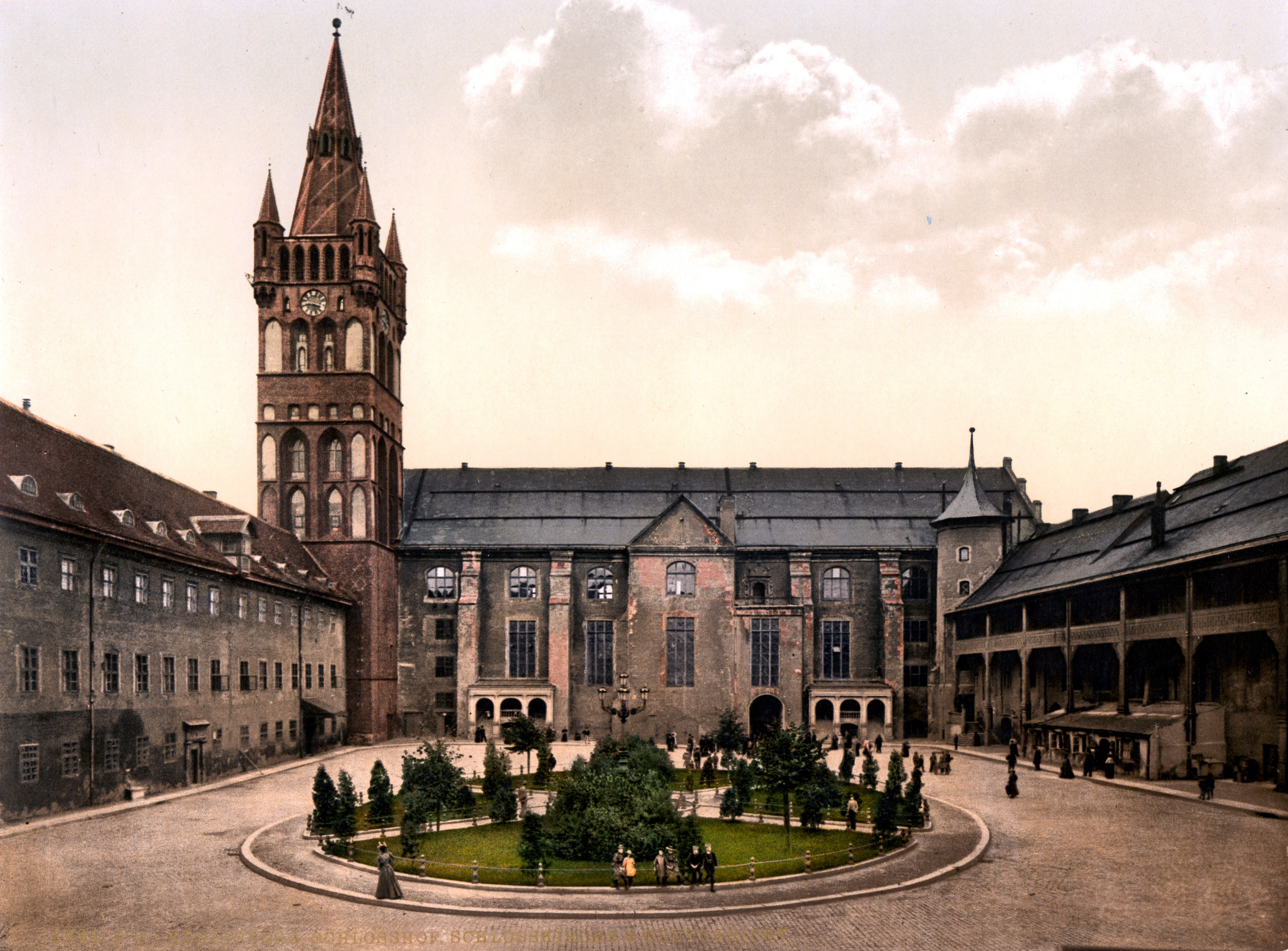
Königsberger Schloss
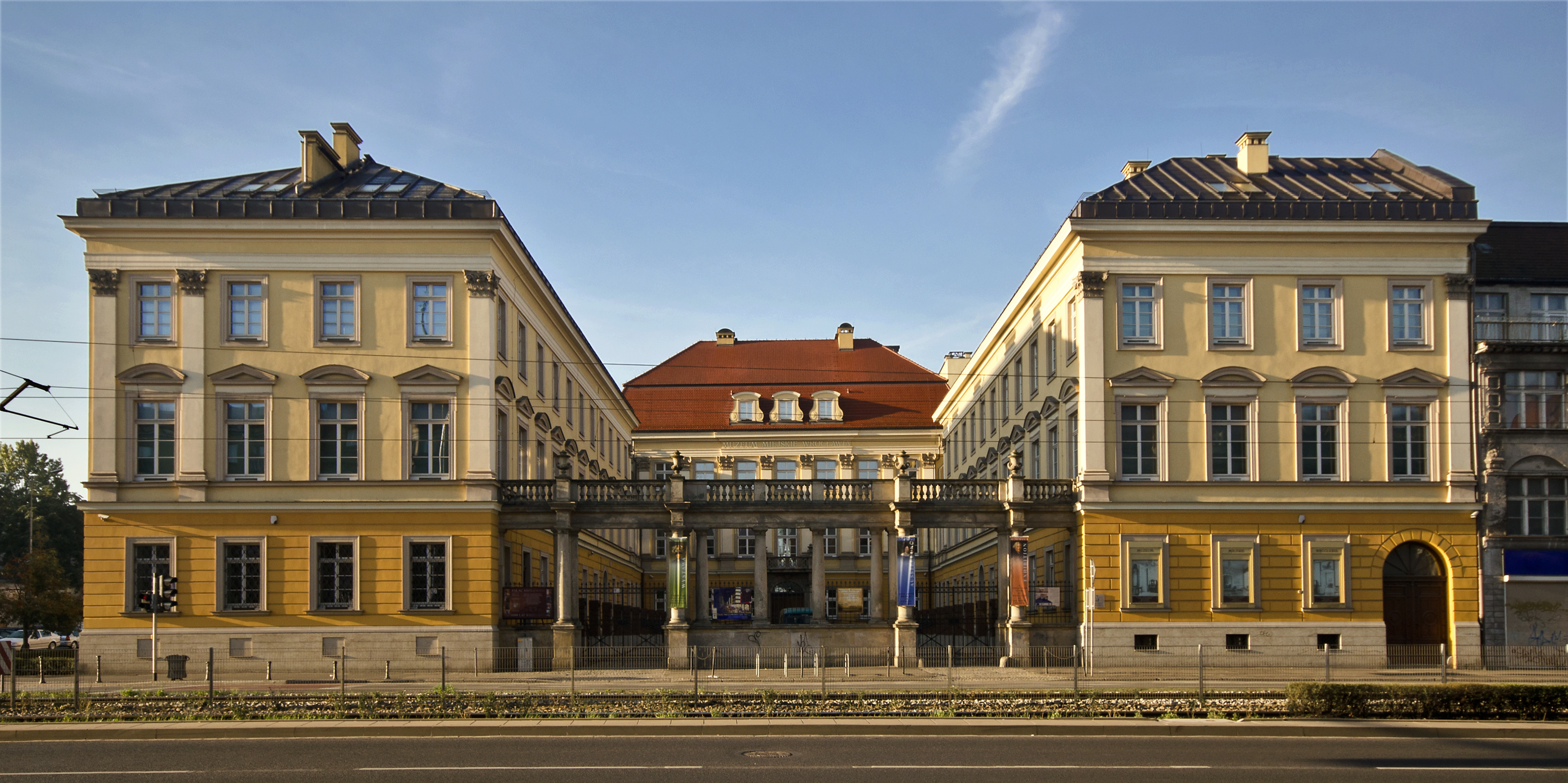
Breslauer Stadtschloss
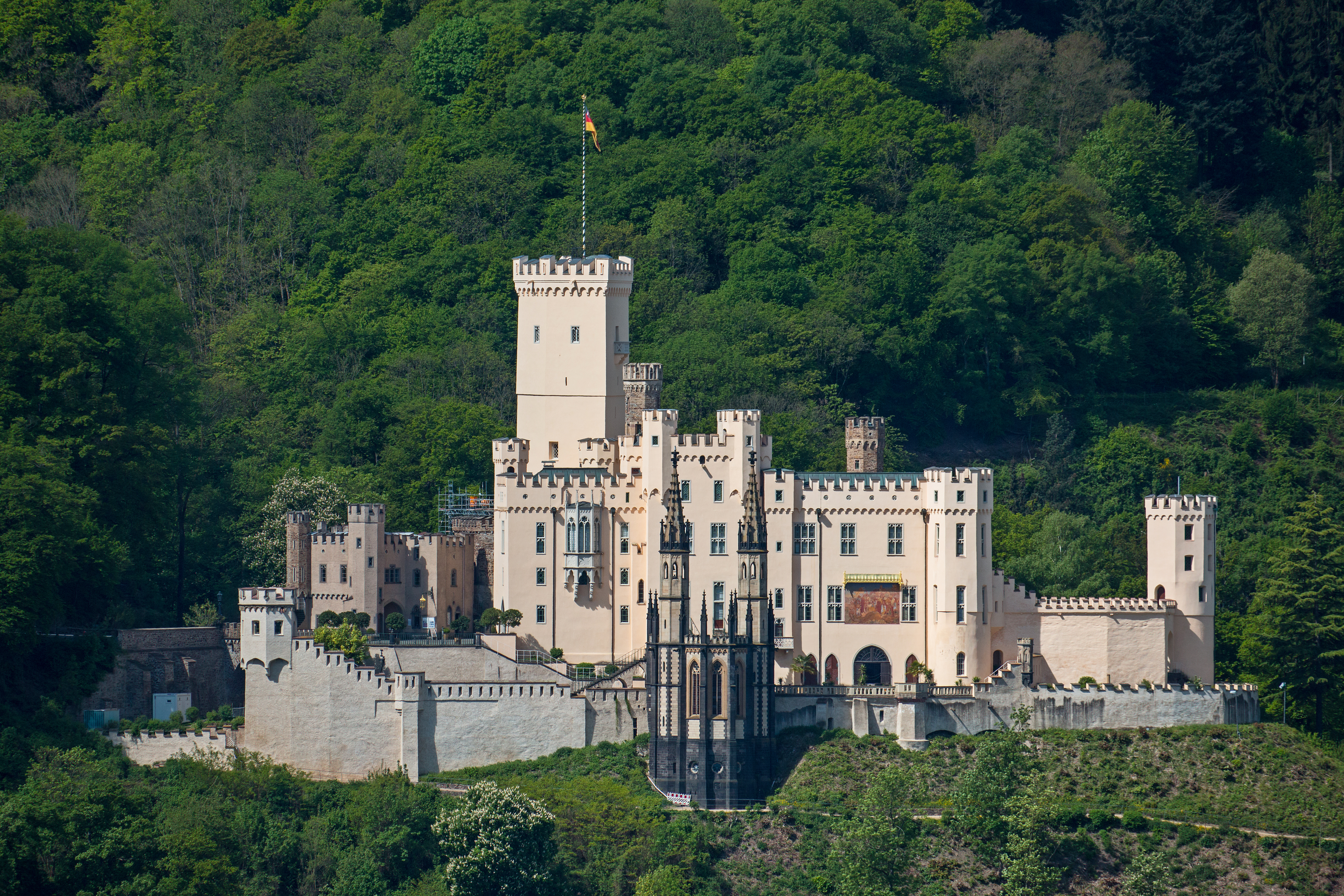
Schloss Stolzenfels, Koblenz
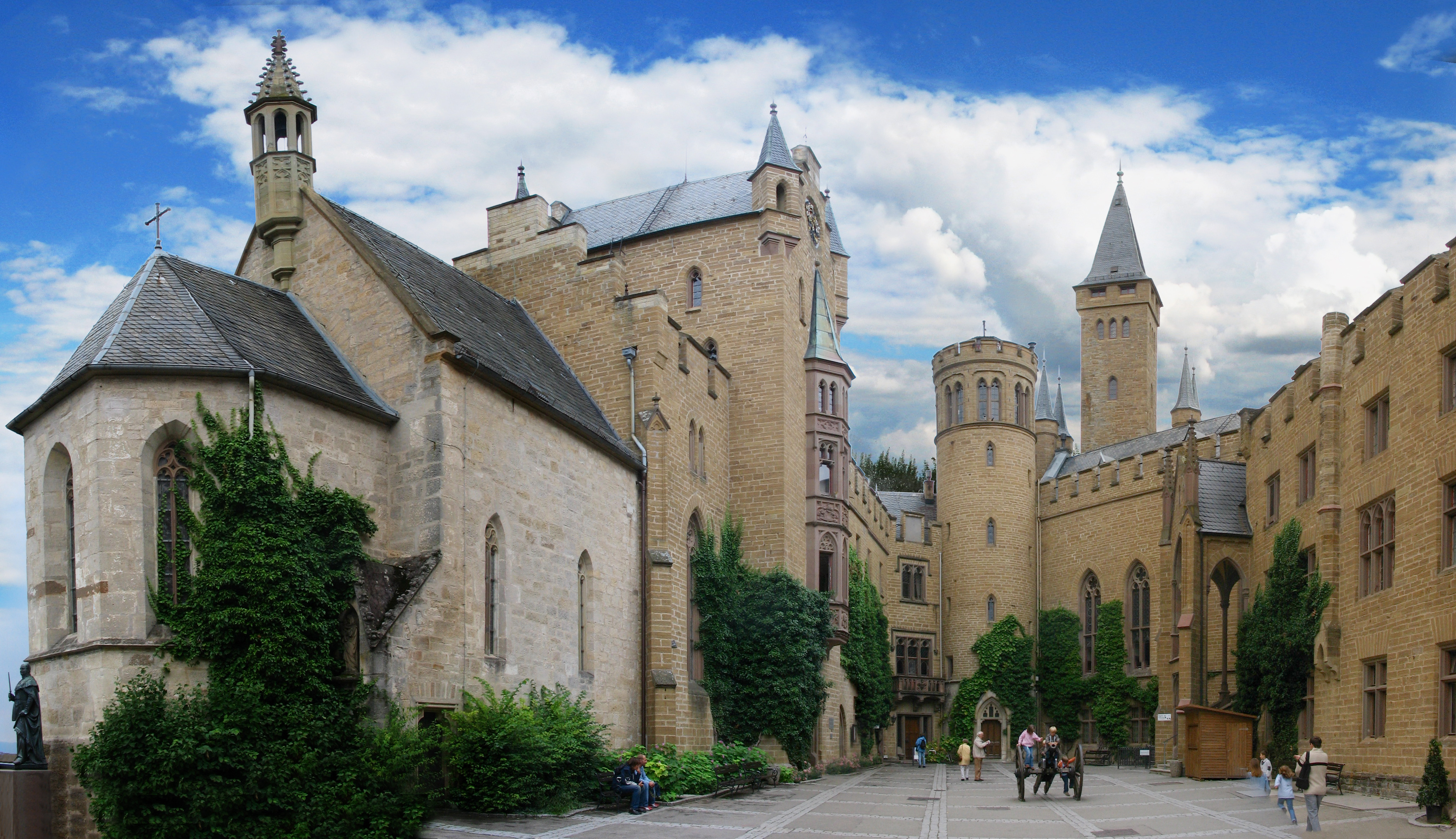
Burghof der rekonstruierten Burg Hohenzollern, Hechingen

## Wappen
Das Stammwappen der Hohenzollern zeigt einen von Silber und Schwarz gevierteilten Schild (Zollernvierung). Auf dem Helm mit schwarz-silbernen Decken ist ein wie der Schild bezeichneter Brackenkopf zu sehen. Hohenzollern erhielt als preußischer Regierungsbezirk 1880 ein auf Basis des Hauses Hohenzollern (preußischer Adler in silbernem Schildhaupt über silberschwarz gevierten Feld) ausgestaltetes eigenes Wappen, welches 1928 als monarchisches Hoheitszeichen entkleidet worden war.

Wappen der Hohenzollern mit der Zollernvierung in Silber und Schwarz
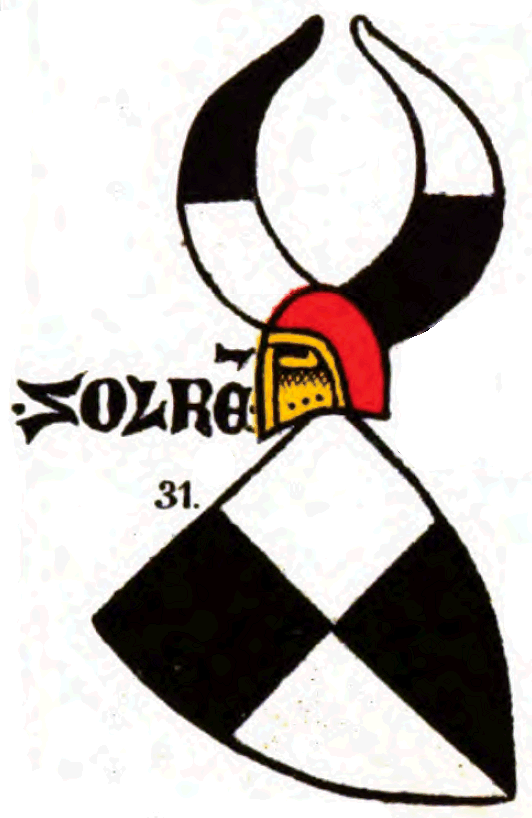
Wappen der Grafen von Zolren in der Zürcher Wappenrolle (ca. 1340)
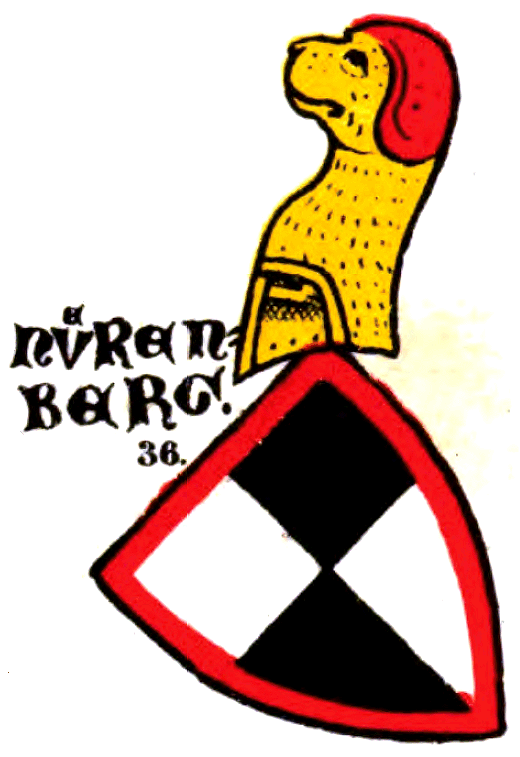
Wappen der Burggrafen von Nürenberg in der Zürcher Wappenrolle (ca. 1340)
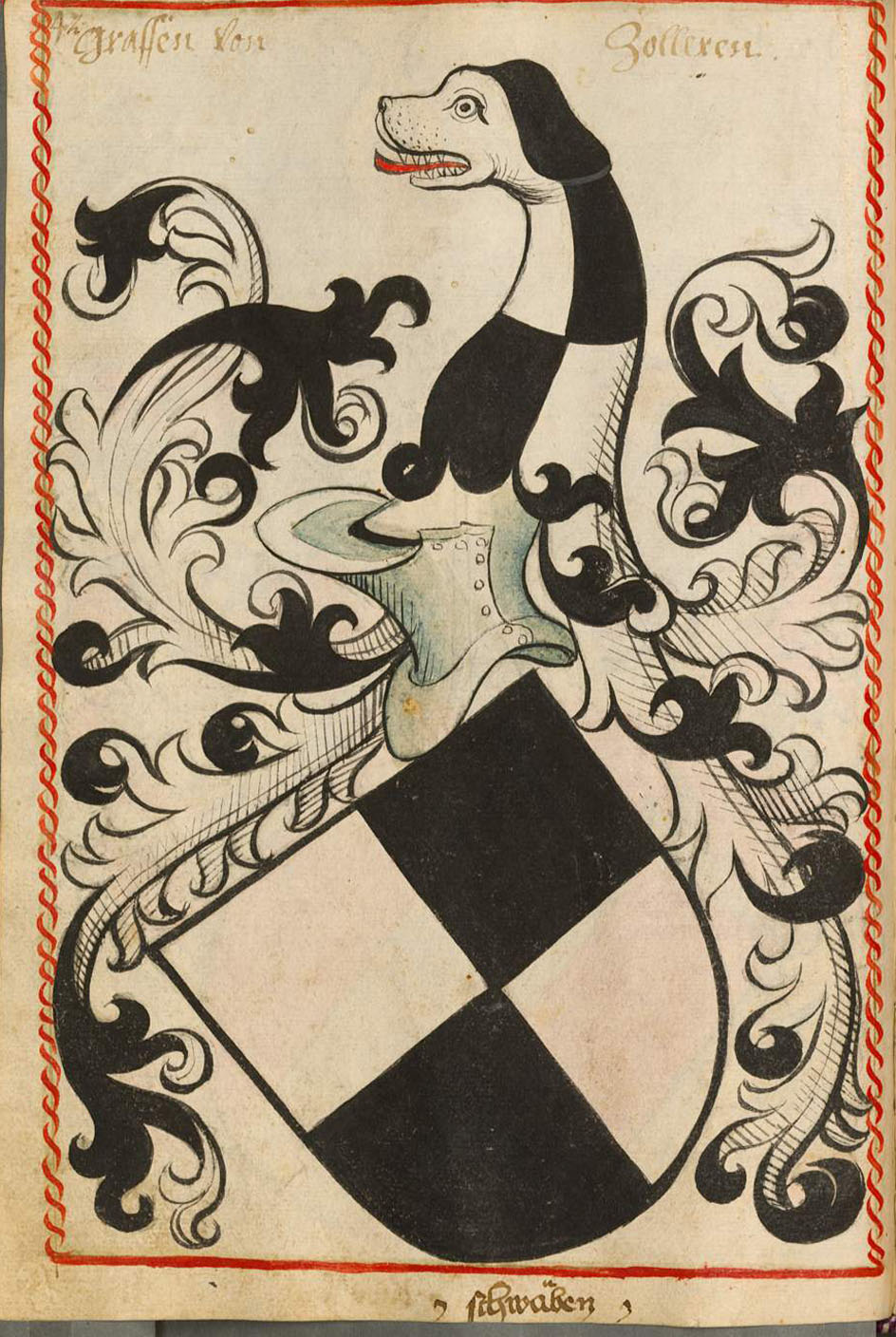
Wappen der Grafen von Zollern in Scheiblers Wappenbuch (1450–1480)
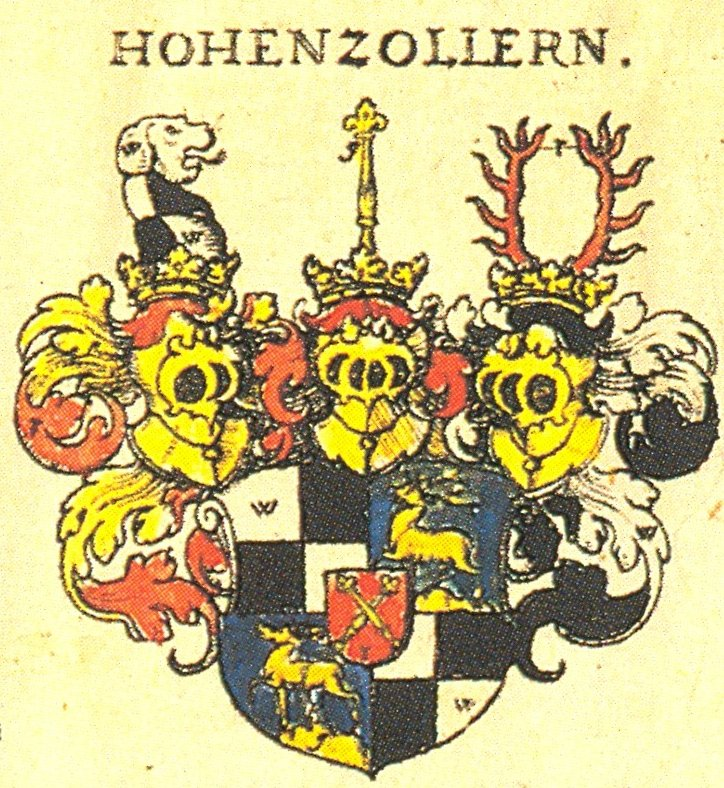
Wappen der schwäbischen Grafen von Hohenzollern (1605)
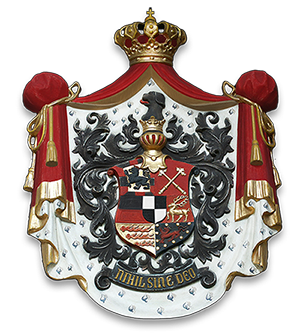
Aktuelles vom Haus Hohenzollern-Sigmaringen benutztes Wappen
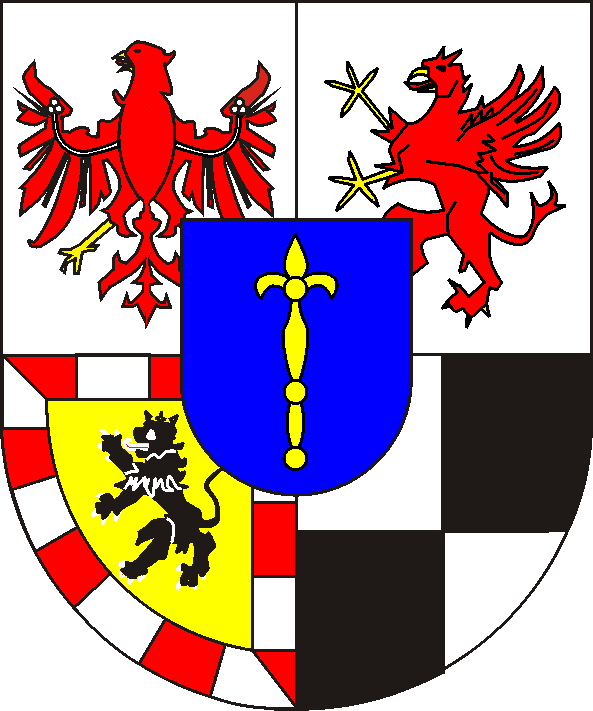
Wappen der Markgrafschaft Brandenburg (1466)
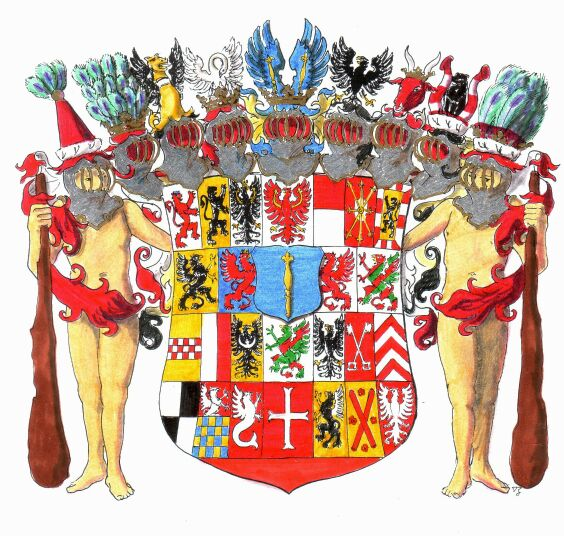
Wappen des Kurfürstentums Brandenburg (1686)
Wappen des Königreichs Preußen
Wappen der Hohenzollern

## Hohenzollern der zeitgenössischen Geschichte

### Brandenburg-preußischer Familienzweig
- Adalbert Prinz von Preußen (* 1884; † 1948), Sohn von Kaiser Wilhelm II.
- Alexandrine Prinzessin von Preußen (* 1915; † 1980), Enkelin von Kaiser Wilhelm II.
- August Wilhelm Prinz von Preußen (* 1887; † 1949), Sohn von Kaiser Wilhelm II.
- Cecilie Prinzessin von Preußen (* 1917; † 1975), Enkelin von Kaiser Wilhelm II.
- Eitel Friedrich Prinz von Preußen (* 1883; † 1942), Sohn von Kaiser Wilhelm II.
- Franz-Friedrich Prinz von Preußen (* 1944), Immobilien-Unternehmer
- Franz Wilhelm Prinz von Preußen (* 1943), Unternehmer
- Friedrich Prinz von Preußen (* 1911; † 1966), Enkel von Kaiser Wilhelm II.
- Friedrich Wilhelm Prinz von Preußen (* 1939; † 2015), Historiker
- Georg Friedrich Prinz von Preußen (* 1976), Chef des Hauses Hohenzollern
- Hubertus Prinz von Preußen (* 1909; † 1950), Enkel von Kaiser Wilhelm II.
- Joachim Prinz von Preußen (* 1890; † 1920), Sohn von Kaiser Wilhelm II.
- Kira Prinzessin von Preußen (* 1943; † 2004)
- Louis Ferdinand Prinz von Preußen (* 1907; † 1994), Chef der Familie, Enkel von Kaiser Wilhelm II.
- Louis Ferdinand Prinz von Preußen (* 1944; † 1977)
- Michael Prinz von Preußen (* 1940; † 2014), Buchautor
- Oskar Prinz von Preußen (* 1888; † 1958), Herrenmeister des Johanniterordens, Sohn von Kaiser Wilhelm II.
- Oskar Prinz von Preußen (* 1959), Herrenmeister des Johanniterordens
- Viktoria Luise Prinzessin von Preußen (* 1892; † 1980), Tochter von Kaiser Wilhelm II.
- Wilhelm Prinz von Preußen (* 1882; † 1951), Kronprinz, Sohn von Kaiser Wilhelm II.
- Wilhelm Prinz von Preußen (* 1906; † 1940), Enkel von Kaiser Wilhelm II.
- Wilhelm Karl Prinz von Preußen (* 1922; † 2007), Herrenmeister des Johanniterordens, Enkel von Kaiser Wilhelm II.

### Schwäbischer Familienzweig
- Albrecht Prinz von Hohenzollern (* 1898; † 1977)
- Auguste Viktoria Prinzessin von Hohenzollern (* 1890; † 1966), Gattin von Manuel II. von Portugal
- Ferfried Prinz von Hohenzollern (* 1943; † 2022), Tourenwagen-Rennfahrer
- Friedrich Prinz von Hohenzollern (* 1891; † 1965), Chef der fürstlichen Linie des Hauses Hohenzollern
- Friedrich Wilhelm Fürst von Hohenzollern (* 1924; † 2010), Industrieller, Chef der fürstlichen Linie des Hauses Hohenzollern
- Johann Georg Prinz von Hohenzollern (* 1932; † 2016), Kunsthistoriker
- Karl Friedrich Prinz von Hohenzollern (* 1952), Unternehmer, Chef der fürstlichen Linie des Hauses Hohenzollern